# 체스 오프닝 목록
이 문서에서는 체스 오프닝 백과사전(ECO) 코드 분류 시스템을 기준으로 체스 오프닝 목록을 정리했다. 체스 오프닝은 다섯 가지 넓은 영역("A"부터 "E")으로 분류되며, 각 영역은 백 개의 하위 분류("00"부터 "99")로 나뉜다. 오프닝은 ECO의 다섯 권에 걸쳐 출판되었으며, 각 권은 "A"부터 "E"로 표시되었다.

## A – 플랭크 오프닝
백의 첫 수가 1.e4, 1.d4가 아닌 경우 (A00–A39)
- 백의 첫 수가 1.c4가 아닌 경우 (A00–A09): 비정형 오프닝
- 1.c4: 잉글리시 오프닝 (A10–A39)

1.d4 후 1...d5 또는 1...Nf6가 아닌 경우: 비정형 세미-클로즈드 게임 (A40–A99)
- 1.d4 후 1...d5, 1...Nf6 또는 1...f5가 아닌 경우: 1.d4에 대한 비정형 응수 (A40–A44)
- 1.d4 Nf6 후 2.c4가 아닌 경우: 1...Nf6에 대한 비정형 응수 (A45–A49)
- 1.d4 Nf6 2.c4 후 2...e6 또는 2...g6가 아닌 경우: 비정형 인디언 시스템 (A50–A79)
- 1.d4 f5: 더치 디펜스 (A80–A99)

### A00–A09
백의 첫 수가 1.e4, 1.d4, 1.c4가 아닌 경우:

#### A00불규칙 오프닝
1. 안데르센: 1.a3
  1. 안데르센, 폴란드 갬빗: 1.a3 a5 2.b4
  2. 안데르센, 히포포타무스: 1.a3 e5 2.b3 d5 3.c3 Nf6 4.d3 Nc6 5.e3 Bd6 6.f3 0-0 7.g3
  3. 안데르센, 샤이: 1.a3 e5 2.g3 d5 3.Bg2 Nf6 4.d3 Nc6 5.Nd2 Bd6 6.e3 0-0 7.h3
  4. 안데르센, 리버스드 님조비치 또는 바탐방: 1.a3 e5 2.Nc3
2. 웨어: 1.a4
  1. 웨어, 심메트릭: 1.a4 a5
  2. 웨어, 윙 갬빗: 1.a4 b5 2.axb5 Bb7
  3. 웨어, 쾰른 갬빗: 1.a4 b6 2.d4 d5 3.Nc3 Nd7
  4. 웨어 갬빗: 1.a4 e5 2.a5 d5 3.e3 f5 4.a6
  5. 웨어, 크랩 1.a4 e5 2.h4
  6. 웨어, 메도우 헤이 트랩: 1.a4 e5 2.Ra3
3. 폴란드: 1.b4
  1. 폴란드, 심메트리컬: 1.b4 b5
    1. 폴란드, 심메트리컬, 퀸즈 나이트 갬빗: 1.b4 b5 2.a4

  2. 폴란드, 버밍엄 갬빗: 1.b4 c5
  3. 폴란드, 아웃플랭크: 1.b4 c6
    1. 폴란드, 아웃플랭크, 슈훌러 갬빗: 1.b4 c6 2.Bb2 a5 3.b5 cxb5 4.e4

  4. 폴란드, 발틱: 1.b4 d5 2.Bb2 Bf5
  5. 폴란드, 마이어스: 1.b4 d5 2.Bb2 c6 3.a4
  6. 폴란드, 저먼: 1.b4 d5 2.Bb2 Qd6
  7. 폴란드, 부가예프: 1.b4 e5 2.a3
  8. 폴란드, 볼퍼츠 갬빗: 1.b4 e5 2.Bb2 c5
  9. 폴란드, 체코: 1.b4 e5 2.Bb2 d6
  10. 폴란드, 부가예프 어드밴스: 1.b4 e5 2.Bb2 f6 3.b5
  11. 폴란드, 타르타코워 갬빗: 1.b4 e5 2.Bb2 f6 3.e4
  12. 폴란드, 퀸사이드 플레이: 1.b4 e6 2.Bb2 Nf6 3.b5 a6
    1. 폴란드, 퀸사이드 플레이, 룩스 익스체인지 라인: 1.b4 e6 2.Bb2 Nf6 3.b5 a6 4.a4 axb5 5.axb5 Rxa1 6.Bxa1
    2. 폴란드, 퀸사이드 플레이, 퀸즈 인디언 셋업: 1.b4 e6 2.Bb2 Nf6 3.b5 b6
    3. 폴란드, 퀸사이드 플레이, 쉬플러-소콜스키: 1.b4 e6 2.Bb2 Nf6 3.b5 d5 4.e3

  13. 폴란드, 더치 셋업: 1.b4 f5
  14. 폴란드, 그리고리안: 1.b4 Nc6
  15. 폴란드, 킹스 인디언 셋업: 1.b4 Nf6 2.Bb2 g6
    1. 폴란드, 킹스 인디언 셋업, 소콜스키: 1.b4 Nf6 2.Bb2 g6 3.c4 Bg7 4.e3 d6 5.Nf3 0-0 6.d4
    2. 폴란드, 킹스 인디언 셋업, 쉬플러: 1.b4 Nf6 2.Bb2 g6 3.e4

  16. 폴란드, 카르니에프스키: 1.b4 Nh6
4. 사라고사: 1.c3
5. 미제스: 1.d3
  1. 미제스, 베네수엘라나: 1.d3 c5 2.Nc3 Nc6 3.g3
  2. 미제스, 리버스드 랫: 1.d3 e5
    1. 미제스, 리버스드 랫, 발렌시아: 1.d3 e5 2.Nd2

  3. 미제스, 마이어스 스파이크 어택: 1.d3 g6 2.g4
6. 반트 크라위스: 1.e3
  1. 반트 크라위스, 리버스드 프렌치: 1.e3 e5
    1. 반트 크라위스, 리버스드 프렌치, 바운싱 비숍: 1.e3 e5 2.Bc4 b5 3.Bb3
    2. 반트 크라위스, 리버스드 프렌치, 암스테르담 어택: 1.e3 e5 2.c4 d6 3.Nc3 Nc6 4.b3 Nf6
    3. 반트 크라위스, 리버스드 프렌치, 케오니-히바 갬빗: 1.e3 e5 2.Nc3 with 3.f4 exf4 4.Nf3
      1. 반트 크라위스, 리버스드 프렌치, 케오니-히바 갬빗, 에콜루: 1.e3 e5 2.Nc3 d5 3.f4 exf4 4.Nf3
      2. 반트 크라위스, 리버스드 프렌치, 케오니-히바 갬빗, 알루아: 1.e3 e5 2.Nc3 Nc6 3.f4 exf4 4.Nf3
      3. 반트 크라위스, 리버스드 프렌치, 케오니-히바 갬빗, 아카히: 1.e3 e5 2.Nc3 Nf6 3.f4 exf4 4.Nf3
7. 반즈: 1.f3
  1. 반즈, 게둘트 갬빗 1: 1.f3 d5 2.e4 g6 3.d4 dxe4 4.c3
  2. 반즈, 바보 메이트: 1.f3 e5 2.g4 Qh4#
  3. 반즈, 해머슐라그: 1.f3 e5 2.Kf2
  4. 반즈, 게둘트 갬빗 2: 1.f3 f5 2.e4 fxe4 3.Nc3
8. 헝가리: 1.g3
  1. 헝가리, 시실리안 인비테이션: 1.g3 c5
  2. 헝가리, 리버스드 모던: 1.g3 d5 2.Bg2 c5
    1. 헝가리, 리버스드 모던, 슬라브 포메이션: 1.g3 d5 2.Bg2 c6
    2. 헝가리, 리버스드 모던, 뷔커 갬빗: 1.g3 d5 2.Bg2 e5 3.b4
    3. 헝가리, 리버스드 모던, 빈터베르크 갬빗: 1.g3 d5 2.Bg2 e5 3.c4 dxc4 4.b3
    4. 헝가리, 리버스드 모던, 카탈란 포메이션: 1.g3 d5 2.Bg2 e6

  3. 헝가리, 버크 갬빗: 1.g3 e5 2.a3 d5 3.Nf3 e4 4.Nh4 Be7 5.d3
  4. 헝가리, 리버스드 알레킨: 1.g3 e5 2.Nf3
    1. 헝가리, 리버스드 알레킨, 리버스드 브루클린 또는 벤쾨 갬빗: 1.g3 e5 2.Nf3 e4 3.Ng1 Nf6 4.b4
    2. 헝가리, 리버스드 알레킨, 리버스드 노르웨이: 1.g3 e5 2.Nf3 e4 3.Nh4

  5. 헝가리, 파리 갬빗: 1.g3 e5 2.Nh3 d5 3.f4 Bxh3 4.Bxh3 exf4 5.0-0
  6. 헝가리, 더치 인비테이션: 1.g3 f5
    1. 헝가리, 더치 인비테이션, 파흐만 갬빗: 1.g3 f5 2.e4 fxe4 3.Qh5+ g6

  7. 헝가리, 마이어스: 1.g3 g5
  8. 헝가리, 심메트리컬 바리에이션: 1.g3 g6
  9. 헝가리, 라스커 시뮬 스페셜: 1.g3 h5
    1. 헝가리, 라스커 시뮬 스페셜, 반 카위크 갬빗: 1.g3 h5 2.Nf3 h4

  10. 헝가리, 아스텐 갬빗: 1.g3 Nc6 2.Nc3 d5 3.d4 e5 4.dxe5 d4 5.Ne4 f5
  11. 헝가리, 인디언 인비테이션: 1.g3 Nf6
9. 그롭: 1.g4
  1. 그롭 갬빗: 1.g4 d5 2.Bg2
    1. 그롭 갬빗, 프리츠 갬빗: 1.g4 d5 2.Bg2 Bxg4 3.c4
      1. 그롭 갬빗, 프리츠 갬빗, 롬포드 카운터갬빗: 1.g4 d5 2.Bg2 Bxg4 3.c4 d4

    2. 그롭 갬빗 거절: 1.g4 d5 2.Bg2 c6
      1. 그롭 갬빗 거절, 리히터-그롭 갬빗: 1.g4 d5 2.Bg2 c6 3.c4 dxc4 4.b3
      2. 그롭 갬빗 거절, 스파이크 어택: 1.g4 d5 2.Bg2 c6 3.g5

    3. 그롭 갬빗, 케레스 갬빗: 1.g4 d5 2.Bg2 e5 3.d4 exd4 4.c3
    4. 그롭 갬빗, 바스만 갬빗: 1.g4 d5 2.Bg2 h5 3.gxh5

  2. 그롭, 질버민츠 갬빗: 1.g4 d5 2.e4 dxe4 3.Nc3
    1. 그롭, 질버민츠-하틀라우프 갬빗: 1.g4 d5 2.e4 dxe4 3.Nc3 e5 4.d3
    2. 그롭, 질버민츠 갬빗, 실러: 1.g4 d5 2.e4 dxe4 3.Nc3.h5

  3. 그롭, 킨: 1.g4 d5 2.h3 e5 3.Bg2 c6
    1. 그롭, 킨, 메인 라인: 1.g4 d5 2.h3 e5 3.Bg2 c6 4.d4 e4 5.c4 Bd6 6.Nc3 Ne7

  4. 그롭, 스파이크: 1.g4 e5
    1. 그롭, 스파이크, 허스트 어택: 1.g4 e5 2.Bg2 d5 3.c4
    2. 그롭, 스파이크, 런던: 1.g4 e5 2.h3 Nc6

  5. 알레시 갬빗: 1.g4 f5
  6. 더블 그롭: 1.g4 g5
    1. 더블 그롭, 코카콜라 갬빗: 1.g4 g5 2.f4
    2. 더블 그롭, 킹스 나이트 갬빗: 1.g4 g5 2.h4
10. 클레멘츠: 1.h3
  1. 클레멘츠, 크리피 크롤리 포메이션: 1.h3 d5 2.a3
  2. 클레멘츠, 글로벌 오프닝: 1.h3 e5 2.a3
  3. 클레멘츠, 스파이크 리 갬빗: 1.h3 h5 2.g4
11. 카다스 또는 데프레: 1.h4
  1. 카다스, 쿨라-쿨라: 1.h4 a5
  2. 카다스 갬빗 1: 1.h4 c5 2.b4
  3. 카다스, 마이어스: 1.h4 d5 2.d4 c5 3.e4
  4. 카다스 갬빗 2: 1.h4 d5 2.d4 c5 3.Nf3 cxd4 4.c3
  5. 카다스 비기너스 트랩: 1.h4 d5 2.Rh3
  6. 카다스 갬빗 3: 1.h4 e5 2.d4 exd4 3.c3
  7. 카다스, 스타인보크 갬빗: 1.h4 f5 2.e4 fxe4 3.d3
  8. 카다스, 슈나이더 갬빗: 1.h4 g5
12. 소듐 어택 또는 더킨: 1.Na3
  1. 소듐 어택, 셀라돈: 1.Na3 e5 2.d3 Bxa3 3.bxa3 d5 4.e3 c5 5.Rb1
  2. 더킨 갬빗: 1.Na3 e5 2.Nc4 Nc6 3.e4 f5
  3. 소듐 어택, 체노보스키온: 1.Na3 g6 2.g4
13. 반 깃 또는 던스트: 1.Nc3
  1. 반 깃, 라로슈 갬빗: 1.Nc3 b5
  2. 반 깃, 뒤셀도르프 갬빗: 1.Nc3 c5 2.b4
  3. 반 깃, 노보시비르스크: 1.Nc3 c5 2.d4 cxd4 3.Qxd4 Nc6 4.Qh4
  4. 반 깃, 시실리안 투 나이트: 1.Nc3 c5 2.Nf3 Nc6 3.d4 cxd4 4.Nxd4
  5. 반 깃, 트위블 어택: 1.Nc3 c5 2.Rb1
  6. 반 깃, 리버스드 미케나스: 1.Nc3 d5
    1. 반 깃, 리버스드 미케나스, 베네수엘라나: 1.Nc3 d5 2.d3 Nf6 3.g3
    2. 반 깃, 리버스드 미케나스, 슬레이프니르 갬빗: 1.Nc3 d5 2.e3 e5 3.d4 Bb4
    3. 반 깃, 헥터 갬빗: 1.Nc3 d5 2.e4 dxe4 3.Bc4
    4. 반 깃, 리버스드 미케나스, 던스트-페르네 갬빗: 1.Nc3 d5 2.e4 dxe4 3.d3
    5. 반 깃, 리버스드 미케나스, 더티 갬빗: 1.Nc3 d5 2.e4 dxe4 3.f3
    6. 반 깃, 리버스드 미케나스, 멜레비 갬빗: 1.Nc3 d5 2.f4 d4 3.Ne4 c5
    7. 반 깃, 리버스드 미케나스, 파이퍼 갬빗: 1.Nc3 d5 2.f4 d4 3.Ne4 e5
      1. 반 깃, 리버스드 미케나스, 파이퍼 갬빗, 슬레이프니르 카운터갬빗: 1.Nc3 d5 2.f4 d4 3.Ne4 e5 4.Nf3

    8. 반 깃, 리버스드 미케나스, 젠드로섹 갬빗: 1.Nc3 d5 2.f4 d4 3.Ne4 f5 4.Nf2 Nf6 5.Nf3 c5 6.b4
    9. 반 깃, 리버스드 미케나스, 담하우그 갬빗: 1.Nc3 d5 2.f4 e5
    10. 반 깃, 리버스드 미케나스, 바르스타이너 갬빗: 1.Nc3 d5 2.f4 g5

  7. 반 깃, 허거트 갬빗: 1.Nc3 d6 2.f4 e5 3.fxe5 Nc6
  8. 반 깃, 리버스드 님조비치: 1.Nc3 e5
    1. 반 깃, 리버스드 님조비치, 글라드바허 갬빗: 1.Nc3 e5 2.b3 d5 3.e4 dxe4 4.d3
    2. 반 깃, 리버스드 님조비치, 리버스드 스칸디나비안: 1.Nc3 e5 2.d4 exd4 3.Qxd4 Nc6 4.Qa4
    3. 반 깃, 리버스드 님조비치, 훌스만 갬빗: 1.Nc3 e5 2.e3 d5 3.Qh5 Be6
    4. 반 깃, 리버스드 님조비치, 리비그 갬빗: 1.Nc3 e5 2.e3 d5 3.Qh5 Nf6
    5. 반 깃, 리버스드 님조비치, 노보쿤스키 갬빗: 1.Nc3 e5 2.f4 exf4 3.e4
    6. 반 깃, 리버스드 님조비치, 빌로커스-요한센 갬빗: 1.Nc3 e5 2.Nf3 Bc5
    7. 반 깃, 리버스드 님조비치, 나폴레옹 어택: 1.Nc3 e5 2.Nf3 Nc6 3.d4

  9. 반 깃, 클뤼버 갬빗: 1.Nc3 f5 2.e4 fxe4 3.d3
  10. 반 깃, 마이어스: 1.Nc3 g6 2.h4
  11. 반 깃, 튀빙겐 갬빗: 1.Nc3 Nf6 2.g4
14. 아마르: 1.Nh3
  1. 아마르, 파리 갬빗: 1.Nh3 d5 2.g3 e5 3.f4 Bxh3 4.Bxh3 exf4
    1. 아마르, 파리 갬빗, 겐트 갬빗: 1.Nh3 d5 2.g3 e5 3.f4 Bxh3 4.Bxh3 exf4 5.0-0 fxg3 6.hxg3

#### A01 라르센 오프닝: 1.b3
1. 라르센 오프닝, 폴란드 셋업: 1.b3 b5
2. 라르센 오프닝, 심메트리컬: 1.b3 b6
3. 라르센 오프닝, 잉글리시 셋업: 1.b3 c5
4. 라르센 오프닝, 클래시컬: 1.b3 d5
  1. 라르센 오프닝, 클래시컬, 그라츠 어택: 1.b3 d5 2.Ba3
5. 라르센 오프닝, 모던: 1.b3 e5
  1. 라르센 오프닝, 모던, 파흐만 갬빗: 1.b3 e5 2.Bb2 Nc6 3.f4
6. 라르센 오프닝, 더치 셋업: 1.b3 f5
  1. 라르센 오프닝, 더치 셋업, 링겔바흐 갬빗: 1.b3 f5 2.Bb2 e6 3.e4
7. 라르센 오프닝, 인디언 셋업: 1.b3 Nf6
  1. 라르센 오프닝, 인디언 셋업, 스파이크: 1.b3 Nf6 2.Bb2 g6 3.g4

#### A02–A03 버드 1.f4

##### A02버드 1.f4
1. 버드, 마이어스 디펜스: 1.f4 b5
2. A03 버드, 더치: 1.f4 d5
  1. 버드, 더치, 토마스 갬빗: 1.f4 d5 2.b3 Nf6 3.Bb2 d4 4.Nf3 c5 5.e3
  2. 버드, 더치, 스투름 갬빗: 1.f4 d5 2.c4
  3. 버드, 더치, 윌리엄스 갬빗: 1.f4 d5 2.e4
    1. 버드, 더치, 윌리엄스 갬빗 수락: 1.f4 d5 2.e4 dxe4 3.Nc3 Nf6
    2. 버드, 더치, 윌리엄스 갬빗 수락, 질버민츠 갬빗: 1.f4 d5 2.e4 dxe4 3.Nc3 Nf6 4.Nge2

  4. 버드, 더치, 두트바일러 갬빗: 1.f4 d5 2.g4
  5. 버드, 더치, 라스커: 1.f4 d5 2.Nf3 Nf6 3.e3 c5
3. 버드, 프롬스 갬빗: 1.f4 e5
  1. 버드, 프롬스 갬빗, 시그너 갬빗: 1.f4 e5 2.d4 exd4 3.Nf3 c5 4.c3
  2. 버드, 프롬스 갬빗, 라스커 바리에이션: 1.f4 e5 2.fxe5 d6 3.exd6 Bxd6 4.Nf3 g5
  3. 버드, 프롬스 갬빗, 립케 바리에이션: 1.f4 e5 2.fxe5 d6 3.exd6 Bxd6 4.Nf3 Nh6 5.d4
  4. 버드, 프롬스 갬빗, 랑헬트 갬빗: 1.f4 e5 2.fxe5 d6 3.exd6 Nf6
  5. 버드, 프롬스 갬빗, 라스커 갬빗: 1.f4 e5 2.fxe5 f6
  6. 버드, 프롬스 갬빗, 슐레히터 갬빗: 1.f4 e5 2.fxe5 Nc6
  7. 버드, 프롬스 갬빗, 플라츠 갬빗: 1.f4 e5 2.fxe5 Ne7
  8. 버드, 프롬스 갬빗, 바르 갬빗: 1.f4 e5 2.Nc3
  9. 버드, 프롬스 갬빗, 더블 덕 포메이션: 1.f4 e5 2.d4 d5
4. 버드, 심메트리컬: 1.f4 f5
  1. 버드, 심메트리컬, 바그너-즈비터쉬 갬빗: 1.f4 f5 2.e4
    1. 버드, 심메트리컬, 바그너-즈비터쉬 갬빗, 스위스 갬빗: 1.f4 f5 2.e4 fxe4 3.Nc3 Nf6 4.g4

  2. 버드, 심메트리컬, 킹스 비숍 갬빗: 1.f4 f5 2.g4
5. 버드, 홉스 갬빗: 1.f4 g5
6. 버드, 홉스-질버민츠 갬빗: 1.f4 h6 2.Nf3 g5
7. 버드, 무잔나: 1.f4 Nf6 2.c4
8. 버드, 바타보-폴란드 어택: 1.f4 Nf6 2.Nf3 g6 3.b4
9. 버드, 호스플라이: 1.f4 Nh6

#### A04–A09 주커토르트 또는레티 오프닝1.Nf3

##### A04주커토르트: 1.Nf3
1. 주커토르트, 웨어: 1.Nf3 a5
2. 주커토르트, 세인트 조지: 1.Nf3 a6
3. 주커토르트, 폴란드: 1.Nf3 b5
4. 주커토르트, 퀸사이드 피앙케토 바리에이션: 1.Nf3 b6
5. 주커토르트, 시실리안 인비테이션: 1.Nf3 c5
  1. 주커토르트, 시실리안 인비테이션, 세미-아베르바흐: 1.Nf3 c5 2.c4 g6 3.d4 Bg7 4.e4
    1. 주커토르트, 시실리안 인비테이션, 세미-아베르바흐, 프테로닥틸: 1.Nf3 c5 2.c4 g6 3.d4 Bg7 4.e4 4...Qa5+
    2. 주커토르트, 시실리안 인비테이션, 세미-아베르바흐, 폴란드: 1.Nf3 c5 2.c4 g6 3.d4 Bg7 4.e4 4...Qb6

  2. 주커토르트, 시실리안 인비테이션, 스필스멧 갬빗: 1.Nf3 c5 2.d4 cxd4 3.e3
  3. 주커토르트, 시실리안 인비테이션, 콜레 시스템: 람포린쿠스: 1.Nf3 c5 2.e3 g6 3.d4 Bg7 4.dxc5 Qa5+
6. 주커토르트, 슬라브 인비테이션: 1.Nf3 c6
7. 주커토르트, 피르크 인비테이션: 1.Nf3 d6
  1. 주커토르트, 피르크 인비테이션, 보스 갬빗: 1.Nf3 d6 2.d4 e5
  2. 주커토르트, 피르크 인비테이션, 웨이드: 1.Nf3 d6 2.e4 Bg4
8. 주커토르트, 로스 갬빗: 1.Nf3 e5
  1. 주커토르트, 로스 갬빗, 더 월러스: 1.Nf3 e5 2.Nxe5 Nc6 3.Nxc6 dxc6
9. 주커토르트, 퀸스 갬빗 인비테이션: 1.Nf3 e6
  1. 주커토르트, 퀸스 갬빗 인비테이션, 샤발로프 갬빗: 1.Nf3 e6 2.c4 a6 3.Nc3 c5 4.g3 b5
10. 주커토르트, 더치 셋업: 1.Nf3 f5
  1. 주커토르트, 더치 셋업, 리시친 갬빗 지연: 1.Nf3 f5 2.d3 Nf6 3.e4
  2. 주커토르트, 더치 셋업, 리시친 갬빗: 1.Nf3 f5 2.e4
11. 주커토르트, 아크틱 디펜스: 1.Nf3 f6
  1. 주커토르트, 아크틱 디펜스, 드렁큰 나이트 바리에이션: 주커토르트, 아크틱 디펜스 2.e4 Nh6 3.d4 Nf7
12. 주커토르트, 헤르스트롬 갬빗: 1.Nf3 g5
13. 주커토르트, 킹사이드 피앙케토: 1.Nf3 g6
14. 주커토르트, 바스만 디펜스: 1.Nf3 h6
15. 주커토르트, 시실리안 나이트 바리에이션: 1.Nf3 Na6 2.e4 c5
16. 주커토르트, 드렁큰 캐벌리 바리에이션: 1.Nf3 Na6 2.e4 Nh6
17. 주커토르트, 블랙 머스탱 디펜스: 1.Nf3 Nc6
18. 주커토르트, 킹사이드 바리에이션: 1.Nf3 Nh6 2.d4 g6
19. A05 주커토르트, 더블 킹-나이트: 1.Nf3 Nf6
  1. 주커토르트, 더블 킹-나이트, 마이어스 폴란드 어택: 1.Nf3 Nf6 2.a4 g6 3.b4
  2. 주커토르트, 더블 킹-나이트, 님조-라르센: 1.Nf3 Nf6 2.b3
  3. 주커토르트, 더블 킹-나이트, 폴란드 셋업: 1.Nf3 Nf6 2.b4
  4. 주커토르트, 더블 킹-나이트, 콰이어트 시스템: 1.Nf3 Nf6 2.e3
  5. 주커토르트, 더블 킹-나이트, 렘베르거 갬빗: 1.Nf3 Nf6 2.e4
  6. 주커토르트, 더블 킹-나이트, 킹스 인디언 셋업: 1.Nf3 Nf6 2.g3
  7. 주커토르트, 더블 킹-나이트, 킹스 인디언 셋업, 스파스키 바리에이션: 1.Nf3 Nf6 2.g3 b5
  8. 주커토르트, 더블 킹-나이트, 킹스 인디언 셋업, 심메트리컬: 1.Nf3 Nf6 2.g3 g6
    1. 주커토르트, 더블 킹-나이트, 킹스 인디언 셋업, 심메트리컬, 더블 피앙케토 어택: 1.Nf3 Nf6 2.g3 g6 3.b3 Bg7 4.Bb2 0-0 5.Bg2 d6 6.0-0
    2. 주커토르트, 더블 킹-나이트, 킹스 인디언 셋업, 심메트리컬, 스미슬로프: 1.Nf3 Nf6 2.g3 g6 3.b4
    3. 주커토르트, 더블 킹-나이트, 킹스 인디언 셋업, 심메트리컬, 발스: 1.Nf3 Nf6 2.g3 g6 3.Bg2 Bg7 4.0-0 0-0 5.d3 d5
20. A06 주커토르트, 레티 오프닝: 1.Nf3 d5
  1. 주커토르트, 레티 오프닝, 산타시에르스 폴리: 1.Nf3 d5 2.b3
  2. 주커토르트, 레티 오프닝, 테니슨 갬빗: 1.Nf3 d5 2.e4
  3. 주커토르트, 레티 오프닝, 더 포테이토: 1.Nf3 d5 2.a4
  4. 주커토르트, 레티 오프닝, 클래시컬: 1.Nf3 d5 2.b3
    1. 주커토르트, 레티 오프닝, 클래시컬, 레지나-누 갬빗: 1.Nf3 d5 2.b3 c5 3.c4 dxc4 4.Nc3
    2. 주커토르트, 레티 오프닝, 클래시컬, 노퍽 갬빗: 1.Nf3 d5 2.b3 c5 3.e4
    3. 주커토르트, 레티 오프닝, 클래시컬, 지연된 노퍽 갬빗: 1.Nf3 d5 2.b3 Nf6 3.Bb2 c5 4.e4

  5. 주커토르트, 레티 오프닝, 올드 인디언: 1.Nf3 d5 2.d3
  6. 주커토르트, 레티 오프닝, 파흐만 갬빗: 1.Nf3 d5 2.e3 c5 3.c4 dxc4 4.b3
  7. 주커토르트, 레티 오프닝, 리버스드 멕시칸: 1.Nf3 d5 2.Nc3
    1. 주커토르트, 레티 오프닝, 퍼펙트 리버스드 멕시칸: 1.Nf3 d5 2.Nc3 c5

  8. 주커토르트, 레티 오프닝, 암펠: 1.Nf3 d5 2.Rg1
  9. A07 주커토르트, 레티 오프닝, 바르차 시스템: 1.Nf3 d5 2.g3
    1. 주커토르트, 레티 오프닝, 바르차 시스템, 시실리안 셋업: 1.Nf3 d5 2.g3 c5
    2. 주커토르트, 레티 오프닝, 바르차 시스템, 유고슬라비아: 1.Nf3 d5 2.g3 d5 3.Bg2 c6 4.0-0 Bg4
    3. 주커토르트, 레티 오프닝, 바르차 시스템, 오메가-델타 갬빗: 1.Nf3 d5 2.g3 e5
    4. 주커토르트, 레티 오프닝, 바르차 시스템, 더블 피앙케토: 1.Nf3 d5 2.g3 g6
      1. 주커토르트, 레티 오프닝, 바르차 시스템, 더블 피앙케토, 파흐만 시스템: 1.Nf3 d5 2.g3 g6 3.Bg2 Bg7 4.0-0 e5 5.d3 Ne7

    5. 주커토르트, 레티 오프닝, 바르차 시스템, 비덴하겐-베타 갬빗: 1.Nf3 d5 2.g3 g5
    6. 주커토르트, 레티 오프닝, 바르차 시스템, 케레스: 1.Nf3 d5 2.g3 Bg4
    7. A08 주커토르트, 바르차 시스템, 시실리안 셋업, 피앙케토: 1.Nf3 d5 2.g3 c5 3.Bg2
      1. 주커토르트, 바르차 시스템, 시실리안 셋업, 피앙케토, 리버스드 그륀펠트: 1.Nf3 d5 2.g3 c5 3.Bg2 Nc6 4.d4
21. A09 주커토르트 오프닝: 1.Nf3 d5 2.c4:
  1. 주커토르트, 질버민츠 갬빗: 1.Nf3 d5 2.c4 b5
  2. 주커토르트, 어드밴스: 1.Nf3 d5 2.c4 d4
    1. 주커토르트, 어드밴스, 미셸 갬빗: 1.Nf3 d5 2.c4 d4 3.b4 c5
    2. 주커토르트, 어드밴스, 리버스드 블루멘펠트 갬빗: 1.Nf3 d5 2.c4 d4 3.e3 c5 4.b4
    3. 주커토르트, 어드밴스, 펭귄 바리에이션: 1.Nf3 d5 2.c4 d4 3.Rg1

  3. 주커토르트, 레티 갬빗: 1.Nf3 d5 2.c4 dxc4
    1. 주커토르트, 레티 갬빗, 케레스: 1.Nf3 d5 2.c4 dxc4 3.e3 Be6

### A10–A39 1.c4:잉글리시 오프닝

#### A10: 1.c4 (제외: 1...c5/c6/e5/Nf6)
1. 잉글리시, 재니시 갬빗: 1.c4 b5
2. 잉글리시, 앵글로-스칸디나비안: 1.c4 d5
  1. 잉글리시, 앵글로-스칸디나비안, 뢰흔 갬빗: 1.c4 d5 2.cxd5 e6
  2. 잉글리시, 앵글로-스칸디나비안, 슐츠 갬빗: 1.c4 d5 2.cxd5 Nf6
  3. 잉글리시, 앵글로-스칸디나비안, 말비나스: 1.c4 d5 2.cxd5 Qxd5 3.Nc3 Qa5
3. 잉글리시, 앵글로-더치 디펜스: 1.c4 f5
  1. 잉글리시, 앵글로-더치 디펜스, 힉만 갬빗: 1.c4 f5 2.e4
  2. 잉글리시, 앵글로-더치 디펜스, 웨이드 갬빗: 1.c4 f5 2.g4
  3. 잉글리시, 앵글로-더치 디펜스, 페렌츠 갬빗: 1.c4 f5 2.Nc3 Nf6 3.e4
  4. 잉글리시, 앵글로-더치 디펜스, 포큐파인: 1.c4 f5 2.Nc3 Nf6 3.e4 fxe4 4.g4
  5. 잉글리시, 앵글로-더치 디펜스, 차바농 갬빗: 1.c4 f5 2.Nf3 d6 3.e4
4. 잉글리시, 마이어스: 1.c4 g5
  1. 잉글리시, 마이어스 갬빗: 1.c4 g5 2.d4 Bg7
  2. 잉글리시, 마이어스, 질버민츠 갬빗: 1.c4 g5 2.d4 e5
5. 잉글리시, 그레이트 스네이크: 1.c4 g6
  1. 잉글리시, 그레이트 스네이크, 아도르잔: 1.c4 g6 2.e4 e5
6. 잉글리시, 앵글로-리투아니아: 1.c4 Nc6
7. A11 잉글리시, 카로-칸 디펜스 시스템: 1.c4 c6
8. A12 잉글리시, 카로-칸 디펜스 시스템, 앵글로-슬라브: 1.c4 c6 2.Nf3 d5 3.b3
  1. 잉글리시, 카로-칸 디펜스 시스템, 앵글로-슬라브, 런던 디펜시브 시스템: 1.c4 c6 2.Nf3 d5 3.b3 Nf6 4.g3 Bf5
  2. 잉글리시, 카로-칸 디펜스 시스템, 앵글로-슬라브, 토레: 1.c4 c6 2.Nf3 d5 3.b3 Nf6 4.g3 Bg4
  3. 잉글리시, 카로-칸 디펜스 시스템, 앵글로-슬라브, 카파블랑카: 1.c4 c6 2.Nf3 d5 3.b3 Nf6 4.Bb2 Bg4
  4. 잉글리시, 카로-카닌 디펜시브 시스템, 앵글로-슬라브, 블레드 바리에이션: 1.c4 c6 2.Nf3 d5 3.b3 Nf6 4.Bb2 g6
  5. 잉글리시, 카로-칸 디펜스 시스템, 앵글로-슬라브, 뉴욕: 1.c4 c6 2.Nf3 d5 3.b3 Nf6 4.Bb2 Bf5
  6. 잉글리시, 카로-칸 디펜스 시스템, 앵글로-슬라브, 보고류보프: 1.c4 c6 2.Nf3 d5 3.b3 Bg4
9. A13 잉글리시, 쿠라이치카: 1.c4 e6
  1. 잉글리시, 쿠라이치카, 윔피: 1.c4 e6 2.Nf3 Nf6 3.b3 d5 4.Bb2 c5 5.e3
  2. 잉글리시, 쿠라이치카, 아쟁쿠르트: 1.c4 e6 2.Nf3 Nf6 3.g3
    1. 잉글리시, 쿠라이치카, 아쟁쿠르트, 카탈란: 1.c4 e6 2.Nf3 Nf6 3.g3 b6 4.Bg2 Bb7 5.0-0
    2. 잉글리시, 쿠라이치카, 아쟁쿠르트, 카탈란 디펜스 수락: 1.c4 e6 2.Nf3 Nf6 3.g3 d5 4.Bg2 dxc4
    3. 잉글리시, 쿠라이치카, 아쟁쿠르트, 세미-슬라브: 1.c4 e6 2.Nf3 Nf6 3.g3 d5 4.Bg2 c6
    4. 잉글리시, 쿠라이치카, 아쟁쿠르트, 퀸즈 인디언 셋업: 1.c4 e6 2.Nf3 Nf6 3.g3 b6 4.Bg2 Bb7
    5. 잉글리시, 쿠라이치카, 아쟁쿠르트, 로마니신: 1.c4 e6 2.Nf3 Nf6 3.g3 a6
    6. 잉글리시, 쿠라이치카, 아쟁쿠르트, 로마니신 갬빗: 1.c4 e6 2.Nf3 Nf6 3.g3 a6 4.Bg2 b5
    7. A14 잉글리시, 쿠라이치카, 아쟁쿠르트, 네오-카탈란: 1.c4 e6 2.Nf3 d5 3.g3 Nf6
      1. 잉글리시, 쿠라이치카, 아쟁쿠르트, 네오-카탈란, 야노프스키: 1.c4 e6 2.Nf3 d5 3.g3 Nf6 4.b3 c5 5.Bg2 Nc6 6.0-0 d4
      2. 잉글리시, 쿠라이치카, 아쟁쿠르트, 네오-카탈란, 타라시: 1.c4 e6 2.Nf3 d5 3.g3 Nf6 4.Bg2 c5 5.b3 Nc6 6.0-0 Be7
      3. 잉글리시, 쿠라이치카, 아쟁쿠르트, 보고-카탈란: 1.c4 e6 2.Nf3 d5 3.g3 Nf6 4.Bg2 Bd6
      4. 잉글리시, 쿠라이치카, 아쟁쿠르트, 네오-카탈란 거절: 1.c4 e6 2.Nf3 d5 3.g3 Nf6 4.Bg2 Be7
        1. 잉글리시, 쿠라이치카, 아쟁쿠르트, 네오-카탈란 거절, 케레스: 1.c4 e6 2.Nf3 d5 3.g3 Nf6 4.Bg2 Be7 5.0-0 c5 6.cxd5 Nxd5 7.Nc3 Nc6
        2. 잉글리시, 쿠라이치카, 아쟁쿠르트, 네오-카탈란 거절, 보고류보프: 1.c4 e6 2.Nf3 d5 3.g3 Nf6 4.Bg2 Be7 5.0-0 0-0 6.b3 c6
10. A15 잉글리시, 앵글로-인디언: 1.c4 Nf6
  1. 잉글리시, 앵글로-인디언, 오랑우탄: 1.c4 Nf6 2.b4
  2. 잉글리시, 앵글로-인디언, 아킬레스-오메가 갬빗: 1.c4 Nf6 2.e4
  3. 잉글리시, 앵글로-인디언, 퀸즈 인디언 셋업: 1.c4 Nf6 2.Nf3 b6
  4. 잉글리시, 앵글로-인디언, 스칸디나비안 셋업: 1.c4 Nf6 2.Nf3 d5
    1. 잉글리시, 앵글로-인디언, 스칸디나비안 셋업, 익스체인지: 1.c4 Nf6 2.Nf3 d5 3.cxd5 Nxd5

  5. 잉글리시, 앵글로-인디언, 올드 인디언: 1.c4 Nf6 2.Nf3 d6
  6. 잉글리시, 앵글로-인디언, 킹스 인디언 셋업: 1.c4 Nf6 2.Nf3 g6
    1. 잉글리시, 앵글로-인디언, 킹스 인디언 셋업, 더블 피앙케토: 1.c4 Nf6 2.Nf3 g6 3.g3 b6 4.Bg2 Bb7
    2. 잉글리시, 앵글로-인디언, 킹스 인디언 셋업, 슬라브 셋업: 1.c4 Nf6 2.Nf3 g6 3.g3 c6
    3. 잉글리시, 앵글로-인디언, 킹스 인디언 셋업, 그륀펠트 셋업: 1.c4 Nf6 2.Nf3 g6 3.g3 d5

  7. A16 잉글리시, 앵글로-인디언: 1.c4 Nf6 2.Nc3 (제외: 2...c5/e5/e6/Nc6)
    1. 잉글리시, 앵글로-인디언, 앵글로-그륀펠트 디펜스: 1.c4 Nf6 2.Nc3 d5
      1. 잉글리시, 앵글로-인디언, 앵글로-그륀펠트 디펜스, 코르치노이: 1.c4 Nf6 2.Nc3 d5 3.cxd5 Nxd5 4.Nf3 g6 5.g3 Bg7 6.Bg2 e5
      2. 잉글리시, 앵글로-인디언, 앵글로-그륀펠트 디펜스, 체코: 1.c4 Nf6 2.Nc3 d5 3.cxd5 Nxd5 4.g3 g6 5.Bg2 Nb6

    2. 잉글리시, 앵글로-인디언, 안티-안티-그륀펠트: 1.c4 Nf6 2.Nc3 g6 3.Nf3 Bg7 4.e4
    3. A17 잉글리시, 앵글로-인디언, 헤지혹: 1.c4 Nf6 2.Nc3 e6 (제외: 3.e4)
    4. 잉글리시, 앵글로-인디언, 헤지혹, 님조-잉글리시: 1.c4 Nf6 2.Nc3 e6 3.Nf3 Bb4
    5. A18 잉글리시, 앵글로-인디언, 헤지혹: 1.c4 Nf6 2.Nc3 e6 3.e4 (제외: 3...c5)
    6. 잉글리시, 앵글로-인디언, 헤지혹, 님조-잉글리시: 1.c4 Nf6 2.Nc3 e6 3.e4 Bb4
    7. A19 잉글리시, 앵글로-인디언, 헤지혹, 시실리안 셋업: 1.c4 Nf6 2.Nc3 e6 3.e4 c5
      1. 잉글리시, 앵글로-인디언, 헤지혹, 시실리안 셋업, 네이 갬빗: 1.c4 Nf6 2.Nc3 e6 3.e4 c5 4.e5 Ng8
      2. 잉글리시, 앵글로-인디언, 헤지혹, 시실리안 셋업, 마젤: 1.c4 Nf6 2.Nc3 e6 3.e4 c5 4.f4
11. A20 잉글리시, 킹-잉글리시: 1.c4 e5
  1. 잉글리시, 킹-잉글리시, 카히코-훌라 갬빗: 1.c4 e5 2.e3 Nf6 3.f4 exf4 4.Nf3
  2. 잉글리시, 킹-잉글리시, 드릴: 1.c4 e5 2.g3 h5
  3. 잉글리시, 킹-잉글리시, 님조비치: 1.c4 e5 2.Nf3
    1. 잉글리시, 킹-잉글리시, 님조비치-플로르: 1.c4 e5 2.Nf3 e4

  4. A21 잉글리시, 킹-잉글리시: 1.c4 e5 2.Nc3 (제외: 2...Nc6/Nf6)
  5. 잉글리시, 킹-잉글리시, 크람니크-시로프 카운터어택: 1.c4 e5 2.Nc3 Bb4
  6. 잉글리시, 킹-잉글리시, 케레스: 1.c4 e5 2.Nc3 d6 3.g3 c6
  7. 잉글리시, 킹-잉글리시, 스미슬로프: 1.c4 e5 2.Nc3 d6 3.Nf3 Bg4
  8. 잉글리시, 킹-잉글리시, 트로거: 1.c4 e5 2.Nc3 Nc6 3.g3 d6 4.Bg2 Be6
  9. A22 잉글리시, 킹-잉글리시 2-나이트: 1.c4 e5 2.Nc3 Nf6
    1. 잉글리시, 킹-잉글리시 2-나이트, 마체도니쉬: 1.c4 e5 2.Nc3 Nf6 3.f4
    2. 잉글리시, 킹-잉글리시 2-나이트, 안데르센: 1.c4 e5 2.Nc3 Nf6 3.a3
    3. 잉글리시, 킹-잉글리시 2-나이트, 카를스-브레멘: 1.c4 e5 2.Nc3 Nf6 3.g3
      1. 잉글리시, 킹-잉글리시 2-나이트, 카를스-브레멘 스미슬로프: 1.c4 e5 2.Nc3 Nf6 3.g3 Bb4
      2. 잉글리시, 킹-잉글리시 2-나이트, 카를스-브레멘, 리버스드 드래곤: 1.c4 e5 2.Nc3 Nf6 3.g3 d5
      3. A23 잉글리시, 킹-잉글리시 2-나이트, 브레멘, 케레스: 1.c4 e5 2.Nc3 Nf6 3.g3 c6
        1. 잉글리시, 킹-잉글리시 2-나이트, 브레멘, 케레스, 보고류보프: 1.c4 e5 2.Nc3 Nf6 3.g3 c6 4.d5 ed4 5.Qd4 d5

      4. A24 잉글리시 오프닝, 킹-잉글리시 2-나이트, 브레멘, 더블 피앙케토 바리에이션: 1.c4 e5 2.Nc3 Nf6 3.g3 g6

    4. 잉글리시, 킹-잉글리시 2-나이트, 벨론 갬빗: 1.c4 e5 2.Nc3 Nf6 3.Nf3 e4 4.Ng5 b5
    5. 잉글리시, 킹-잉글리시 2-나이트, 아디반 갬빗: 1.c4 e5 2.Nc3 Nf6 3.Nf3 e4 4.Ng5 c6
    6. 잉글리시, 킹-잉글리시 2-나이트, 에르벤하이머 갬빗: 1.c4 e5 2.Nc3 Nf6 3.Nf3 e4 4.Ng5 Ng4

  10. A25 잉글리시, 킹-잉글리시, 클로즈드: 1.c4 e5 2.Nc3 Nc6 (제외 3.e3 Nf6 4.Nf3)
    1. 잉글리시, 킹-잉글리시, 클로즈드, 타이마노프: 1.c4 e5 2.Nc3 Nc6 3.g3 g6 4.Bg2 Bg7 5.e3 d6 6.Nge2
      1. 잉글리시, 킹-잉글리시, 클로즈드, 브레멘-호르트: 1.c4 e5 2.Nc3 Nc6 3.g3 g6 4.Bg2 Bg7 5.e3 d6 6.Nge2 Be6
      2. 잉글리시, 킹-잉글리시, 클로즈드, 타이마노프 메인 라인: 1.c4 e5 2.Nc3 Nc6 3.g3 g6 4.Bg2 Bg7 5.e3 d6 6.Nge2 Nh6

    2. 잉글리시, 킹-잉글리시, 클로즈드, 헝가리 어택: 1.c4 e5 2.Nc3 Nc6 3.g3 g6 4.Bg2 Bg7 5.Rb1
    3. A26 잉글리시, 킹-잉글리시, 클로즈드, 심메트리컬: 1.c4 e5 2.Nc3 Nc6 3.g3 g6 4.Bg2 Bg7 5.d3 d6
      1. 잉글리시, 킹-잉글리시, 클로즈드, 심메트리컬, 보트비닉: 1.c4 e5 2.Nc3 Nc6 3.g3 g6 4.Bg2 Bg7 5.d3 d6 6.e4
      2. 잉글리시, 킹-잉글리시, 클로즈드, 심메트리컬, 풀 심메트리컬: 1.c4 e5 2.Nc3 Nc6 3.g3 g6 4.Bg2 Bg7 5.d3 d6 6.Nf3 Nf6

  11. A27 잉글리시, 킹-잉글리시, 3-나이트: 1.c4 e5 2.Nc3 Nc6 3.Nf3 (제외: 3...Nf6)
    1. 잉글리시, 킹-잉글리시, 3-나이트, 스톨츠: 1.c4 e5 2.Nc3 Nc6 3.Nf3 Nge7
    2. A28 잉글리시, 킹-잉글리시, 4-나이트: 1.c4 e5 2.Nc3 Nc6 3.Nf3 Nf6 (제외 4.g3)
      1. 잉글리시, 킹-잉글리시, 포 나이트, 코르치노이: 1.c4 e5 2.Nc3 Nc6 3.Nf3 Nf6 4.a3
      2. 잉글리시, 킹-잉글리시, 포 나이트, 플렉시블: 1.c4 e5 2.Nc3 Nc6 3.Nf3 Nf6 4.d3
      3. 잉글리시, 킹-잉글리시, 포 나이트, 레프셰프스키: 1.c4 e5 2.Nc3 Nc6 3.Nf3 Nf6 4.Bb4
      4. 잉글리시, 킹-잉글리시, 포 나이트, 브래들리 비치: 1.c4 e5 2.Nc3 Nc6 3.Nf3 Nf6 4.d4 e4
      5. 잉글리시, 킹-잉글리시, 포 나이트, 케레스: 1.c4 e5 2.Nc3 Nc6 3.Nf3 Nf6 4.d4 ed4 5.Nd4 Bc5 콰이어트: 1.c4 e5 2.Nc3 Nc6 3.Nf3 Nc6 4.e3
      6. 잉글리시, 킹-잉글리시, 포 나이트, 님조비치: 1.c4 e5 2.Nc3 Nc6 3.Nf3 Nf6 4.e4
      7. A29 잉글리시 오프닝, 킹-잉글리시, 포 나이트, 킹사이드 피앙케토: 1.c4 e5 2.Nc3 Nc6 3.Nf3 Nf6 4.g3
      8. 잉글리시 오프닝, 킹-잉글리시, 포 나이트, 킹사이드 피앙케토, 핀: 1.c4 e5 2.Nc3 Nc6 3.Nf3 Nf6 4.g3 Bb4
      9. 잉글리시 오프닝, 킹-잉글리시, 포 나이트, 킹사이드 피앙케토, 익스체인지: 1.c4 e5 2.Nc3 Nc6 3.Nf3 Nf6 4.g3 d5 5.cxd5 Nd5
12. A30 잉글리시 오프닝, 심메트리컬: 1.c4 c5
  1. 잉글리시 오프닝, 심메트리컬, 윙 갬빗: 1.c4 c5 2.b4
  2. 잉글리시 오프닝, 심메트리컬, 치고린: 1.c4 c5 2.f4
  3. 잉글리시 오프닝, 심메트리컬 2-나이트 트랜스포즈드: 1.c4 c5 2.Nf3 Nf6
    1. 잉글리시 오프닝, 심메트리컬 2-나이트 트랜스포즈드, 나폴리타노 갬빗: 1.c4 c5 2.Nf3 Nf6 3.b4
    2. 잉글리시 오프닝, 심메트리컬 2-나이트 트랜스포즈드, 리히터: 1.c4 c5 2.Nf3 Nf6 3.b3 Nc6 4.Bb2 d6
    3. 잉글리시 오프닝, 심메트리컬 2-나이트 트랜스포즈드, 더블 피앙케토: 1.c4 c5 2.Nf3 Nf6 3.g3 b6 4.Bg2 Bb7 5.0-0 g6
      1. 잉글리시 오프닝, 심메트리컬 2-나이트 트랜스포즈드, 트리플 피앙케토: 1.c4 c5 2.Nf3 Nf6 3.g3 b6 4.Bg2 Bb7 5.0-0 g6 6.b3 Bg7 7.Bb2

    4. 잉글리시 오프닝, 심메트리컬 2-나이트 트랜스포즈드, 헤지혹: 1.c4 c5 2.Nf3 Nf6 3.g3 b6 4.Bg2 Bb7 5.0-0 e6 6.Nc3 Be7
    5. A31 잉글리시 오프닝, 심메트리컬 2-나이트 트랜스포즈드, 안티-베노니 셋업: 1.c4 c5 2.Nf3 Nf6 3.d4 cxd4 4.Nxd4
      1. 잉글리시 오프닝, 심메트리컬 2-나이트 트랜스포즈드, 안티-베노니 셋업, 도너: 1.c4 c5 2.Nf3 Nf6 3.d4 cxd4 4.Nxd4 Nc6 5.g3 Qa5
      2. 잉글리시 오프닝, 심메트리컬 2-나이트 트랜스포즈드, 안티-베노니 셋업, 케레스: 1.c4 c5 2.Nf3 Nf6 3.d4 cxd4 4.Nd4 b6 5.f3
      3. 잉글리시 오프닝, 심메트리컬 2-나이트 트랜스포즈드, 안티-베노니 셋업, 류보예비치: 1.c4 c5 2.Nf3 Nf6 3.d4 cxd4 4.Nxd4 b6 5.Nc3 Bb7 6.Bg5 a6
      4. 잉글리시 오프닝, 심메트리컬 2-나이트 트랜스포즈드, 안티-베노니 셋업, 미제스: 1.c4 c5 2.Nf3 Nf6 3.d4 cxd4 4.Nd4 b6 5.Nc3 Bb7 6.f3 g6
      5. 잉글리시 오프닝, 심메트리컬 2-나이트 트랜스포즈드, 안티-베노니 셋업, 푸르만: 1.c4 c5 2.Nf3 Nf6 3.d4 cxd4 4.Nxd4 e5 5.Nf3 e4 6.Nd4 d5
      6. A32 잉글리시 오프닝, 심메트리컬 2-나이트 트랜스포즈드, 안티-베노니 셋업, 스피엘만: 1.c4 c5 2.Nf3 Nf6 3.d4 cxd4 4.Nxd4 e6
        1. 잉글리시 오프닝, 심메트리컬 2-나이트 트랜스포즈드, 안티-베노니 셋업, 스피엘만, 알레킨: 1.c4 c5 2.Nf3 Nf6 3.d4 cxd4 4.Nxd4 e6 5.a3
        2. 잉글리시 오프닝, 심메트리컬 2-나이트 트랜스포즈드, 안티-베노니 셋업, 스피엘만, 필립: 1.c4 c5 2.Nf3 Nf6 3.d4 cxd4 4.Nxd4 e6 5.e3
        3. 잉글리시 오프닝, 심메트리컬 2-나이트 트랜스포즈드, 안티-베노니 셋업, 스피엘만, 피앙케토: 1.c4 c5 2.Nf3 Nf6 3.d4 cxd4 4.Nxd4 e6 5.g3
          1. 잉글리시 오프닝, 심메트리컬 2-나이트 트랜스포즈드, 안티-베노니 셋업, 스피엘만, 아난드: 1.c4 c5 2.Nf3 Nf6 3.d4 cxd4 4.Nxd4 e6 5.g3 a6
          2. 잉글리시 오프닝, 심메트리컬 2-나이트 트랜스포즈드, 안티-베노니 셋업, 스피엘만, 라스커: 1.c4 c5 2.Nf3 Nf6 3.d4 cxd4 4.Nxd4 e6 5.g3 Bb4
          3. 잉글리시 오프닝, 심메트리컬 2-나이트 트랜스포즈드, 안티-베노니 셋업, 스피엘만, 호르트: 1.c4 c5 2.Nf3 Nf6 3.d4 cxd4 4.Nxd4 e6 5.g3 Qb6
          4. 잉글리시 오프닝, 심메트리컬 2-나이트 트랜스포즈드, 안티-베노니 셋업, 스피엘만, 미케나스: 1.c4 c5 2.Nf3 Nf6 3.d4 cxd4 4.Nxd4 e6 5.g3 Qc7

        4. A33 잉글리시 오프닝, 심메트리컬 2-나이트 트랜스포즈드, 안티-베노니 셋업, 스피엘만: 1.c4 c5 2.Nf3 Nf6 3.d4 cxd4 4.Nxd4 e6 5.Nc3 Nc6
          1. 잉글리시 오프닝, 심메트리컬 2-나이트 트랜스포즈드, 안티-베노니 셋업, 스피엘만 메인 라인: 1.c4 c5 2.Nf3 Nf6 3.d4 cxd4 4.Nxd4 e6 5.Nc3 Nc6 6.a3
          2. 잉글리시 오프닝, 심메트리컬 2-나이트 트랜스포즈드, 안티-베노니 셋업, 스피엘만, 알레킨: 1.c4 c5 2.Nf3 Nf6 3.d4 cxd4 4.Nxd4 e6 5.Nc3 Nc6 6.e3
          3. 잉글리시 오프닝, 심메트리컬 2-나이트 트랜스포즈드, 안티-베노니 셋업, 스피엘만, 타라소프: 1.c4 c5 2.Nf3 Nf6 3.d4 cxd4 4.Nxd4 e6 5.Nc3 Nc6 6.Nc6
          4. 잉글리시 오프닝, 심메트리컬 2-나이트 트랜스포즈드, 안티-베노니 셋업, 스피엘만, 쿠프치크: 1.c4 c5 2.Nf3 Nf6 3.d4 cxd4 4.Nxd4 e6 5.Nc3 Nc6 6.Bf4

  4. A34 잉글리시 오프닝, 심메트리컬: 1.c4 c5 2.Nc3
    1. 잉글리시 오프닝, 심메트리컬, 3-나이트: 1.c4 c5 2.Nc3 Nf6 3.Nf3
      1. 잉글리시 오프닝, 심메트리컬, 4-나이트: 1.c4 c5 2.Nc3 Nf6 3.Nf3 Nc6
      2. 잉글리시 오프닝, 심메트리컬, 비대칭, 3-나이트: 1.c4 c5 2.Nc3 Nf6 3.Nf3 d5 4.cxd5 Nxd5
        1. 잉글리시 오프닝, 심메트리컬, 비대칭, 3-나이트, 울만: 1.c4 c5 2.Nc3 Nf6 3.Nf3 d5 4.cxd5 Nxd5 5.Qa4

    2. 잉글리시 오프닝, 심메트리컬, 피앙케토: 1.c4 c5 2.Nc3 Nf6 3.g3
      1. 잉글리시 오프닝, 심메트리컬, 피앙케토, 루빈스타인: 1.c4 c5 2.Nc3 Nf6 3.g3, d5 4.cxd5 Nxd5 5.Bg2 Nc7

    3. A35 잉글리시, 심메트리컬 2-나이트: 1.c4 c5 2.Nc3 Nc6
      1. 잉글리시, 심메트리컬 2-나이트, 스톤톤: 1.c4 c5 2.Nc3 Nc6 3.e3
        1. 잉글리시 오프닝, 심메트리컬 2-나이트, 스톤톤-드 생 아망: 1.c4 c5 2.Nc3 Nc6 3.e3 e5

      2. 잉글리시, 심메트리컬 3-나이트: 1.c4 c5 2.Nc3 Nc6 3.Nf3
        1. 잉글리시 오프닝, 심메트리컬 4-나이트: 1.c4 c5 2.Nc3 Nc6 3.Nf3 Nf6

      3. A36 잉글리시 오프닝, 심메트리컬 2-나이트, 피앙케토: 1.c4 c5 2.Nc3 Nc6 3.g3
        1. 잉글리시 오프닝, 심메트리컬 2-나이트, 피앙케토, 울트라 심메트리컬: 1.c4 c5 2.Nc3 Nc6 3.g3 g6 4.Bg2 Bg7
          1. 잉글리시 오프닝, 심메트리컬 2-나이트, 피앙케토, 울트라 심메트리컬, 스미슬로프: 1.c4 c5 2.Nc3 Nc6 3.g3 g6 4.Bg2 Bg7 5.b3
          2. 잉글리시 오프닝, 심메트리컬 2-나이트, 피앙케토, 울트라 심메트리컬, 보트비닉 리버스드: 1.c4 c5 2.Nc3 Nc6 3.g3 g6 4.Bg2 Bg7 5.e3 e5
          3. 잉글리시 오프닝, 심메트리컬 2-나이트, 피앙케토, 울트라 심메트리컬, 수에틴: 1.c4 c5 2.Nc3 Nc6 3.g3 g6 4.Bg2 Bg7 5.e3 Nh6
          4. 잉글리시 오프닝, 심메트리컬 2-나이트, 피앙케토, 울트라 심메트리컬, 보트비닉: 1.c4 c5 2.Nc3 Nc6 3.g3 g6 4.Bg2 Bg7 5.e4
          5. 잉글리시 오프닝, 심메트리컬 2-나이트, 피앙케토, 울트라 심메트리컬, 타이마노프: 1.c4 c5 2.Nc3 Nc6 3.g3 g6 4.Bg2 Bg7 5.Nh3
          6. A37 잉글리시 오프닝, 심메트리컬 2-나이트, 피앙케토, 울트라 심메트리컬: 1.c4 c5 2.Nc3 Nc6 3.g3 g6 4.Bg2 Bg7 5.Nf3
            1. 잉글리시 오프닝, 심메트리컬 2-나이트, 피앙케토, 울트라 심메트리컬, 바르차: 1.c4 c5 2.Nc3 Nc6 3.g3 g6 4.Bg2 Bg7 5.Nf3 a6
            2. 잉글리시 오프닝, 심메트리컬 2-나이트, 피앙케토, 울트라 심메트리컬 마로치: 1.c4 c5 2.Nc3 Nc6 3.g3 g6 4.Bg2 Bg7 5.Nf3 d6
            3. 잉글리시 오프닝, 심메트리컬 2-나이트, 피앙케토, 울트라 심메트리컬 코르치노이: 1.c4 c5 2.Nc3 Nc6 3.g3 g6 4.Bg2 Bg7 5.Nf3 Nh6
            4. A38 잉글리시 오프닝, 심메트리컬 2-나이트, 피앙케토, 울트라 심메트리컬: 1.c4 c5 2.Nc3 Nc6 3.g3 g6 4.Bg2 Bg7 5.Nf3 Nf6
              1. 잉글리시 오프닝, 심메트리컬 2-나이트, 피앙케토, 울트라 심메트리컬, 레티: 1.c4 c5 2.Nc3 Nc6 3.g3 g6 4.Bg2 Bg7 5.Nf3 Nf6 6.d3
              2. 잉글리시 오프닝, 심메트리컬 2-나이트, 피앙케토, 울트라 심메트리컬, 더블 화이트 피앙케토: 1.c4 c5 2.Nc3 Nc6 3.g3 g6 4.Bg2 Bg7 5.Nf3 Nf6 6.0-0 0-0 7.b3
              3. 잉글리시 오프닝, 심메트리컬 2-나이트, 피앙케토, 울트라 심메트리컬, 뒤샹: 1.c4 c5 2.Nc3 Nc6 3.g3 g6 4.Bg2 Bg7 5.Nf3 Nf6 6.0-0 0-0 7.d3
              4. A39 잉글리시 오프닝, 심메트리컬 2-나이트, 피앙케토, 울트라 심메트리컬, 멕킹: 1.c4 Nf6 2.Nf3 c5 3.Nc3 Nc6 4.g3 g6 5.Bg2 Bg7 6.0-0 0-0 7.d4
                1. 잉글리시 오프닝, 심메트리컬 2-나이트, 피앙케토, 울트라 심메트리컬, 멕킹, 피셔: 1.c4 Nf6 2.Nf3 c5 3.Nc3 Nc6 4.g3 g6 5.Bg2 Bg7 6.0-0 0-0 7.d4 cxd4 8.Nxd4 Ng4 9.e3 d6

### A40–A99 퀸스 폰 오프닝: 1.d4 (1...d5 또는 1...Nf6가 아닌 경우) (세미-클로즈드 게임)

#### A40–A44 퀸스 폰 오프닝: 1.d4 (1.d4에 대한 비정형 응수)
1. A40 퀸스 폰 오프닝, 폴란드: 1.d4 b5
  1. 퀸스 폰 오프닝, 폴란드, 하틀라우프 갬빗: 1.d4 b5 2.c4 Bb7 3.Nc3 e6 4.e4 f5
    1. 퀸스 폰 오프닝, 폴란드, 하틀라우프 갬빗 수락: 1.d4 b5 2.c4 Bb7 3.Nc3 e6 4.e4 f5 5.exf5 Nf6

  2. 퀸스 폰 오프닝, 폴란드, 스파스키 갬빗: 1.d4 b5 2.e4
    1. 퀸스 폰 오프닝, 폴란드, 스파스키 갬빗 수락: 1.d4 b5 2.e4 Bb7 3.Bxb5
2. A40 퀸스 폰 오프닝, 오웬: 1.d4 b6
3. A40 퀸스 폰 오프닝, 슬라브 인비테이션: 1.d4 c6
  1. 퀸스 폰 오프닝, 슬라브 인비테이션, 쿠디셰비치 갬빗: 2.Nf3 Nf6 3.c4 b5
4. A40 퀸스 폰 오프닝, 잉글런드 갬빗: 1.d4 e5
  1. 퀸스 폰 오프닝, 잉글런드 갬빗 거절: 리버스드 프렌치: 1.d4 e5 2.e3
  2. 퀸스 폰 오프닝, 잉글런드 갬빗 거절: 1.d4 e5 2.d5
    1. 퀸스 폰 오프닝, 잉글런드 갬빗 거절, 디에머 카운터어택: 1.d4 e5 2.d5 Bc5 3.e4 Qh4
    2. 퀸스 폰 오프닝, 잉글런드 갬빗 거절, 리버스드 알레킨: 1.d4 e5 2.Nf3
    3. 퀸스 폰 오프닝, 잉글런드 갬빗 거절, 리버스드 알레킨: 리버스드 크렙스: 1.d4 e5 2.Nf3 e4
      1. 퀸스 폰 오프닝, 잉글런드 갬빗 거절, 리버스드 알레킨: 리버스드 크렙스, 리버스드 모켈레 음벰베: 1.d4 e5 2.Nf3 e4 3.Ne5
      2. 퀸스 폰 오프닝, 잉글런드 갬빗 거절, 리버스드 알레킨: 리버스드 크렙스, 리버스드 브루클린: 1.d4 e5 2.Nf3 e4 3.Ng1

  3. 퀸스 폰 오프닝, 잉글런드 갬빗 수락: 1.d4 e5 2.dxe5
    1. 퀸스 폰 오프닝, 잉글런드 갬빗 수락, 하틀라우프-찰릭 갬빗: 1.d4 e5 2.dxe5 d6
    2. 퀸스 폰 오프닝, 잉글런드 갬빗 수락, 솔러 갬빗: 1.d4 e5 2.dxe5 f6
    3. 퀸스 폰 오프닝, 잉글런드 갬빗 수락, 퀸스 나이트 카운터어택: 1.d4 e5 2.dxe5 Nc6
      1. 퀸스 폰 오프닝, 잉글런드 갬빗 수락, 퀸스 나이트 카운터어택: 펠베커 갬빗: 1.d4 e5 2.dxe5 Nc6 3.Nf3 Bc5
      2. 퀸스 폰 오프닝, 잉글런드 갬빗 수락, 퀸스 나이트 카운터어택: 솔러 갬빗 지연: 1.d4 e5 2.dxe5 Nc6 3.Nf3 f6
      3. 퀸스 폰 오프닝, 잉글런드 갬빗 수락, 퀸스 나이트 카운터어택: 질버민츠 갬빗: 1.d4 e5 2.dxe5 Nc6 3.Nf3 Nge7
      4. 퀸스 폰 오프닝, 잉글런드 갬빗 수락, 퀸스 나이트 카운터어택: 메인 라인: 1.d4 e5 2.dxe5 Nc6 3.Nf3 Qe7
        1. 퀸스 폰 오프닝, 잉글런드 갬빗 수락, 퀸스 나이트 카운터어택: 메인 라인: 스톡홀름 바리에이션: 1.d4 e5 2.dxe5 Nc6 3.Nf3 Qe7 4.Qd5

  4. 퀸스 폰 오프닝, 잉글런드 갬빗 수락, 모스키토 갬빗: 1.d4 e5 2.dxe5 Qh4
5. A40 퀸스 폰 오프닝, 호르비츠: 1.d4 e6
  1. 퀸스 폰 오프닝, 호르비츠, 퀸스 갬빗 인비테이션: 1.d4 e6 2.c4
    1. 퀸스 폰 오프닝, 호르비츠, 퀸스 갬빗 인비테이션, 케레스: 1.d4 e6 2.c4 b6
      1. 퀸스 폰 오프닝, 호르비츠, 퀸스 갬빗 인비테이션, 케레스, 메인 라인: 1.d4 e6 2.c4 b6 3.e4 Bb7
      2. 퀸스 폰 오프닝, 호르비츠, 퀸스 갬빗 인비테이션, 케레스, 메인 라인, 폴리 갬빗: 1.d4 e6 2.c4 b6 3.e4 Bb7 4.f3 f5
        1. 퀸스 폰 오프닝, 호르비츠, 퀸스 갬빗 인비테이션, 케레스, 메인 라인, 폴리 갬빗 수락: 1.d4 e6 2.c4 b6 3.e4 Bb7 4.f3 f5 5.exf5

      3. 퀸스 폰 오프닝, 호르비츠, 퀸스 갬빗 인비테이션, 케레스, 메인 라인, 페린 바리에이션: 1.d4 e6 2.c4 b6 3.e4 Bb7 4.Bd3 Nc6

    2. 퀸스 폰 오프닝, 호르비츠, 질버민츠 갬빗: 1.d4 e6 2.c4 e5
    3. 퀸스 폰 오프닝, 호르비츠, 캥거루: 1.d4 e6 2.c4 Bb4+
6. A40 퀸스 폰 오프닝, 보르그 갬빗: 1.d4 g5
7. A40 퀸스 폰 오프닝, 모던 디펜스: 1.d4 g6
  1. 퀸스 폰 오프닝, 모던 디펜스, 코토프/로바츠: 1.d4 g6 2.c4 Bg7
    1. 퀸스 폰 오프닝, 모던 디펜스, 코토프/로바츠, 메인 라인: 1.d4 g6 2.c4 Bg7 3.e4
      1. 퀸스 폰 오프닝, 모던 디펜스, 코토프/로바츠, 메인 라인, 베노니 프테로닥틸: 1.d4 g6 2.c4 Bg7 3.e4 c5 4.d5 Qa5+
      2. 퀸스 폰 오프닝, 모던 디펜스, 코토프/로바츠, 메인 라인, 네오-모던: 1.d4 g6 2.c4 Bg7 3.e4 e5

    2. 퀸스 폰 오프닝, 모던 디펜스, 코토프/로바츠, 비피터: 3.Nc3 c5 4.d5 Bxc3+ 5.bxc3 f5

  2. 퀸스 폰 오프닝, 모던 디펜스, 리자드: 1.d4 g6 2.h4 Nf6
    1. 퀸스 폰 오프닝, 모던 디펜스, 리자드, 피르크-디에머 갬빗: 1.d4 g6 2.h4 Nf6 3.h5

  3. 퀸스 폰 오프닝, 모던 디펜스, 메인 라인: 1.d4 g6 2.Nf3 Bg7 3.e3 c5 4.Bd3
    1. 퀸스 폰 오프닝, 모던 디펜스, 메인 라인, 시로코프테릭스: 1.d4 g6 2.Nf3 Bg7 3.e3 c5 4.Bd3 cxd4 5.Nxd4 Qa5+
    2. 퀸스 폰 오프닝, 모던 디펜스, 메인 라인, 프테로닥틸: 1.d4 g6 2.Nf3 Bg7 3.e3 c5 4.Bd3 Qa5+
8. A40 퀸스 폰 오프닝, 오스트레일리안 디펜스: 1.d4 Na6
9. A40 퀸스 폰 오프닝, 미케나스 디펜스: 1.d4 Nc6
  1. 퀸스 폰 오프닝, 미케나스 디펜스, 메인 라인: 1.d4 Nc6 2.c4 e5
  2. 퀸스 폰 오프닝, 미케나스 디펜스, 메인 라인, 어드밴스: 1.d4 Nc6 2.c4 e5 3.d5
    1. 퀸스 폰 오프닝, 미케나스 디펜스, 메인 라인, 어드밴스, 리투아니아: 1.d4 Nc6 2.c4 e5 3.d5 Nce7
    2. 퀸스 폰 오프닝, 미케나스 디펜스, 메인 라인, 어드밴스, 칸슈타터: 1.d4 Nc6 2.c4 e5 3.d5 Nd4

  3. 퀸스 폰 오프닝, 미케나스 디펜스, 메인 라인, 포자렉 갬빗: 1.d4 Nc6 2.c4 e5 3.dxe5 Nxe5 4.Nc3 Nxc4
  4. 퀸스 폰 오프닝, 미케나스 디펜스, 몬테비데오: 1.d4 Nc6 2.d5 Nb8
    1. 퀸스 폰 오프닝, 미케나스 디펜스, 몬테비데오, 자이르 디펜스: 1.d4 Nc6 3.e4 Nf6 4.e5 Ng8

A41 퀸스 폰 오프닝, 필즈버리 "쓰리-쿼터-클로즈드 게임": 1.d4 d6
1. 퀸스 폰 오프닝, 필즈버리 "쓰리-쿼터-클로즈드 게임", 올드 인디언: 1.d4 d6 2.c4
  1. 퀸스 폰 오프닝, 필즈버리 "쓰리-쿼터-클로즈드 게임", 올드 인디언, 랫 디펜스: 잉글리시 랫: 1.d4 d6 2.c4 e5
    1. 퀸스 폰 오프닝, 필즈버리 "쓰리-쿼터-클로즈드 게임", 올드 인디언, 랫 디펜스, 잉글리시 랫 수락: 1.d4 d6 2.c4 e5 3.dxe5
      1. 퀸스 폰 오프닝, 필즈버리 "쓰리-쿼터-클로즈드 게임", 올드 인디언, 랫 디펜스, 잉글리시 랫 수락, 파운즈 갬빗: 3.dxe5 Be6
      2. 퀸스 폰 오프닝, 필즈버리 "쓰리-쿼터-클로즈드 게임", 올드 인디언, 랫 디펜스, 잉글리시 랫 수락, 리스본 갬빗: 3.dxe5 Nc6

  2. A42 퀸스 폰 오프닝, 필즈버리 "쓰리-쿼터-클로즈드 게임", 올드 인디언, 아베르바흐 또는 웨이드: 1.d4 d6 2.c4 g6 3.Nf3 Bg7 4.e4
    1. 퀸스 폰 오프닝, 필즈버리 "쓰리-쿼터-클로즈드 게임", 올드 인디언, 아베르바흐, 란스프링거: 1.d4 d6 2.c4 g6 3.Nf3 Bg7 4.e4 f5
    2. 퀸스 폰 오프닝, 필즈버리 "쓰리-쿼터-클로즈드 게임", 올드 인디언, 아베르바흐, 보트비닉: 1.d4 d6 2.c4 g6 3.Nf3 Bg7 4.e4 c5
    3. 퀸스 폰 오프닝, 필즈버리 "쓰리-쿼터-클로즈드 게임", 올드 인디언, 아베르바흐, 코토프: 1.d4 d6 2.c4 g6 3.Nf3 Bg7 4.e4 Nc6
    4. 퀸스 폰 오프닝, 필즈버리 "쓰리-쿼터-클로즈드 게임", 올드 인디언, 아베르바흐, 프테로닥틸: 1.d4 d6 2.c4 g6 3.Nf3 Bg7 4.e4 c5 5.d5 Qa5+ 6.Nc3

  3. 퀸스 폰 오프닝, 필즈버리 "쓰리-쿼터-클로즈드 게임", 올드 인디언, 네오-모던: 1.d4 d6 2.c4 Bg4 3.e4 e5
2. 퀸스 폰 오프닝, 필즈버리 "쓰리-쿼터-클로즈드 게임", 주커토르트: 1.d4 d6 2.Nf3
  1. 퀸스 폰 오프닝, 필즈버리 "쓰리-쿼터-클로즈드 게임", 주커토르트, 웨이드 또는 타르타코워: 1.d4 d6 2.Nf3 Bg4
    1. 퀸스 폰 오프닝, 필즈버리 "쓰리-쿼터-클로즈드 게임", 주커토르트, 웨이드, 치고린: 1.d4 d6 2.Nf3 Bg4 3.c4 Nd7 4.Qb3 Rb8

  2. 퀸스 폰 오프닝, 필즈버리 "쓰리-쿼터-클로즈드 게임", 주커토르트, 로바츠: 1.d4 d6 2.Nf3 g6 3.c4 Bg7 4.e4 Bg4
3. 퀸스 폰 오프닝, 필즈버리 "쓰리-쿼터-클로즈드 게임", 익스체인지: 1.d4 d6 2.g3 e5 3.dxe5 dxe5 4.Qxd8+ Kxd8

A43 퀸스 폰 오프닝, 베노니 디펜스: 1.d4 c5
1. 퀸스 폰 오프닝, 베노니 디펜스, 질버민츠-베노니 갬빗: 1.d4 c5 2.b4
2. 퀸스 폰 오프닝, 베노니 디펜스, 리드만 갬빗: 1.d4 c5 2.c4 cxd4 3.e3
3. A56–A79 퀸스 폰 오프닝, 베노니, 베노니-인디언: 1.d4 c5 2.c4 Nf6
  1. 퀸스 폰 오프닝, 베노니, 베노니-인디언, 익스체인지: 1.d4 c5 2.c4 Nf6 3.dxc5
    1. 퀸스 폰 오프닝, 베노니, 베노니-인디언, 익스체인지. 위닝크: 1.d4 c5 2.c4 Nf6 3.dxc5 e6
    2. 퀸스 폰 오프닝, 베노니, 베노니-인디언, 익스체인지. 기븐: 1.d4 c5 2.c4 Nf6 3.dxc5 e6 4.g4

  2. A56 퀸스 폰 오프닝, 베노니 디펜스, 어드밴스, 베노니-인디언: 1.d4 c5 2.c4 Nf6 3.d5
    1. 퀸스 폰 오프닝, 베노니, 어드밴스, 베노니-인디언, 3.d5에 대한 비정형 응수:
    2. 퀸스 폰 오프닝, 베노니, 어드밴스, 베노니-인디언, 흐로마드카: 1.d4 c5 2.c4 Nf6 3.d5 d6
      1. 퀸스 폰 오프닝, 베노니, 어드밴스, 베노니-인디언, 룬딘: 1.d4 c5 2.c4 Nf6 3.d5 d6 4.Nc3 g6 5.e4 b5

    3. 퀸스 폰 오프닝, 베노니, 어드밴스, 베노니-인디언, 체코 베노니: 1.d4 c5 2.c4 Nf6 3.d5 e5
      1. 퀸스 폰 오프닝, 베노니, 어드밴스, 베노니-인디언, 체코 베노니, 킹스 인디언 셋업: 1.d4 c5 2.c4 Nf6 3.d5 e5 4.Nc3 d6 5.e4 g6

    4. A56 퀸스 폰 오프닝, 베노니, 어드밴스, 베노니-인디언, 벌처: 1.d4 c5 2.c4 Nf6 3.d5 Ne4

  3. A57 퀸스 폰 오프닝, 베노니, 벤쾨 갬빗: 1.d4 Nf6 2.c4 c5 3.d5 b5
    1. 퀸스 폰 오프닝, 베노니, 벤쾨 갬빗 거절, 소손코: 1.d4 Nf6 2.c4 c5 3.d5 b5 4.a4
      1. 퀸스 폰 오프닝, 베노니, 벤쾨 갬빗 거절, 소손코, 카스파로프 1.d4 Nf6 2.c4 c5 3.d5 b5 4.a4 b4 5.Nd2 g6 6.e4 d6

    2. 퀸스 폰 오프닝, 베노니, 벤쾨 갬빗 거절, 라르센 셋업: 1.d4 Nf6 2.c4 c5 3.d5 b5 4.b3
    3. 퀸스 폰 오프닝, 베노니, 벤쾨 갬빗 거절, 효링 카운터갬빗: 1.d4 Nf6 2.c4 c5 3.d5 b5 4.e4
    4. 퀸스 폰 오프닝, 베노니, 벤쾨 갬빗 거절: 유사-사미시: 1.d4 Nf6 2.c4 c5 3.d5 b5 4.f3
    5. 퀸스 폰 오프닝, 베노니, 벤쾨 갬빗 거절, 무트킨 카운터갬빗: 1.d4 Nf6 2.c4 c5 3.d5 b5 4.g4
    6. 퀸스 폰 오프닝, 베노니, 벤쾨 갬빗 거절, 콰이어트: 1.d4 Nf6 2.c4 c5 3.d5 b5 4.Nd2
    7. 퀸스 폰 오프닝, 베노니, 벤쾨 갬빗 거절, 메인: 1.d4 Nf6 2.c4 c5 3.d5 b5 4.Nf3
    8. 퀸스 폰 오프닝, 베노니, 벤쾨 갬빗 거절, 비숍: 1.d4 Nf6 2.c4 c5 3.d5 b5 4.Bg5
    9. 퀸스 폰 오프닝, 베노니, 벤쾨 갬빗 하프 수락: 1.d4 Nf6 2.c4 c5 3.d5 b5 4.cxb5
      1. 퀸스 폰 오프닝, 베노니, 벤쾨 갬빗 하프 수락, 메인 라인: 1.d4 Nf6 2.c4 c5 3.d5 b5 4.cxb5 a6
        1. 퀸스 폰 오프닝, 베노니, 벤쾨 갬빗 하프 수락, 폰 리턴: 1.d4 Nf6 2.c4 c5 3.d5 b5 4.cxb5 a6 5.b6
        2. 퀸스 폰 오프닝, 베노니, 벤쾨 갬빗 하프 수락, 모던: 1.d4 Nf6 2.c4 c5 3.d5 b5 4.cxb5 a6 5.e3
        3. 퀸스 폰 오프닝, 베노니, 벤쾨 갬빗 하프 수락, 들루기: 1.d4 Nf6 2.c4 c5 3.d5 b5 4.cxb5 a6 5.f3
        4. 퀸스 폰 오프닝, 베노니, 벤쾨 갬빗 하프 수락, 자이체프: 1.d4 Nf6 2.c4 c5 3.d5 b5 4.cxb5 a6 5.Nc3
          1. 퀸스 폰 오프닝, 베노니, 벤쾨 갬빗 하프 수락, 자이체프, 네스카페 프라페: 1.d4 Nf6 2.c4 c5 3.d5 b5 4.cxb5 a6 5.Nc3 axb5 6.e4 b4 7.Nb5

        5. 퀸스 폰 오프닝, 벤쾨 갬빗 쓰리-쿼터 수락: 1.d4 Nf6 2.c4 c5 3.d5 b5 4.cxb5 a6 5.bxa6
          1. A58 퀸스 폰 오프닝, 벤쾨 갬빗 완전 수락: 1.d4 Nf6 2.c4 c5 3.d5 b5 4.cxb5 a6 5.bxa6 Bxa6 6.Nc3
            1. 퀸스 폰 오프닝, 벤쾨 갬빗 완전 수락, 센터 스톰: 1.d4 Nf6 2.c4 c5 3.d5 b5 4.cxb5 a6 5.bxa6 Bxa6 6.Nc3 g6 7.f4
            2. A59 퀸스 폰 오프닝, 벤쾨 갬빗, 완전 수락, 메인: 1.d4 Nf6 2.c4 c5 3.d5 b5 4.cxb5 a6 5.bxa6 Bxa6 6.Nc3 d6
              1. 퀸스 폰 오프닝, 벤쾨 갬빗, 완전 수락, 메인, 유고슬라비아: 1.d4 Nf6 2.c4 c5 3.d5 b5 4.cxb5 a6 5.bxa6 Bxa6 6.Nc3 d6 7.e4
              2. 퀸스 폰 오프닝, 벤쾨 갬빗, 완전 수락, 메인, 피앙케토: 1.d4 Nf6 2.c4 c5 3.d5 b5 4.cxb5 a6 5.bxa6 Bxa6 5.bxa6 Bxa6 6.Nc3 d6 7.Nf3 g6 8.g3
              3. 퀸스 폰 오프닝, 벤쾨 갬빗, 완전 수락, 메인, Nd2 바리에이션: 1.d4 Nf6 2.c4 c5 3.d5 b5 4.cxb5 a6 5.bxa6 Bxa6 6.Nc3 d6 7.Nf3 g6 8.Nd2

  4. A60 퀸스 폰 오프닝, 베노니, 모던: 1.d4 Nf6 2.c4 c5 3.d5 e6
    1. 퀸스 폰 오프닝, 베노니, 모던, 코토프: 1.d4 Nf6 2.c4 c5 3.d5 e6 4.dxe6 fxe6
    2. 퀸스 폰 오프닝, 베노니, 모던, 가속 피앙케토: 1.d4 Nf6 2.c4 c5 3.d5 e6 4.g3
      1. 퀸스 폰 오프닝, 베노니, 모던, 가속 피앙케토, 북: 1.d4 Nf6 2.c4 c5 3.d5 e6 4.g3 b5
      2. 퀸스 폰 오프닝, 베노니, 모던, 가속 피앙케토, 탈: 1.d4 Nf6 2.c4 c5 3.d5 e6 4.g3 exd5 5.cxd5 b5

    3. 퀸스 폰 오프닝, 베노니, 모던, 익스체인지: 1.d4 Nf6 2.c4 c5 3.d5 e6 4.Nc3 exd5
      1. 퀸스 폰 오프닝, 베노니, 모던, 익스체인지, 스네이크: 1.d4 Nf6 2.c4 c5 3.d5 e6 4.Nc3 exd5 5.cxd5 Bd6
      2. 퀸스 폰 오프닝, 베노니, 모던, 익스체인지, 메인 라인: 1.d4 Nf6 2.c4 c5 3.d5 e6 4.Nc3 exd5 5.cxd5 d6
      3. A61 퀸스 폰 오프닝, 베노니, 모던: 1.d4 Nf6 2.c4 c5 3.d5 e6 4.Nc3 exd5 5.cxd5 d6 6.Nf3 g6
        1. 퀸스 폰 오프닝, 베노니, 모던, 피앙케토: 1.d4 Nf6 2.c4 c5 3.d5 e6 4.Nc3 exd5 5.cxd5 d6 6.Nf3 g6 7.g3
          1. A62 퀸스 폰 오프닝, 베노니, 모던, 더블 피앙케토: 1.d4 Nf6 2.c4 e6 3.Nf3 c5 4.Nc3 exd5 5.cxd5 d6 6.Nf3 g6 7.g3 Bg7 8.Bg2 0-0 9.0-0
            1. 퀸스 폰 오프닝, 베노니, 모던, 더블 피앙케토, 트라이푸노비치: 1.d4 Nf6 2.c4 e6 3.Nf3 c5 4.Nc3 exd5 5.cxd5 d6 6.Nf3 g6 7.g3 Bg7 8.Bg2 0-0 9.0-0 b6
              1. 퀸스 폰 오프닝, 베노니, 모던, 더블 피앙케토, 마셜: 1.d4 Nf6 2.c4 e6 3.Nf3 c5 4.Nc3 exd5 5.cxd5 d6 6.Nf3 g6 7.g3 Bg7 8.Bg2 0-0 9.0-0 Nbd7
              2. 퀸스 폰 오프닝, 베노니, 모던, 더블 피앙케토, 타이마노프: 1.d4 Nf6 2.c4 e6 3.Nf3 c5 4.Nc3 exd5 5.cxd5 d6 6.Nf3 g6 7.g3 Bg7 8.Bg2 0-0 9.0-0 Bg4
              3. A63 퀸스 폰 오프닝, 베노니, 더블 피앙케토: 1.d4 Nf6 2.c4 e6 3.Nf3 c5 4.Nc3 exd5 5.cxd5 d6 6.Nf3 g6 7.g3 Bg7 8.Bg2 0-0 9.0-0 a6 10.a4 Nbd7
                1. A64 퀸스 폰 오프닝, 베노니, 더블 피앙케토: 1.d4 Nf6 2.c4 e6 3.Nf3 c5 4.Nc3 exd5 5.cxd5 d6 6.Nf3 g6 7.g3 Bg7 8.Bg2 0-0 9.0-0 a6 10.a4 Nbd7 11.Nd2 Re8
                  1. 퀸스 폰 오프닝, 베노니, 더블 피앙케토, 도너: 1.d4 Nf6 2.c4 e6 3.Nf3 c5 4.Nc3 exd5 5.cxd5 d6 6.Nf3 g6 7.g3 Bg7 8.Bg2 0-0 9.0-0 a6 10.a4 Nbd7 11.Nd2 Re8 12.h3
                  2. 퀸스 폰 오프닝, 베노니, 더블 피앙케토, 카르포프: 1.d4 Nf6 2.c4 e6 3.Nf3 c5 4.Nc3 exd5 5.cxd5 d6 6.Nf3 g6 7.g3 Bg7 8.Bg2 0-0 9.0-0 a6 10.a4 Nbd7 11.Nd2 Re8 12.Nc4
                  3. 퀸스 폰 오프닝, 베노니, 더블 피앙케토, 바가니안: 1.d4 Nf6 2.c4 e6 3.Nf3 c5 4.Nc3 exd5 5.cxd5 d6 6.Nf3 g6 7.g3 Bg7 8.Bg2 0-0 9.0-0 a6 10.a4 Nbd7 11.Nd2 Re8 12.Rb1
                  4. 퀸스 폰 오프닝, 베노니, 더블 피앙케토, 코르치노이: 1.d4 Nf6 2.c4 e6 3.Nf3 c5 4.Nc3 exd5 5.cxd5 d6 6.Nf3 g6 7.g3 Bg7 8.Bg2 0-0 9.0-0 a6 10.a4 Nbd7 11.Nd2 Re8 12.Qb3

        2. 퀸스 폰 오프닝, 베노니, 모던, 님조비치: 1.d4 Nf6 2.c4 c5 3.d5 e6 4.Nc3 exd5 5.cxd5 d6 6.Nf3 g6 7.Nd2
          1. 퀸스 폰 오프닝, 베노니, 모던, 님조비치, 마셜: 1.d4 Nf6 2.c4 c5 3.d5 e6 4.Nc3 exd5 5.cxd5 d6 6.Nf3 g6 7.Nd2 Nbd7

        3. 퀸스 폰 오프닝, 베노니, 모던, 울만: 1.d4 Nf6 2.c4 c5 3.d5 e6 4.Nc3 exd5 5.cxd5 d6 6.Nf3 g6 7.Bg5
        4. 퀸스 폰 오프닝, 베노니, 모던, 케레스: 1.d4 Nf6 2.c4 c5 3.d5 e6 4.Nc3 exd5 5.cxd5 d6 6.Nf3 g6 7.Bf4
          1. 퀸스 폰 오프닝, 베노니, 모던, 케레스, 이브코프: 1.d4 Nf6 2.c4 c5 3.d5 e6 4.Nc3 exd5 5.cxd5 d6 6.Nf3 g6 7.Bf4 a6
          2. 퀸스 폰 오프닝, 베노니, 모던, 케레스, 탈: 1.d4 Nf6 2.c4 c5 3.d5 e6 4.Nc3 exd5 5.cxd5 d6 6.Nf3 g6 7.Bf4 Bg7

        5. A65 퀸스 폰 오프닝, 베노니, 모던, 메인 라인: 1.d4 Nf6 2.c4 e6 3.Nf3 c5 4.Nc3 exd5 5.cxd5 d6 6.e4
          1. A66 퀸스 폰 오프닝, 베노니 디펜스, 모던, 폰 스톰: 1.d4 Nf6 2.c4 e6 3.Nf3 c5 4.Nc3 exd5 5.cxd5 d6 6.e4 g6 7.f4
            1. 퀸스 폰 오프닝, 베노니 디펜스, 모던, 폰 스톰, 미케나스: 1.d4 Nf6 2.c4 e6 3.Nf3 c5 4.Nc3 exd5 5.cxd5 d6 6.e4 g6 7.f4 Bg7 8.e5
            2. A67 퀸스 폰 오프닝, 베노니, 모던, 폰 스톰, 타이마노프: 1.d4 Nf6 2.c4 e6 3.Nf3 c5 4.Nc3 exd5 5.cxd5 d6 6.e4 g6 7.f4 Bg7 8.Bb5+
              1. A67 퀸스 폰 오프닝, 베노니, 모던, 폰 스톰, 타이마노프, 탈: 1.d4 Nf6 2.c4 e6 3.Nf3 c5 4.Nc3 exd5 5.cxd5 d6 6.e4 g6 7.f4 Bg7 8.Bb5+ Nbd7
              2. 퀸스 폰 오프닝, 베노니, 모던, 폰 스톰, 타이마노프, 아로닌: 1.d4 Nf6 2.c4 e6 3.Nf3 c5 4.Nc3 exd5 5.cxd5 d6 6.e4 g6 7.f4 Bg7 8.Bb5+ Nfd7
              3. 퀸스 폰 오프닝, 베노니, 모던, 폰 스톰, 타이마노프, 네즈메트디노프: 1.d4 Nf6 2.c4 e6 3.Nf3 c5 4.Nc3 exd5 5.cxd5 d6 6.e4 g6 7.f4 Bg7 8.Bb5+ Bd7

            3. A68 퀸스 폰 오프닝, 베노니, 모던, 폰 스톰: 1.d4 Nf6 2.c4 e6 3.Nf3 c5 4.Nc3 exd5 5.cxd5 d6 6.e4 g6 7.f4 Bg7 8.Nf3 0-0
              1. 퀸스 폰 오프닝, 베노니, 모던, 폰 스톰, 콜레: 1.d4 Nf6 2.c4 e6 3.Nf3 c5 4.Nc3 exd5 5.cxd5 d6 6.e4 g6 7.f4 Bg7 8.Nf3 0-0 9.Be2
              2. A69 퀸스 폰 오프닝, 베노니, 모던, 폰 스톰, 콜레, 메인 라인: 1.d4 Nf6 2.c4 e6 3.Nf3 c5 4.Nc3 exd5 5.cxd5 d6 6.e4 g6 7.f4 Bg7 8.Nf3 0-0 9.Be2 Re8

          2. A70 퀸스 폰 오프닝, 베노니, 클래시컬, 메인 라인: 1.d4 Nf6 2.c4 e6 3.Nf3 c5 4.Nc3 exd5 5.cxd5 d6 6.e4 g6 7.Nf3
          3. 퀸스 폰 오프닝, 베노니, 클래시컬, 메인 라인, 스탈베르그: 1.d4 Nf6 2.c4 e6 3.Nf3 c5 4.Nc3 exd5 5.cxd5 d6 6.e4 g6 7.Nf3 a6
          4. 퀸스 폰 오프닝, 베노니, 클래시컬, 메인 라인, 피앙케토: 1.d4 Nf6 2.c4 e6 3.Nf3 c5 4.Nc3 exd5 5.cxd5 d6 6.e4 g6 7.Nf3 Bg7
            1. 퀸스 폰 오프닝, 베노니, 클래시컬, 메인 라인, 피앙케토, 뉴욕: 1.d4 Nf6 2.c4 e6 3.Nf3 c5 4.Nc3 exd5 5.cxd5 d6 6.e4 g6 7.Nf3 Bg7 8.h3
            2. 퀸스 폰 오프닝, 베노니, 클래시컬, 메인 라인, 피앙케토, 보고류보프: 1.d4 Nf6 2.c4 e6 3.Nf3 c5 4.Nc3 exd5 5.cxd5 d6 6.e4 g6 7.Nf3 Bg7 8.Bd3 0-0
              1. 퀸스 폰 오프닝, 베노니, 클래시컬, 메인 라인, 피앙케토, 보고류보프, 타이마노프: 1.d4 Nf6 2.c4 e6 3.Nf3 c5 4.Nc3 exd5 5.cxd5 d6 6.e4 g6 7.Nf3 Bg7 8.Bd3 0-0 9.h3 a6
              2. 퀸스 폰 오프닝, 베노니, 클래시컬, 메인 라인, 피앙케토, 보고류보프, 아로닌: 1.d4 Nf6 2.c4 e6 3.Nf3 c5 4.Nc3 exd5 5.cxd5 d6 6.e4 g6 7.Nf3 Bg7 8.Bd3 0-0 9.h3 b5

            3. A71 퀸스 폰 오프닝, 베노니, 클래시컬, 아베르바흐/그리바스: 1.d4 Nf6 2.c4 e6 3.Nf3 c5 4.Nc3 exd5 5.cxd5 d6 6.e4 g6 7.Nf3 Bg7 8.Bg5
              1. 퀸스 폰 오프닝, 베노니, 클래시컬, 아베르바흐/그리바스, 탈: 1.d4 Nf6 2.c4 e6 3.Nf3 c5 4.Nc3 exd5 5.cxd5 d6 6.e4 g6 7.Nf3 Bg7 8.Bg5 a6
              2. 퀸스 폰 오프닝, 베노니, 클래시컬, 아베르바흐/그리바스, 자이체프: 1.d4 Nf6 2.c4 e6 3.Nf3 c5 4.Nc3 exd5 5.cxd5 d6 6.e4 g6 7.Nf3 Bg7 8.Bg5 h6
              3. 퀸스 폰 오프닝, 베노니, 클래시컬, 아베르바흐/그리바스, 페트로시안: 1.d4 Nf6 2.c4 e6 3.Nf3 c5 4.Nc3 exd5 5.cxd5 d6 6.e4 g6 7.Nf3 Bg7 8.Bg5 0-0

            4. A72 퀸스 폰 오프닝, 베노니, 클래시컬, 카를스 1.d4 Nf6 2.c4 c5 3.d5 e6 4.Nc3 exd5 5.cxd5 d6 6.e4 g6 7.Nf3 Bg7 8.Be2 0-0
              1. A73 퀸스 폰 오프닝, 베노니, 클래시컬, 카를스, 라그오진: 1.d4 Nf6 2.c4 c5 3.d5 e6 4.Nc3 exd5 5.cxd5 d6 6.e4 g6 7.Nf3 Bg7 8.Be2 0-0 9.0-0
                1. 퀸스 폰 오프닝, 베노니, 클래시컬, 카를스, 라그오진, 스파스키: 1.d4 Nf6 2.c4 c5 3.d5 e6 4.Nc3 exd5 5.cxd5 d6 6.e4 g6 7.Nf3 Bg7 8.Be2 0-0 9.0-0 Bg4
                2. A74 퀸스 폰 오프닝, 퀸스 폰 오프닝, 베노니, 클래시컬, 카를스, 라그오진 1.d4 Nf6 2.c4 c5 3.d5 e6 4.Nc3 exd5 5.cxd5 d6 6.e4 g6 7.Nf3 Bg7 8.Be2 0-0 9.0-0 a6
                  1. A75 퀸스 폰 오프닝, 베노니, 클래시컬, 카를스, 라그오진, 아르헨티나: 1.d4 Nf6 2.c4 e6 3.Nf3 c5 4.d5 exd5 5.cxd5 d6 6.Nc3 g6 7.e4 Bg7 8.Be2 0-0 9.0-0 a6 10.a4 Bg4

                3. A76 퀸스 폰 오프닝, 베노니, 클래시컬, 카를스, 라그오진, 체르니아크: 1.d4 Nf6 2.c4 c5 3.d5 e6 4.Nc3 exd5 5.cxd5 d6 6.e4 g6 7.Nf3 Bg7 8.Be2 0-0 9.0-0 Re8
                  1. A77 퀸스 폰 오프닝, 베노니, 클래시컬, 카를스, 라그오진, 체르니아크, 탈: 1.d4 Nf6 2.c4 c5 3.d5 e6 4.Nc3 exd5 5.cxd5 d6 6.e4 g6 7.Nf3 Bg7 8.Be2 0-0 9.0-0 Re8 10.Nd2
                    1. A78 퀸스 폰 오프닝, 베노니, 클래시컬, 카를스, 라그오진, 체르니아크, 탈: 1.d4 Nf6 2.c4 e6 3.Nf3 c5 4.d5 exd5 5.cxd5 d6 6.Nc3 g6 7.e4 Bg7 8.Be2 0-0 9.0-0 Re8 10.Nd2 Na6
                      1. 퀸스 폰 오프닝, 베노니, 클래시컬, 카를스, 라그오진, 체르니아크, 탈, 릴리엔탈: 1.d4 Nf6 2.c4 e6 3.Nf3 c5 4.d5 exd5 5.cxd5 d6 6.Nc3 g6 7.e4 Bg7 8.Be2 0-0 9.0-0 Re8 10.Nd2 Na6 11.Re1
                      2. 퀸스 폰 오프닝, 베노니, 클래시컬, 카를스, 라그오진, 체르니아크, 탈, 사보: 1.d4 Nf6 2.c4 e6 3.Nf3 c5 4.d5 exd5 5.cxd5 d6 6.Nc3 g6 7.e4 Bg7 8.Be2 0-0 9.0-0 Re8 10.Nd2 Na6 11.Qc2
                      3. A79 퀸스 폰 오프닝, 베노니, 클래시컬, 카를스, 라그오진, 체르니아크, 탈, 메인 라인: 1.d4 Nf6 2.c4 e6 3.Nf3 c5 4.d5 exd5 5.cxd5 d6 6.Nc3 g6 7.e4 Bg7 8.Be2 0-0 9.0-0 Re8 10.Nd2 Na6 11.f3

        6. 퀸스 폰 오프닝, 베노니, 모던, 익스체인지, 피셔: 1.d4 Nf6 2.c4 c5 3.d5 e6 4.Nc3 exd5 5.Nxd5 Nxd5 6.Qxd5 Nc6
4. 퀸스 폰 오프닝, 베노니 디펜스, 어드밴스: 1.d4 c5 2.d5
  1. 퀸스 폰 오프닝, 베노니 디펜스, 어드밴스, 올드 베노니: 1.d4 c5 2.d5 d6
    1. 퀸스 폰 오프닝, 베노니 디펜스, 어드밴스, 올드 베노니, 슈미드: 1.d4 c5 2.d5 d6 3.Nc3 g6
    2. 퀸스 폰 오프닝, 베노니 디펜스, 어드밴스, 올드 베노니, 쓰리 나이트: 1.d4 c5 2.d5 d6 3.Nf3 Nf6 4.Nc3
      1. 퀸스 폰 오프닝, 베노니 디펜스, 어드밴스, 올드 베노니, 쓰리 나이트, 스피엘만: 1.d4 c5 2.d5 d6 3.Nf3 Nf6 4.Nc3 Bf5
      2. 퀸스 폰 오프닝, 베노니 디펜스, 어드밴스, 올드 베노니, 쓰리 나이트, 타라시: 1.d4 c5 2.d5 d6 3.Nf3 Nf6 4.Nc3 e6

  2. 퀸스 폰 오프닝, 베노니 디펜스, 어드밴스, 무잔나 또는 클라렌돈: 1.d4 c5 2.d5 f5
    1. 퀸스 폰 오프닝, 베노니 디펜스, 어드밴스, 무잔나 또는 클라렌돈, 베노니-스톤톤 갬빗: 1.d4 c5 2.d5 f5 3.e4

  3. 퀸스 폰 오프닝, 베노니 디펜스, 어드밴스, 프랑코-베노니: 1.d4 c5 2.d5 e6
  4. 퀸스 폰 오프닝, 베노니 디펜스, 어드밴스, 폰 바르델레벤: 1.d4 c5 2.d5 g6 3.e4
  5. 퀸스 폰 오프닝, 베노니 디펜스, 어드밴스, 스네일: 1.d4 c5 2.d5 Na6
    1. 퀸스 폰 오프닝, 베노니 디펜스, 어드밴스, 스네일, 우즐: 1.d4 c5 2.d5 Na6 3.Nc3 Qa5
    2. 퀸스 폰 오프닝, 베노니 디펜스, 어드밴스, 스네일, 유사-벤쾨 갬빗: 1.d4 c5 2.d5 Na6 3.Nf3 b5
    3. 퀸스 폰 오프닝, 베노니 디펜스, 어드밴스, 베노니 갬빗 수락: 1.d4 c5 2.dxc5
      1. 퀸스 폰 오프닝, 베노니 디펜스, 어드밴스, 베노니 갬빗 수락 코모란트 갬빗: 1.d4 c5 2. dxc5 b6

  6. A44 퀸스 폰 오프닝, 베노니, 어드밴스, 알레킨: 1.d4 c5 2.d5 e5
    1. 퀸스 폰 오프닝, 베노니, 어드밴스, 알레킨, 세미-베노니: 1.d4 c5 2.d5 e5 3.e4 d6
5. 퀸스 폰 오프닝, 베노니, 슐렌커: 1.d4 c5 2.Na6
6. 퀸스 폰 오프닝, 베노니 카운터갬빗 수락: 1.d4 c5 2.Nf3 cxd4
  1. 퀸스 폰 오프닝, 베노니 카운터갬빗 수락, 지연된 질버민츠-베노니 갬빗: 1.d4 c5 2.Nf3 cxd4 3.b4
    1. 퀸스 폰 오프닝, 베노니 카운터갬빗 수락, 지연된 질버민츠-베노니 갬빗, 타마르킨 카운터갬빗: 1.d4 c5 2.Nf3 cxd4 3.b4 e5

  2. 퀸스 폰 오프닝, 베노니 카운터갬빗 수락, 스필스멧 갬빗: 1.d4 c5 2.Nf3 cxd4 3.e3

#### A45–A49: 1.d4 Nf6 1...Nf6에 대한 비정형 응수
1. A45 퀸스 폰 오프닝, 인디언 디펜스: 1.d4 Nf6
  1. 퀸스 폰 오프닝, 인디언 디펜스, 트롬포프스키: 1.d4 Nf6 2.Bg5
    1. 퀸스 폰 오프닝, 인디언 디펜스, 트롬포프스키, 메인 라인: 1.d4 Nf6 2.Bg5 c5 3.d5
      1. 퀸스 폰 오프닝, 인디언 디펜스, 트롬포프스키, 메인 라인, 맥셰인: 1.d4 Nf6 2.Bg5 c5 3.d5 d6
      2. 퀸스 폰 오프닝, 인디언 디펜스, 트롬포프스키, 메인 라인, 맥셰인, 포이즌드 폰: 1.d4 Nf6 2.Bg5 c5 3.d5 Qb6 4.Nc3
        1. 퀸스 폰 오프닝, 인디언 디펜스, 트롬포프스키, 메인 라인, 맥셰인, 포이즌드 폰 체푸카티스 갬빗: 1.d4 Nf6 2.Bg5 c5 3.d5 Qb6 4.Nc3 Qb2 5.Bd2 Qb6

    2. 퀸스 폰 오프닝, 인디언 디펜스, 트롬포프스키, 클래시컬: 1.d4 Nf6 2.Bg5 e6
      1. 퀸스 폰 오프닝, 인디언 디펜스, 트롬포프스키, 클래시컬, 빅 센터: 1.d4 Nf6 2.Bg5 e6 3.e4

    3. 퀸스 폰 오프닝, 인디언 디펜스, 트롬포프스키, 저스트: 1.d4 Nf6 2.Bg5 g6 3.e3
    4. 퀸스 폰 오프닝, 인디언 디펜스, 트롬포프스키, 나이트 중앙화: 1.d4 Nf6 2.Bg5 Ne4
      1. 퀸스 폰 오프닝, 인디언 디펜스, 트롬포프스키, 나이트 중앙화, 보르그: 1.d4 Nf6 2.Bg5 Ne4 3.Bf4 g5
      2. 퀸스 폰 오프닝, 인디언 디펜스, 트롬포프스키, 나이트 중앙화, 에지: 1.d4 Nf6 2.Bg5 Ne4 3.Bh4
        1. 퀸스 폰 오프닝, 인디언 디펜스, 트롬포프스키, 나이트 중앙화, 에지, 허거트 갬빗 1: 1.d4 Nf6 2.Bg5 Ne4 3.Bh4 c6 4.Nd2 Qa5 5.c3 Nxd2 6.Qxd2 d5 7.e4
        2. 퀸스 폰 오프닝, 인디언 디펜스, 트롬포프스키, 나이트 중앙화, 에지, 허거트 갬빗 2: 1.d4 Nf6 2.Bg5 Ne4 3.Bh4 d5 4.f3 Nf6 5.Nc3 Bf5 6.e4

      3. 퀸스 폰 오프닝, 인디언 디펜스, 트롬포프스키, 나이트 중앙화, 랩터: 1.d4 Nf6 2.Bg5 Ne4 3.h4
        1. 퀸스 폰 오프닝, 인디언 디펜스, 트롬포프스키, 나이트 중앙화, 랩터, 허거트/랩터 갬빗: 1.d4 Nf6 2.Bg5 Ne4 3.h4 Nxg5 4.hxg5 e5

  2. 퀸스 폰 오프닝, 인디언 디펜스, 폰 푸시: 1.d4 Nf6 2.d5
  3. 퀸스 폰 오프닝, 인디언 디펜스, 오메가 갬빗: 1.d4 Nf6 2.e4
    1. 퀸스 폰 오프닝, 인디언 디펜스, 오메가 갬빗 수락: 1.d4 Nf6 2.e4 Nxe4
      1. 퀸스 폰 오프닝, 인디언 디펜스, 오메가 갬빗 수락, 아라파트 갬빗: 1.d4 Nf6 2.e4 Nxe4 3.Bd3 Nf6 4.Bg5

  4. 퀸스 폰 오프닝, 인디언 디펜스, 페이스 어택: 1.d4 Nf6 2.f3
    1. 퀸스 폰 오프닝, 인디언 디펜스, 페이스 어택, 메인 라인: 1.d4 Nf6 2.f3 d5
      1. 퀸스 폰 오프닝, 인디언 디펜스, 페이스 어택, 메인 라인, 블랙마르-디에머 갬빗 지연: 1.d4 Nf6 2.f3 d5 3.e4
        1. 퀸스 폰 오프닝, 인디언 디펜스, 페이스 어택, 메인 라인, 블랙마르-디에머 갬빗, 크라우스-뮐헤르 갬빗: 1.d4 Nf6 2.f3 d5 3.e4 e5 4.dxe5 Nxe4

      2. 퀸스 폰 오프닝, 인디언 디펜스, 페이스 어택, 메인 라인, 게둘트: 1.d4 Nf6 2.f3 d5 3.g4
      3. 퀸스 폰 오프닝, 인디언 디펜스, 페이스 어택, 메인 라인, 리히터: 1.d4 Nf6 2.f3 d5 3.Nc3

    2. 퀸스 폰 오프닝, 인디언 디펜스, 페이스 어택, 린더 카운터갬빗: 1.d4 Nf6 2.f3 e6 3.e4 Ne4

  5. 퀸스 폰 오프닝, 인디언 디펜스, 카나드: 1.d4 Nf6 2.f4
  6. 퀸스 폰 오프닝, 인디언 디펜스, 타르타코워: 1.d4 Nf6 2.g3
    1. 퀸스 폰 오프닝, 인디언 디펜스, 타르타코워, 위베를링거 갬빗: 1.d4 Nf6 2.g3 e5

  7. 퀸스 폰 오프닝, 인디언 디펜스, 기븐스-바이덴하겐 갬빗: 2.g4
    1. 퀸스 폰 오프닝, 인디언 디펜스, 기븐스-바이덴하겐 갬빗, 오시마: 1.d4 Nf6 2.g4 e5
    2. 퀸스 폰 오프닝, 인디언 디펜스, 기븐스-바이덴하겐 갬빗 수락: 1.d4 Nf6 2.g4 Nxg4
      1. 퀸스 폰 오프닝, 인디언 디펜스, 기븐스-바이덴하겐 갬빗 수락, 스투머 갬빗: 1.d4 Nf6 2.g4 Nxg4 3.e4 d6 4.Be2 Nf6 5.Nc3
      2. 퀸스 폰 오프닝, 인디언 디펜스, 기븐스-바이덴하겐 갬빗 수락, 몰타-팔콘 갬빗: 1.d4 Nf6 2.g4 Nxg4 3.f3 Nf6 4.e4

  8. 퀸스 폰 오프닝, 인디언 디펜스, 치고린 인비테이션: 1.d4 Nf6 2.Nc3
    1. 퀸스 폰 오프닝, 인디언 디펜스, 리버스드 치고린: 1.d4 Nf6 2.Nc3 c5
    2. 퀸스 폰 오프닝, 인디언 디펜스, 치고린 인비테이션, 매디건 갬빗: 1.d4 Nf6 2.Nc3 e5

  9. 퀸스 폰 오프닝, 인디언 디펜스, 라자르 갬빗: 1.d4 Nf6 2.Nd2 e5
  10. A46 퀸스 폰 오프닝, 인디언 디펜스, 나이트 게임: 1.d4 Nf6 2.Nf3
    1. 퀸스 폰 오프닝, 인디언 디펜스, 나이트 게임, 알버트-마일스: 1.d4 Nf6 2.Nf3 a6
    2. 퀸스 폰 오프닝, 인디언 디펜스, 나이트 게임, 폴란드 셋업: 1.d4 Nf6 2.Nf3 b5
    3. 퀸스 폰 오프닝, 인디언 디펜스, 나이트 게임, 스피엘만-인디언: 1.d4 Nf6 2.Nf3 c5
    4. 퀸스 폰 오프닝, 인디언 디펜스, 나이트 게임, 체코-인디언: 1.d4 Nf6 2.Nf3 c6
    5. 퀸스 폰 오프닝, 인디언 디펜스, 나이트 게임, 올드 인디언: 1.d4 Nf6 2.Nf3 d6
      1. 퀸스 폰 오프닝, 인디언 디펜스, 나이트 게임, 올드 인디언, 보고류보프: 1.d4 Nf6 2.Nf3 d6 3.e3 Nbd7
      2. 퀸스 폰 오프닝, 인디언 디펜스, 나이트 게임, 올드 인디언, 차예스: 1.d4 Nf6 2.Nf3 d6 3.Bf4 Nbd7

    6. 퀸스 폰 오프닝, 인디언 디펜스, 나이트 게임, 메인 라인: 1.d4 Nf6 2.Nf3 e6
      1. 퀸스 폰 오프닝, 인디언 디펜스, 나이트 게임, 메인 라인, 유수포프-루빈스타인: 1.d4 Nf6 2.Nf3 e6 3.e3
      2. 퀸스 폰 오프닝, 인디언 디펜스, 나이트 게임, 메인 라인, 피앙케토 바리에이션: 1.d4 Nf6 2.Nf3 e6 3.g3
        1. 퀸스 폰 오프닝, 인디언 디펜스, 나이트 게임, 메인 라인, 피앙케토 바리에이션, 폴란드 셋업: 1.d4 Nf6 2.Nf3 e6 3.g3 b5
          1. 퀸스 폰 오프닝, 인디언 디펜스, 나이트 게임, 메인 라인, 피앙케토 바리에이션, 폴란드 셋업, 로마니신: 1.d4 Nf6 2.Nf3 e6 3.g3 b5 4.Bg2 d5
          2. 퀸스 폰 오프닝, 인디언 디펜스, 나이트 게임, 메인 라인, 피앙케토 바리에이션, 타이마노프: 1.d4 Nf6 2.Nf3 e6 3.g3 b5 4.Qd3 a6

      3. 퀸스 폰 오프닝, 인디언 디펜스, 나이트 게임, 메인 라인, 베레소프: 1.d4 Nf6 2.Nf3 e6 3.Nc3 d5 4.Bg5
      4. 퀸스 폰 오프닝, 인디언 디펜스, 나이트 게임, 메인 라인, 런던: 1.d4 Nf6 2.Nf3 e6 3.Bf4 c5 4.e3 Qb6 5.Qc1 Nc6 6.c3
        1. 퀸스 폰 오프닝, 인디언 디펜스, 나이트 게임, 메인 라인, 런던, 로틀레비: 1.d4 Nf6 2.Nf3 e6 3.Bf4 c5 4.e3 Qb6 5.Qc1 Nc6 6.c3 d5
        2. 퀸스 폰 오프닝, 인디언 디펜스, 나이트 게임, 메인 라인, 런던, 보고류보프: 1.d4 Nf6 2.Nf3 e6 3.Bf4 c5 4.e3 Qb6 5.Qc1 Nc6 6.c3 Nh6

      5. 퀸스 폰 오프닝, 인디언 디펜스, 나이트 게임, 메인 라인, 지연된 토레: 1.d4 Nf6 2.Nf3 e6 3.Bg5
        1. 퀸스 폰 오프닝, 인디언 디펜스, 나이트 게임, 메인 라인, 지연된 토레, 갬빗 인비테이션: 1.d4 Nf6 2.Nf3 e6 3.Bg5 c5
          1. 퀸스 폰 오프닝, 인디언 디펜스, 나이트 게임, 메인 라인, 지연된 토레, 페트로시안 갬빗: 1.d4 Nf6 2.Nf3 e6 3.Bg5 c5 4.e3 b6 5.d5
          2. 퀸스 폰 오프닝, 인디언 디펜스, 나이트 게임, 메인 라인, 지연된 토레, 바그너 갬빗: 1.d4 Nf6 2.Nf3 e6 3.Bg5 c5 4.e4

        2. 퀸스 폰 오프닝, 인디언 디펜스, 나이트 게임, 메인 라인, 브레예르: 1.d4 Nf6 2.Nf3 e6 3.Bg5 d5 4.e3 c5 5.c3 Qb6
        3. 퀸스 폰 오프닝, 인디언 디펜스, 나이트 게임, 메인 라인, 님조비치: 1.d4 Nf6 2.Nf3 e6 3.Bg5 h6
          1. 퀸스 폰 오프닝, 인디언 디펜스, 나이트 게임, 메인 라인, 님조비치, 페트로시안: 1.d4 Nf6 2.Nf3 e6 3.Bg5 h6 4.Bh4 g5 5.Bg3

    7. 퀸스 폰 오프닝, 인디언 디펜스, 나이트 게임, 도리: 1.d4 Nf6 2.Nf3 Ne4
    8. A47 퀸스 폰 오프닝, 나이트 게임, 퀸스 인디언: 1.d4 Nf6 2.Nf3 b6
      1. 퀸스 폰 오프닝, 나이트 게임, 퀸스 인디언, 슈네퍼 갬빗: 1.d4 Nf6 2.Nf3 b6 3.c3 e5
      2. 퀸스 폰 오프닝, 나이트 게임, 퀸스 인디언, 건스버그: 1.d4 Nf6 2.Nf3 b6 3.e3 Bb7 4.b3 e6 5.Bb2 d5
        1. 퀸스 폰 오프닝, 나이트 게임, 퀸스 인디언, 건스버그, 아모스 번: 1.d4 Nf6 2.Nf3 b6 3.e3 Bb7 4.b3 e6 5.Bb2 d5 6.Nbd2

      3. 퀸스 폰 오프닝, 나이트 게임, 퀸스 인디언, 마리엔바트: 1.d4 Nf6 2.Nf3 b6 3.g3 Bb7 4.Bg2 c5
        1. 퀸스 폰 오프닝, 나이트 게임, 퀸스 인디언, 마리엔바트, 베르그: 1.d4 Nf6 2.Nf3 b6 3.g3 Bb7 4.Bg2 c5 5.c4 cxd4 6.Qxd4

      4. 퀸스 폰 오프닝, 나이트 게임, 퀸스 인디언, 브론스타인: 1.d4 Nf6 2.Nf3 b6 3.Bf4 Bb7 4.e3 e6 5.h3

    9. A48 퀸스 폰 오프닝, 나이트 게임, 킹스 인디언: 1.d4 Nf6 2.Nf3 g6
      1. 퀸스 폰 오프닝, 나이트 게임, 킹스 인디언, 런던: 1.d4 Nf6 2.Nf3 g6 3.Bf4
      2. 퀸스 폰 오프닝, 나이트 게임, 킹스 인디언, 토레: 1.d4 Nf6 2.Nf3 g6 3.Bg5 Bg7
        1. 퀸스 폰 오프닝, 나이트 게임, 킹스 인디언, 토레, 타르타코워: 1.d4 Nf6 2.Nf3 g6 3.Bg5 Bg7 4.Nc3
        2. 퀸스 폰 오프닝, 나이트 게임, 킹스 인디언, 토레, 그륀펠트: 1.d4 Nf6 2.Nf3 g6 3.Bg5 Bg7 4.Nbd2 d5 5.e3 0-0

      3. 퀸스 폰 오프닝, 나이트 게임, 킹스 인디언, 콜레: 1.d4 Nf6 2.Nf3 g6 3.e3 Bg7 4.Bd3 d6
      4. 퀸스 폰 오프닝, 나이트 게임, 킹스 인디언, 투 나이트 어택: 1.d4 Nf6 2.Nf3 g6 3.Nc3
        1. 퀸스 폰 오프닝, 나이트 게임, 킹스 인디언, 투 나이트 어택, 배리: 1.d4 Nf6 2.Nf3 g6 3.Nc3 d5 4.Bf4 Bg7
          1. 퀸스 폰 오프닝, 나이트 게임, 킹스 인디언, 투 나이트 어택, 배리, 그륀펠트: 1.d4 Nf6 2.Nf3 g6 3.Nc3 d5 4.Bf4 Bg7 5.e3 0-0 6.Be2
          2. 퀸스 폰 오프닝, 나이트 게임, 킹스 인디언, 투 나이트 어택, 배리, 타잔: 1.d4 Nf6 2.Nf3 g6 3.Nc3 d5 4.Bf4 Bg7 5.Qd2

      5. 퀸스 폰 오프닝, 나이트 게임, 킹스 인디언, 프셰피오르카: 1.d4 Nf6 2.Nf3 g6 3.g3
      6. 퀸스 폰 오프닝, 나이트 게임, 킹스 인디언, 프셰피오르카, 님조비치: 1.d4 Nf6 2.Nf3 g6 3.g3 Bg7 4.b3 d6 5.Bb2

  11. A50–A55 1.d4 Nf6 2.c4 (2...e6 또는 2...g6가 아닌 경우): 비정형 인디언 시스템
    1. A50 퀸스 폰 오프닝: 1.d4 Nf6 2.c4
      1. 퀸스 폰 오프닝, 피레네 갬빗: 1.d4 Nf6 2.c4 b5
      2. 퀸스 폰 오프닝, 사미시-인디언: 1.d4 Nf6 2.c4 b6
        1. 퀸스 폰 오프닝, 사미시-인디언, 타이히만: 1.d4 Nf6 2.c4 b6 3.Nc3 Bg7 4.Qc2

      3. 퀸스 폰 오프닝, 슬라브-인디언: 1.d4 Nf6 2.c4 c6
      4. 퀸스 폰 오프닝, 메두사 갬빗: 1.d4 Nf6 2.c4 g5
      5. 퀸스 폰 오프닝, 멕시칸/야고/케비츠/트라이코비치: 1.d4 Nf6 2.c4 Nc6
        1. 퀸스 폰 오프닝, 멕시칸/야고/케비츠/트라이코비치, 호스플라이 갬빗: 1.d4 Nf6 2.c4 Nc6 3.d5 Ne5 4.f4

      6. A51 퀸스 폰 오프닝, 부다페스트 갬빗 거절: 1.d4 Nf6 2.c4 e5
        1. 퀸스 폰 오프닝, 부다페스트 갬빗 거절, 파야로비치: 1.d4 Nf6 2.c4 e5 3.dxe5 Ne4
          1. 퀸스 폰 오프닝, 부다페스트 갬빗 거절, 파야로비치, 본스도르프: 1.d4 Nf6 2.c4 e5 3.dxe5 Ne4 4.a3 b6
          2. 퀸스 폰 오프닝, 부다페스트 갬빗 거절 파야로비치, 스타이너: 1.d4 Nf6 2.c4 e5 3.dxe5 Ne4 4.Qc2

        2. A52 퀸스 폰 오프닝, 부다페스트 갬빗 수락: 1.d4 Nf6 2.c4 e5 3.dxe5 Ng4
          1. 퀸스 폰 오프닝, 부다페스트 갬빗 수락, 알레킨: 1.d4 Nf6 2.c4 e5 3.dxe5 Ng4 4.e4
            1. 퀸스 폰 오프닝, 부다페스트 갬빗 수락, 알레킨, 타르타코워: 1.d4 Nf6 2.c4 e5 3.dxe5 Ng4 4.e4 d6
            2. 퀸스 폰 오프닝, 부다페스트 갬빗 수락, 알레킨, 레티: 1.d4 Nf6 2.c4 e5 3.dxe5 Ng4 4.e4 h5
            3. 퀸스 폰 오프닝, 부다페스트 갬빗 수락, 알레킨, 익스체인지: 1.d4 Nf6 2.c4 e5 3.dxe5 Ng4 4.e4 Nxe5
              1. 퀸스 폰 오프닝, 부다페스트 갬빗 수락, 알레킨, 익스체인지, 메인 라인: 1.d4 Nf6 2.c4 e5 3.dxe5 Ng4 4.e4 Nxe5 5.f4
              2. 퀸스 폰 오프닝, 부다페스트 갬빗 수락, 알레킨, 익스체인지, 비크스트롬 갬빗: 1.d4 Nf6 2.c4 e5 3.dxe5 Ng4 4.e4 Nxe5 5.f4 Nbc6
              3. 퀸스 폰 오프닝, 부다페스트 갬빗 수락, 알레킨, 익스체인지, 아보니: 1.d4 Nf6 2.c4 e5 3.dxe5 Ng4 4.e4 Nxe5 5.f4 Nec6

            4. 퀸스 폰 오프닝, 부다페스트 갬빗 수락, 아들러: 1.d4 Nf6 2.c4 e5 3.dxe5 Ng4 4.Nf3
            5. 퀸스 폰 오프닝, 부다페스트 갬빗 수락, 루빈스타인: 1.d4 Nf6 2.c4 e5 3.dxe5 Ng4 4.Bf4

      7. A53 퀸스 폰 오프닝, 올드 인디언 디펜스: 1.d4 Nf6 2.c4 d6
        1. 퀸스 폰 오프닝, 올드 인디언 디펜스, 에이지드 기븐 갬빗: 1.d4 Nf6 2.c4 d6 3.g4
        2. 퀸스 폰 오프닝, 올드 인디언 디펜스, 메인 라인: 1.d4 Nf6 2.c4 d6 3.Nc3
          1. A54 퀸스 폰 오프닝, 올드 인디언 디펜스, 우크라이나: 1.d4 Nf6 2.c4 d6 3.Nc3 e5
            1. 퀸스 폰 오프닝, 올드 인디언 디펜스, 우크라이나, 두즈-초티미르스키: 1.d4 Nf6 2.c4 d6 3.Nc3 e5 4.e3 Nbd7 5.Bd3
            2. 퀸스 폰 오프닝, 올드 인디언 디펜스, 우크라이나, 2-나이트: 1.d4 Nf6 2.c4 d6 3.Nc3 e5 4.Nf3
              1. 퀸스 폰 오프닝, 올드 인디언 디펜스, 우크라이나, 2-나이트, 톨루시: 1.d4 Nf6 2.c4 d6 3.Nc3 e5 4.Nf3 Nbd7 5.Bg5 c6
              2. 퀸스 폰 오프닝, 올드 인디언 디펜스, 우크라이나, 2-나이트, 치고린: 1.d4 Nf6 2.c4 d6 3.Nc3 e5 4.Nf3 Nbd7 5.Bg5 h6
              3. A55 퀸스 폰 오프닝, 올드 인디언 디펜스, 우크라이나, 메인: 1.d4 Nf6 2.c4 d6 3.Nc3 e5 4.Nf3 Nbd7 5.e4

          2. 퀸스 폰 오프닝, 올드 인디언 디펜스, 메인 라인, 야노프스키: 1.d4 Nf6 2.c4 d6 3.Nc3 Bf5
            1. 퀸스 폰 오프닝, 올드 인디언 디펜스, 메인 라인, 야노프스키, 그린버그 갬빗: 1.d4 Nf6 2.c4 d6 3.Nc3 Bf5 4.e4
            2. 퀸스 폰 오프닝, 올드 인디언 디펜스, 메인 라인, 야노프스키, 메인 라인: 1.d4 Nf6 2.c4 d6 3.Nc3 Bf5 4.f3
            3. 퀸스 폰 오프닝, 올드 인디언 디펜스, 메인 라인, 야노프스키, 피앙케토: 1.d4 Nf6 2.c4 d6 3.Nc3 Bf5 4.e4 4.g3
              1. 퀸스 폰 오프닝, 올드 인디언 디펜스, 메인 라인, 야노프스키, 피앙케토, 야노프스키: 1.d4 Nf6 2.c4 d6 3.Nc3 Bf5 4.e4 4.g3 c6
              2. 퀸스 폰 오프닝, 올드 인디언 디펜스, 메인 라인, 야노프스키, 피앙케토, 탈: 1.d4 Nf6 2.c4 d6 3.Nc3 Bf5 4.e4 4.g3 e5

          3. 퀸스 폰 오프닝, 올드 인디언 디펜스, 메인 라인, 체코 바리에이션, Nc3 사용: 1.d4 Nf6 2.c4 d6 3.Nc3 c6

        3. 퀸스 폰 오프닝, 올드 인디언 디펜스, 체코 바리에이션, Nf3 사용: 1.d4 Nf6 2.c4 d6 3.Nf3 c6
        4. 퀸스 폰 오프닝, 올드 인디언 디펜스, 타르타코워-인디언: 1.d4 Nf6 2.c4 d6 3.Nf3 Bg4

#### A80–A99 퀸스 폰 오프닝,더치 디펜스: 1.d4 f5
1. A80 퀸스 폰 오프닝, 더치 디펜스: 1.d4 f5
  1. 퀸스 폰 오프닝, 더치 디펜스, 타라시: 1.d4 f5 2.c3
  2. 퀸스 폰 오프닝, 더치 디펜스, 크레이치크 갬빗: 1.d4 f5 2.g4
    1. 퀸스 폰 오프닝, 더치 디펜스, 크레이치크 갬빗, 헤벤데흘 갬빗: 1.d4 f5 2.g4 e5
    2. 퀸스 폰 오프닝, 더치 디펜스, 크레이치크 갬빗 수락: 1.d4 f5 2.g4 fxg4
      1. 퀸스 폰 오프닝, 더치 디펜스, 크레이치크 갬빗 수락, 테이트 갬빗 1: 1.d4 f5 2.g4 fxg4 3.e4 d5 4.Nc3
      2. 퀸스 폰 오프닝, 더치 디펜스, 크레이치크 갬빗 수락, 테이트 갬빗 2: 1.d4 f5 2.g4 fxg4 3.e4 d6 4.Nc3

  3. 퀸스 폰 오프닝, 더치 디펜스, 코르치노이: 1.d4 f5 2.h3
    1. 퀸스 폰 오프닝, 더치 디펜스, 코르치노이, 얀첸-코르치노이 갬빗: 1.d4 f5 2.h3 Nf6 3.g4

  4. 퀸스 폰 오프닝, 더치 디펜스, 라파엘: 1.d4 f5 2.Nc3
    1. 퀸스 폰 오프닝, 더치 디펜스, 라파엘, 베레소프: 1.d4 f5 2.Nc3 d5
      1. 퀸스 폰 오프닝, 더치 디펜스, 라파엘, 베레소프, 킹피셔 갬빗: 1.d4 f5 2.Nc3 d5 3.e4

    2. 퀸스 폰 오프닝, 더치 디펜스, 라파엘, 스피엘만 갬빗: 1.d4 f5 2.Nc3 Nf6 3.g4

  5. 퀸스 폰 오프닝, 더치 디펜스, 오메가-이시스 갬빗: 1.d4 f5 2.Nf3 e5
  6. 퀸스 폰 오프닝, 더치 디펜스, 모로제비치: 1.d4 f5 2.Bf4
    1. 퀸스 폰 오프닝, 더치 디펜스, 모로제비치, 세네샤우드 갬빗: 1.d4 f5 2.Bf4 e6 3.g4
    2. 퀸스 폰 오프닝, 더치 디펜스, 모로제비치 플랭크플레이: 1.d4 f5 2.Bf4 Nf6 3.e3 g6 4.h4

  7. 퀸스 폰 오프닝, 더치 디펜스, 홉턴: 1.d4 f5 2.Bg5
  8. 퀸스 폰 오프닝, 더치 디펜스, 알라핀: 1.d4 f5 2.Qd3
    1. 퀸스 폰 오프닝, 더치 디펜스, 알라핀, 안티-스톤월: 1.d4 f5 2.Qd3 d5 3.g4
    2. 퀸스 폰 오프닝, 더치 디펜스, 알라핀, 안티-모던: 1.d4 f5 2.Qd3 d6 3.g4
    3. 퀸스 폰 오프닝, 더치 디펜스, 알라핀, 폰 프레첼 갬빗: 1.d4 f5 2.Qd3 e6 3.g4
    4. 퀸스 폰 오프닝, 더치 디펜스, 알라핀, 안티-레닌그라드: 1.d4 f5 2.Qd3 g6 3.g4
    5. 퀸스 폰 오프닝, 더치 디펜스, 알라핀, 맨해튼 갬빗: 1.d4 f5 2.Qd3Nf6 3.g4

  9. A81 퀸스 폰 오프닝, 더치, 피앙케토: 1.d4 f5 2.g3
    1. 퀸스 폰 오프닝, 더치, 피앙케토, 세미-스톤월: 1.d4 f5 2.g3 e6 3.Nf3 d5 4.Bg2
    2. 퀸스 폰 오프닝, 더치, 피앙케토, 퀸-인디언 셋업: 1.d4 f5 2.g3 e6 3.Nf3 b6
    3. 퀸스 폰 오프닝, 더치, 피앙케토, 가속 레닌그라드: 1.d4 f5 2.g3 g6 3.Bg2 Bg7
      1. 퀸스 폰 오프닝, 더치, 피앙케토, 가속 레닌그라드, 바스만: 1.d4 f5 2.g3 g6 3.Bg2 Bg7 4.Nf3 d6 5.0-0 Nh6
      2. 퀸스 폰 오프닝, 더치, 피앙케토, 가속 레닌그라드, 칼스바트 바리에이션: 1.d4 f5 2.g3 g6 3.Bg2 Bg7 4.Nh3

    4. 퀸스 폰 오프닝, 더치, 피앙케토, 안토신/호르트: 1.d4 f5 2.g3 Nf6 3.Bg2 d6
    5. 퀸스 폰 오프닝, 더치, 피앙케토, 메인 라인: 1.d4 f5 2.g3 Nf6 3.Bg2 e6
      1. 퀸스 폰 오프닝, 더치, 피앙케토, 지연된 스톤월: 1.d4 f5 2.g3 Nf6 3.Bg2 e6 4.Nf3 d5
      2. 퀸스 폰 오프닝, 더치, 피앙케토, 블랙번: 1.d4 f5 2.g3 Nf6 3.Bg2 e6 4.Nh3
      3. 퀸스 폰 오프닝, 더치, 피앙케토, 스피엘만: 1.d4 f5 2.g3 Nf6 3.Bg2 e6 4.Bg5

    6. 퀸스 폰 오프닝, 더치, 피앙케토, 세미-레닌그라드: 1.d4 f5 2.g3 Nf6 3.Bg2 g6

  10. A82 퀸스 폰 오프닝, 더치, 스톤톤 갬빗: 1.d4 f5 2.e4
    1. 퀸스 폰 오프닝, 더치, 스톤톤 갬빗, 발로그: 1.d4 f5 2.e4 d6
    2. 퀸스 폰 오프닝, 더치, 스톤톤 갬빗 수락: 1.d4 f5 2.e4 fxe4
    3. 퀸스 폰 오프닝, 더치, 스톤톤 갬빗 수락, 메인 라인: 1.d4 f5 2.e4 fxe4 3.Nc3 Nf6
      1. 퀸스 폰 오프닝, 더치, 스톤톤 갬빗 수락, 블랙마르 더블 갬빗: 1.d4 f5 2.e4 fxe4 3.Nc3 Nf6 4.f3
      2. 퀸스 폰 오프닝, 더치, 스톤톤 갬빗 수락, 타르타코워: 1.d4 f5 2.e4 fxe4 3.Nc3 Nf6 4.g4
      3. A83 퀸스 폰 오프닝, 더치, 스톤톤 갬빗 수락: 1.d4 f5 2.e4 fxe4 3.Nc3 Nf6 4.Bg5
        1. 퀸스 폰 오프닝, 더치, 스톤톤 갬빗 수락, 님조비치: 1.d4 f5 2.e4 fxe4 3.Nc3 Nf6 4.Bg5 b6
        2. 퀸스 폰 오프닝, 더치, 스톤톤 갬빗 수락, 치고린: 1.d4 f5 2.e4 fxe4 3.Nc3 Nf6 4.Bg5 c6
        3. 퀸스 폰 오프닝, 더치, 스톤톤 갬빗 수락, 파울센: 1.d4 f5 2.e4 fxe4 3.Nc3 Nf6 4.Bg5 e6
        4. 퀸스 폰 오프닝, 더치, 스톤톤 갬빗 수락, 라스커: 1.d4 f5 2.e4 fxe4 3.Nc3 Nf6 4.Bg5 g6 5.f3
        5. 퀸스 폰 오프닝, 더치, 스톤톤 갬빗 수락, 알레킨: 1.d4 f5 2.e4 fxe4 3.Nc3 Nf6 4.Bg5 g6 5.h4

    4. 퀸스 폰 오프닝, 더치, 스톤톤 갬빗 수락. 마셜: 1.d4 f5 2.e4 fxe4 3.Nc3 g6 4.Ne4 d5 5.Ng3
    5. 퀸스 폰 오프닝, 더치, 스톤톤 갬빗 수락, 레티: 1.d4 f5 2.e4 fxe4 3.Nc3 g6 4.Ne4 d5 5.Ng5
    6. 퀸스 폰 오프닝, 더치, 스톤톤 갬빗 수락, 아메리칸 어택: 1.d4 f5 2.e4 fxe4 3.Nd2

  11. A84 퀸스 폰 오프닝, 더치: 1.d4 f5 2.c4
    1. 퀸스 폰 오프닝, 더치, 클래시컬: 1.d4 f5 2.c4 e6
      1. 퀸스 폰 오프닝, 더치, 클래시컬, 키저리츠키: 1.d4 f5 2.c4 e6 3.a3
      2. 퀸스 폰 오프닝, 더치, 클래시컬, 필즈버리: 1.d4 f5 2.c4 e6 3.e3 Nf6 4.Bd3
      3. 퀸스 폰 오프닝, 더치, 클래시컬, 벨론 갬빗: 1.d4 f5 2.c4 e6 3.e4
      4. 퀸스 폰 오프닝, 더치, 클래시컬, 페트로시안: 1.d4 f5 2.c4 e6 3.g4
      5. 퀸스 폰 오프닝, 더치, 클래시컬, 루빈스타인: 1.d4 f5 2.c4 e6 3.Nc3
        1. 퀸스 폰 오프닝, 더치, 클래시컬, 루빈스타인, 님조-더치 1: 1.d4 f5 2.c4 e6 3.Nc3 Bb4
        2. 퀸스 폰 오프닝, 더치, 클래시컬, 루빈스타인-스톤월: 1.d4 f5 2.c4 e6 3.Nc3 d5

      6. 퀸스 폰 오프닝, 더치, 클래시컬, 메인: 1.d4 f5 2.c4 e6 3.Nf3 d5 4.e3 c6
        1. 퀸스 폰 오프닝, 더치, 클래시컬, 포티쉬 갬빗: 1.d4 f5 2.c4 e6 3.Nf3 d5 4.e3 c6 5.g4
        2. 퀸스 폰 오프닝, 더치, 클래시컬, 야노프스키: 1.d4 f5 2.c4 e6 3.Nf3 d5 4.e3 c6 5.Nd2

    2. 퀸스 폰 오프닝, 더치, 블라델: 1.d4 f5 2.c4 g6 3.Nc3 Nh6
    3. 퀸스 폰 오프닝, 더치, 메인: 1.d4 f5 2.c4 Nf6
      1. A85 퀸스 폰 오프닝, 더치, 퀸스 나이트: 1.d4 f5 2.c4 Nf6 3.Nc3
        1. 퀸스 폰 오프닝, 더치, 퀸스 나이트, 3-나이트: 1.d4 f5 2.c4 Nf6 3.Nc3 d6 4.Nf3
          1. 퀸스 폰 오프닝, 더치, 퀸스 나이트, 3-나이트, 안토신: 1.d4 f5 2.c4 Nf6 3.Nc3 d6 4.Nf3 c6
          2. 퀸스 폰 오프닝, 더치, 퀸스 나이트, 크라우스/4-나이트: 1.d4 f5 2.c4 Nf6 3.Nc3 d6 4.Nf3 Nc6

        2. 퀸스 폰 오프닝, 더치, 퀸스 나이트, 메인: 1.d4 f5 2.c4 Nf6 3.Nc3 e6
          1. 퀸스 폰 오프닝, 더치, 퀸스 나이트, 님조-더치 2: 1.d4 f5 2.c4 Nf6 3.Nc3 e6 4.Bb4
          2. 퀸스 폰 오프닝, 더치, 퀸스 나이트, 지연된 스톤월: 1.d4 f5 2.c4 Nf6 3.Nc3 e6 4.g3 d5
          3. 퀸스 폰 오프닝, 더치, 퀸스 나이트, 가속 스톤월: 1.d4 f5 2.c4 Nf6 3.Nc3 e6 4.Nf3 d5

        3. 퀸스 폰 오프닝, 더치, 퀸스 나이트, 가속 레닌그라드: 1.d4 f5 2.c4 Nf6 3.Nc3 g6
          1. 퀸스 폰 오프닝, 더치, 퀸스 나이트, 가속 레닌그라드, 바르텔: 1.d4 f5 2.c4 Nf6 3.Nc3 g6 4.h4 d6

      2. A86 퀸스 폰 오프닝, 더치, 킹-피앙케토: 1.d4 f5 2.c4 Nf6 3.g3
        1. 더치, 킹-피앙케토, 호르트-안토신: 1.d4 f5 2.c4 Nf6 3.g3 d6 4.Bg2 c6 5.Nc3 Qc7
        2. 퀸스 폰 오프닝, 더치, 킹-피앙케토 레닌그라드 바리에이션: 1.d4 f5 2.c4 Nf6 3.g3 g6
          1. A87 더치, 킹-피앙케토, 레닌그라드, 메인: 1.d4 f5 2.c4 Nf6 3.g3 g6 4.Bg2 Bg7 5.Nf3
            1. A88 퀸스 폰 오프닝, 더치, 킹-피앙케토, 레닌그라드, 메인, 플루이드/바르샤바: 1.d4 f5 2.c4 Nf6 3.g3 g6 4.Bg2 Bg7 5.Nf3 0-0 6.0-0 d6 7.Nc3 c6
            2. A89 퀸스 폰 오프닝, 더치, 킹-피앙케토, 레닌그라드, 메인, 마툴로비치: 1.d4 f5 2.g3 Nf6 3.Bg2 g6 4.Nf3 Bg7 5.0-0 0-0 6.c4 d6 7.Nc3 Nc6

        3. A90 퀸스 폰 오프닝, 더치, 클래시컬: 1.d4 f5 2.c4 Nf6 3.g3 e6
        4. 퀸스 폰 오프닝, 더치, 클래시컬, 모던: 1.d4 f5 2.c4 Nf6 3.g3 e6 4.Nf3 c6 5.0-0 Bd6
        5. 퀸스 폰 오프닝, 더치, 클래시컬, 알레킨 바리에이션: 1.d4 f5 2.c4 Nf6 3.g3 e6 4.Bd2
          1. 퀸스 폰 오프닝, 더치, 킹-피앙케토, 클래시컬: 1.d4 f5 2.c4 Nf6 3.g3 e6 4.Bg2
          2. 퀸스 폰 오프닝, 더치, 킹-피앙케토, 클래시컬, 가속 스톤월: 1.d4 f5 2.c4 Nf6 3.g3 e6 4.Bg2 d5
          3. 퀸스 폰 오프닝, 더치, 킹-피앙케토, 클래시컬, 콜레: 1.d4 f5 2.c4 Nf6 3.g3 e6 4.Bg2 c5
          4. 퀸스 폰 오프닝, 더치, 킹-피앙케토, 클래시컬 님조-더치: 1.d4 f5 2.c4 Nf6 3.g3 e6 4.Bg2 Bb4+
          5. A91 퀸스 폰 오프닝, 더치, 클래시컬: 1.d4 f5 2.c4 Nf6 3.g3 e6 4.Bg2 Be7
            1. 퀸스 폰 오프닝, 더치, 클래시컬, 플로르: 1.d4 f5 2.c4 Nf6 3.g3 e6 4.Bg2 Be7 5.Nc3 0-0 6.d5
            2. 퀸스 폰 오프닝, 더치, 클래시컬, 블랙번: 1.d4 f5 2.c4 Nf6 3.g3 e6 4.Bg2 Be7 5.Nh3
            3. A92 퀸스 폰 오프닝, 더치, 클래시컬: 1.d4 f5 2.c4 Nf6 3.g3 e6 4.Bg2 Be7 5.Nf3
              1. 퀸스 폰 오프닝, 더치, 클래시컬, 알레킨: 1.d4 f5 2.c4 Nf6 3.g3 e6 4.Bg2 Be7 5.Nf3 0-0 6.0-0 Ne4
              2. A93 퀸스 폰 오프닝, 더치, 스톤월: 1.d4 f5 2.c4 Nf6 3.g3 e6 4.Bg2 Be7 5.Nf3 0-0 6.0-0 d5
                1. A94 퀸스 폰 오프닝, 더치, 스톤월, 보트비닉: 1.d4 f5 2.c4 Nf6 3.g3 e6 4.Bg2 Be7 5.Nf3 0-0 6.0-0 d5 7.b3
                2. A95 퀸스 폰 오프닝, 더치, 스톤월: 1.d4 f5 2.c4 Nf6 3.g3 e6 4.Bg2 Be7 5.Nf3 0-0 6.0-0 d5 7.Nc3 c6
                  1. 퀸스 폰 오프닝, 더치, 스톤월, 스타이니츠: 1.d4 f5 2.c4 Nf6 3.g3 e6 4.Bg2 Be7 5.Nf3 0-0 6.0-0 d5 7.Nc3 c6 8.b3
                  2. 퀸스 폰 오프닝, 더치, 스톤월, 케레스: 1.d4 f5 2.c4 Nf6 3.g3 e6 4.Bg2 Be7 5.Nf3 0-0 6.0-0 d5 7.Nc3 c6 8.Rb1
                  3. 퀸스 폰 오프닝, 더치, 스톤월, 루빈스타인: 1.d4 f5 2.c4 Nf6 3.g3 e6 4.Bg2 Be7 5.Nf3 0-0 6.0-0 d5 7.Nc3 c6 8.Qb3
                  4. 퀸스 폰 오프닝, 더치, 스톤월, 체크오버: 1.d4 f5 2.c4 Nf6 3.g3 e6 4.Bg2 Be7 5.Nf3 0-0 6.0-0 d5 7.Nc3 c6 8.Qc2 Qe8 9.Bg5
                  5. 퀸스 폰 오프닝, 더치, 스톤월, 그륀펠트: 1.d4 f5 2.c4 Nf6 3.g3 e6 4.Bg2 Be7 5.Nf3 0-0 6.0-0 d5 7.Nc3 c6 8.Qd3

              3. A96 퀸스 폰 오프닝, 더치, 클래시컬: 1.d4 f5 2.c4 Nf6 3.g3 e6 4.Bg2 Be7 5.Nf3 0-0 6.0-0 d6
              4. 퀸스 폰 오프닝, 더치, 클래시컬, 부에노스아이레스: 1.d4 f5 2.c4 Nf6 3.g3 e6 4.Bg2 Be7 5.Nf3 0-0 6.0-0 d6 7.Nc3 a5
              5. 퀸스 폰 오프닝, 더치, 클래시컬, 후이슬: 1.d4 f5 2.c4 Nf6 3.g3 e6 4.Bg2 Be7 5.Nf3 0-0 6.0-0 d6 7.Nc3 Ne4
              6. A97 퀸스 폰 오프닝, 더치, 클래시컬, 일린-제네프스키: 1.d4 f5 2.c4 Nf6 3.g3 e6 4.Bg2 Be7 5.Nf3 0-0 6.0-0 d6 7.Nc3 Qe8
                1. 퀸스 폰 오프닝, 더치, 클래시컬, 일린-제네프스키, 스탈베르그: 1.d4 f5 2.c4 Nf6 3.g3 e6 4.Bg2 Be7 5.Nf3 0-0 6.0-0 d6 7.Nc3 Qe8 8.Ne1
                2. 퀸스 폰 오프닝, 더치, 클래시컬, 일린-제네프스키, 빈터: 1.d4 f5 2.c4 Nf6 3.g3 e6 4.Bg2 Be7 5.Nf3 0-0 6.0-0 d6 7.Nc3 Qe8 8.Re1
                3. 퀸스 폰 오프닝, 더치, 클래시컬, 일린-제네프스키, 피르크: 1.d4 f5 2.c4 Nf6 3.g3 e6 4.Bg2 Be7 5.Nf3 0-0 6.0-0 d6 7.Nc3 Qe8 8.Qb3
                4. 퀸스 폰 오프닝, 더치, 클래시컬, 일린-제네프스키, 베레소프: 1.d4 f5 2.c4 Nf6 3.g3 e6 4.Bg2 Be7 5.Nf3 0-0 6.0-0 d6 7.Nc3 Qe8 8.Qd3
                5. A98 퀸스 폰 오프닝, 더치, 클래시컬, 일린-제네프스키, 알라토르체프-리시친: 1.d4 f5 2.c4 Nf6 3.g3 e6 4.Bg2 Be7 5.Nf3 0-0 6.0-0 d6 7.Nc3 Qe8 8.Qc2
                6. A99 퀸스 폰 오프닝, 더치, 클래시컬, 일린-제네프스키, 모던: 1.d4 f5 2.c4 Nf6 3.g3 e6 4.Bg2 Be7 5.Nf3 0-0 6.0-0 d6 7.Nc3 Qe8 8.b3

## B – 프렌치를 제외한 세미-오픈 게임
- 1.e4 (1...c5, 1...e6 또는 1...e5가 아닌 경우) (B00–B19)
- 1.e4 c5: 시실리안 디펜스 (B20–B99)

### B00–B19킹스 폰 오프닝1.e4 (1...c5, 1...e6 또는 1...e5가 아닌 경우)
1. 킹스 폰 오프닝, 웨어 또는 콘 스토크: 1.e4 a5
  1. 킹스 폰 오프닝, 웨어 또는 콘 스토크, 메인: 1.e4 a5 2.d4
    1. 킹스 폰 오프닝, 웨어 또는 콘 스토크, 스내키우스: 1.e4 a5 2.d4 Nc6
2. 킹스 폰 오프닝, 세인트 조지: 1.e4 a6
  1. 킹스 폰 오프닝, 세인트 조지, 메인: 1.e4 a6 2.d4
    1. 킹스 폰 오프닝, 세인트 조지, 나누: 1.e4 a6 2.d4 b5
      1. 킹스 폰 오프닝, 세인트 조지, 나누, 메인: 1.e4 a6 2.d4 b5 3.Nf3 Bb7 4.Bd3
        1. 킹스 폰 오프닝, 세인트 조지, 나누, 산 호르헤: 1.e4 a6 2.d4 b5 3.Nf3 Bb7 4.Bd3 d6 5.0-0 g6 6.c3 Bg7
        2. 킹스 폰 오프닝, 세인트 조지, 나누, 폴란드 셋업: 1.e4 a6 2.d4 b5 3.Nf3 Bb7 4.Bd3 e6

    2. 킹스 폰 오프닝, 세인트 조지, 맥케이: 1.e4 a6 2.d4 c5
    3. 킹스 폰 오프닝, 세인트 조지, 질버민츠 갬빗: 1.e4 a6 2.d4 e5
    4. 킹스 폰 오프닝, 세인트 조지, 우드척: 1.e4 a6 2.d4 Nc6
3. 킹스 폰 오프닝, 오웬: 1.e4 b6
  1. 킹스 폰 오프닝, 오웬, 메인: 1.e4 b6 2.d4
    1. 킹스 폰 오프닝, 오웬, 헤킬리-로아 갬빗: 1.e4 b6 2.d4 c5 3.dxc5 Nc6
    2. 킹스 폰 오프닝, 오웬, 과테말라: 1.e4 b6 2.d4 Ba6
    3. 킹스 폰 오프닝, 오웬, 피앙케토: 1.e4 b6 2.d4 Bb7
      1. 킹스 폰 오프닝, 오웬, 피앙케토, 윈드 갬빗: 1.e4 b6 2.d4 Bb7 3.f3 e5
      2. 킹스 폰 오프닝, 오웬, 피앙케토, 스미스 갬빗: 1.e4 b6 2.d4 Bb7 3.Nf3
      3. 킹스 폰 오프닝, 오웬, 피앙케토, 마토빈스키 갬빗: 1.e4 b6 2.d4 Bb7 3.Bd3 f5 4.exf5 Bxg2 5.Qh5+ g6
      4. 킹스 폰 오프닝, 오웬, 피앙케토, 나셀바우스 갬빗: 1.e4 b6 2.d4 Bb7 3.Bg5

  2. 킹스 폰 오프닝, 오웬, 버드 셋업: 1.e4 b6 2.f4
  3. 킹스 폰 오프닝, 오웬, 보든: 1.e4 b6 2.g3
4. 킹스 폰 오프닝, 듀라스 갬빗: 1.e4 f5
  1. 킹스 폰 오프닝, 듀라스 갬빗 수락: 1.e4 f5 2.exf5
  2. 킹스 폰 오프닝, 듀라스 갬빗 거절: 1.e4 f5 2.d4
5. 킹스 폰 오프닝, 반즈: 1.e4 f6
  1. 킹스 폰 오프닝, 반즈, 메인: 1.e4 f6 2.d4
    1. 킹스 폰 오프닝, 반즈, 유니콘: 1.e4 f6 2.d4 b6 3.c4 Bb7
    2. 킹스 폰 오프닝, 반즈, 프라이드 폭스: 1.e4 f6 2.d4 Kf7
6. 킹스 폰 오프닝, 보르그: 1.e4 g5
  1. 킹스 폰 오프닝, 보르그, 메인: 1.e4 g5 2.d4
    1. 킹스 폰 오프닝, 보르그 갬빗: 1.e4 g5 2.d4 Bg7
    2. 킹스 폰 오프닝, 보르그, 질버민츠 갬빗: 1.e4 g5 2.d4 e5
    3. 킹스 폰 오프닝, 보르그, 스피엘만: 1.e4 g5 2.d4 h6 3.h4
      1. 킹스 폰 오프닝, 보르그, 스피엘만, 트룬 갬빗: 1.e4 g5 2.d4 h6 3.h4 g4
7. 킹스 폰 오프닝, 골드스미스 또는 피커링: 1.e4 h5
  1. 킹스 폰 오프닝, 골드스미스, 메인: 1.e4 h5 2.d4
    1. 킹스 폰 오프닝, 골드스미스, 피클푸스 디펜스: 1.e4 h5 2.d4 Nf6
8. 킹스 폰 오프닝, 카르: 1.e4 h6
  1. 킹스 폰 오프닝, 카르, 모피: 1.e4 h6 2.d4
    1. 킹스 폰 오프닝, 카르, 모피, 질버민츠 갬빗: 1.e4 h6 2.d4 e5
9. 킹스 폰 오프닝, 레밍: 1.e4 Na6
10. 킹스 폰 오프닝, 님조비치: 1.e4 Nc6
  1. 킹스 폰 오프닝, 님조비치, 휠러 갬빗: 1.e4 Nc6 2.b4
  2. 킹스 폰 오프닝, 님조비치, 유사-스패니시: 1.e4 Nc6 2.Bb5
  3. 킹스 폰 오프닝, 님조비치, 메인 라인: 1.e4 Nc6 2.d4
    1. 킹스 폰 오프닝, 님조비치, 우드척: 1.e4 Nc6 2.d4 a6
    2. 킹스 폰 오프닝, 님조비치, 스칸디나비안 셋업: 1.e4 Nc6 2.d4 d5
      1. 킹스 폰 오프닝, 님조비치, 스칸디나비안 셋업, 호르눙 갬빗: 1.e4 Nc6 2.d4 d5 3.Be3
      2. 킹스 폰 오프닝, 님조비치, 스칸디나비안 셋업, 어드밴스: 1.e4 Nc6 2.d4 d5 3.e5
        1. 킹스 폰 오프닝, 님조비치, 스칸디나비안 셋업, 익스체인지 인비테이션: 1.e4 Nc6 2.d4 d5 3.exd5
          1. 킹스 폰 오프닝, 님조비치, 스칸디나비안 셋업, 아헨 갬빗: 1.e4 Nc6 2.d4 d5 3.exd5 Nb4
          2. 킹스 폰 오프닝, 님조비치, 스칸디나비안 셋업, 익스체인지: 1.e4 Nc6 2.d4 d5 3.exd5 Qxd5
            1. 킹스 폰 오프닝, 님조비치, 스칸디나비안 셋업, 익스체인지, 마셜 갬빗: 1.e4 Nc6 2.d4 d5 3.exd5 Qxd5 4.Nc3

      3. 킹스 폰 오프닝, 님조비치, 스칸디나비안 셋업, 보고류보프: 1.e4 Nc6 2.d4 d5 3.Nc3
        1. 킹스 폰 오프닝, 님조비치, 스칸디나비안 셋업, 보고류보프, 브란딕스 갬빗: 1.e4 Nc6 2.d4 d5 3.Nc3 a6
        2. 킹스 폰 오프닝, 님조비치, 스칸디나비안 셋업, 보고류보프, 베를린 갬빗: 1.e4 Nc6 2.d4 d5 3.Nc3 dxe4 4.d5
          1. 킹스 폰 오프닝, 님조비치, 스칸디나비안 셋업, 보고류보프, 베를린 갬빗, 리히터 갬빗: 1.e4 Nc6 2.d4 d5 3.Nc3 dxe4 4.d5 Nb8 5.f3
          2. 킹스 폰 오프닝, 님조비치, 스칸디나비안 셋업, 보고류보프, 베를린 갬빗, 님조비치 갬빗: 1.e4 Nc6 2.d4 d5 3.Nc3 dxe4 4.d5 Ne5

        3. 킹스 폰 오프닝, 님조비치, 스칸디나비안 셋업, 보고류보프, 헤이놀라-데페 갬빗: 1.e4 Nc6 2.d4 d5 3.Nc3 e5
        4. 킹스 폰 오프닝, 님조비치, 스칸디나비안 셋업, 보고류보프, 에르벤 갬빗: 1.e4 Nc6 2.d4 d5 3.Nc3 g6
        5. 킹스 폰 오프닝, 님조비치, 스칸디나비안 셋업, 보고류보프, 베흐레: 1.e4 Nc6 2.d4 d5 3.Nc3 Nf6

    3. 킹스 폰 오프닝, 님조비치, 미케나스: 1.e4 Nc6 2.d4 d6
    4. 킹스 폰 오프닝, 님조비치, 케네디: 1.e4 Nc6 2.d4 e5
      1. 킹스 폰 오프닝, 님조비치, 케네디, 링크스프링어: 1.e4 Nc6 2.d4 e5 3.d5
        1. 킹스 폰 오프닝, 님조비치, 케네디, 링크스프링어, 리만: 1.e4 Nc6 2.d4 e5 3.d5 Nb8
        2. 킹스 폰 오프닝, 님조비치, 케네디, 링크스프링어, 카파블랑카: 1.e4 Nc6 2.d4 e5 3.d5 Nce7 4.Bd3

      2. 킹스 폰 오프닝, 님조비치, 케네디, 익스체인지 인비테이션: 1.e4 Nc6 2.d4 e5 3.dxe5
        1. 킹스 폰 오프닝, 님조비치, 케네디, 익스체인지 인비테이션, 비엘레펠더 갬빗: 1.e4 Nc6 2.d4 e5 3.dxe5 Bc5
        2. 킹스 폰 오프닝, 님조비치, 케네디, 익스체인지 인비테이션, 데 스멧 갬빗: 1.e4 Nc6 2.d4 e5 3.dxe5 d6
        3. 킹스 폰 오프닝, 님조비치, 케네디, 익스체인지 인비테이션, 해머 갬빗: 1.e4 Nc6 2.d4 e5 3.dxe5 f6
        4. 킹스 폰 오프닝, 님조비치, 케네디, 익스체인지 인비테이션, 헤르포드 갬빗: 1.e4 Nc6 2.d4 e5 3.dxe5 Qh4
        5. 킹스 폰 오프닝, 님조비치, 케네디, 익스체인지: 1.e4 Nc6 2.d4 e5 3.dxe5 Nxe5
          1. 킹스 폰 오프닝, 님조비치, 케네디, 익스체인지, 메인 라인 인비테이션: 1.e4 Nc6 2.d4 e5 3.dxe5 Nxe5 4.f4
            1. 킹스 폰 오프닝, 님조비치, 케네디, 익스체인지, 리만: 1.e4 Nc6 2.d4 e5 3.dxe5 Nxe5 4.f4 Nc6
            2. 킹스 폰 오프닝, 님조비치, 케네디, 익스체인지, 메인 라인: 1.e4 Nc6 2.d4 e5 3.dxe5 Nxe5 4.f4 Ng6
              1. 킹스 폰 오프닝, 님조비치, 케네디, 익스체인지, 뢰벤탈: 1.e4 Nc6 2.d4 e5 3.dxe5 Nxe5 4.f4 Ng6 5.Be3
              2. 킹스 폰 오프닝, 님조비치, 케네디, 익스체인지, 위나워: 1.e4 Nc6 2.d4 e5 3.dxe5 Nxe5 4.f4 Ng6 5.Nf3

          2. 킹스 폰 오프닝, 님조비치, 케네디, 익스체인지, 케레스: 1.e4 Nc6 2.d4 e5 3.dxe5 Nxe5 4.Nc3
          3. 킹스 폰 오프닝, 님조비치, 케네디, 익스체인지, 파울센 어택: 1.e4 Nc6 2.d4 e5 3.dxe5 Nxe5 4.Nf3

    5. 킹스 폰 오프닝, 님조비치, 네오-몽골로이드: 1.e4 Nc6 2.d4 f6

  4. 킹스 폰 오프닝, 님조비치, 드 생 본: 1.e4 Nc6 2.f4
  5. 킹스 폰 오프닝, 님조비치, 퀸스 나이트 게임: 1.e4 Nc6 2.Nc3
    1. 킹스 폰 오프닝, 님조비치, 퀸스 나이트 게임, 프린스: 1.e4 Nc6 2.Nc3 d6
    2. 킹스 폰 오프닝, 님조비치, 퀸스 나이트 게임, 프렌치 커넥션: 1.e4 Nc6 2.Nc3 e6
    3. 킹스 폰 오프닝, 님조비치, 퀸스 나이트 게임, 피르크 커넥션: 1.e4 Nc6 2.Nc3 g6
    4. 킹스 폰 오프닝, 님조비치, 퀸스 나이트 게임, 브레예르: 1.e4 Nc6 2.Nc3 Nf6 3.d4 e5

  6. 킹스 폰 오프닝, 님조비치 거절: 1.e4 Nc6 2.Nf3
    1. 킹스 폰 오프닝, 님조비치 거절, 윌리엄스: 1.e4 Nc6 2.Nf3 d6
    2. 킹스 폰 오프닝, 님조비치 거절, 프랑코-님조: 1.e4 Nc6 2.Nf3 e6
    3. 킹스 폰 오프닝, 님조비치 거절, 콜로라도 카운터갬빗: 1.e4 Nc6 2.Nf3 f5
      1. 킹스 폰 오프닝, 님조비치 거절, 콜로라도 카운터갬빗 수락: 1.e4 Nc6 2.Nf3 f5 3.exf5

    4. 킹스 폰 오프닝, 님조비치 거절, 엘 콜룸피오: 1.e4 Nc6 2.Nf3 Nf6 3.e5 Ng4
      1. 킹스 폰 오프닝, 님조비치 거절, 엘 콜룸피오, 메인 라인: 1.e4 Nc6 2.Nf3 Nf6 3.e5 Ng4 4.d4 d6 5.h3 Nh6
        1. 킹스 폰 오프닝, 님조비치 거절, 엘 콜룸피오, 핀 바리에이션: 1.e4 Nc6 2.Nf3 Nf6 3.e5 Ng4 4.d4 d6 5.h3 Nh6 6.Bb5
        2. 킹스 폰 오프닝, 님조비치 거절, 엘 콜룸피오 갬빗: 1.e4 Nc6 2.Nf3 Nf6 3.e5 Ng4 4.d4 d6 5.h3 Nh6 6.e6
        3. 킹스 폰 오프닝, 님조비치 거절, 엘 콜룸피오, 익스체인지: 1.e4 Nc6 2.Nf3 Nf6 3.e5 Ng4 4.d4 d6 5.h3 Nh6 6.exd6
11. 킹스 폰 오프닝, 히포포타무스 디펜스: 1.e4 Nh6
12. B01 스칸디나비안 디펜스: 1.e4 d5
  1. 스칸디나비안 디펜스, 질버민츠 갬빗: 1.e4 d5 2.b4
  2. 스칸디나비안 디펜스, 익스체인지: 1.e4 d5 2.exd5
    1. 스칸디나비안 디펜스, 익스체인지, 블랙번-클루스터보어 갬빗: 1.e4 d5 2.exd5 c6
      1. 스칸디나비안 디펜스, 익스체인지, 블랙번-클루스터보어 갬빗 수락: 1.e4 d5 2.exd5 c6 3.dxc6
        1. 스칸디나비안 디펜스, 익스체인지, 블랙번-클루스터보어 갬빗 수락, 클루스터보어 갬빗: 1.e4 d5 3.dxc6 e5
        2. 스칸디나비안 디펜스, 익스체인지, 블랙번-클루스터보어 갬빗 수락, 블랙번 갬빗: 1.e4 d5 3.dxc6 Nxc6

    2. 스칸디나비안 디펜스, 익스체인지, 뵌케 갬빗: 1.e4 d5 2.exd5 e5 3.dxe6 Bxe6
    3. 스칸디나비안 디펜스, 모던 익스체인지: 1.e4 d5 2.exd5 Nf6
      1. 스칸디나비안 디펜스, 모던 익스체인지, c4-d5 체인: 1.e4 d5 2.exd5 Nf6 3.c4
        1. 스칸디나비안 디펜스, 모던 익스체인지, c4-d5 체인, 파노프 트랜스퍼: 1.e4 d5 2.exd5 Nf6 3.c4 c6
        2. 스칸디나비안 디펜스, 모던 익스체인지, c4-d5 체인, 아이슬란드-팔메 갬빗: 1.e4 d5 2.exd5 Nf6 3.c4 e6

      2. 스칸디나비안 디펜스, 모던 익스체인지, 더블드 퀸 폰: 1.e4 d5 2.exd5 Nf6 3.d4
        1. 스칸디나비안 디펜스, 모던 익스체인지, 더블드 퀸 폰, 포르투갈 갬빗: 1.e4 d5 2.exd5 Nf6 3.d4 Bg4
          1. 스칸디나비안 디펜스, 모던 익스체인지, 더블드 퀸 폰, 포르투갈 갬빗, 메인 라인: 1.e4 d5 2.exd5 Nf6 3.d4 Bg4 4.f3
            1. 스칸디나비안 디펜스, 모던 익스체인지, 더블드 퀸 폰, 포르투갈 갬빗, 뱅커: 1.e4 d5 2.exd5 Nf6 3.d4 Bg4 4.f3 Bf5 5.c4
            2. 스칸디나비안 디펜스, 모던 익스체인지, 더블드 퀸 폰, 포르투갈 갬빗, 코레스폰던스 리퓨테이션: 1.e4 d5 2.exd5 Nf6 3.d4 Bg4 4.f3 Bf5 5.g4
            3. 스칸디나비안 디펜스, 모던 익스체인지, 더블드 퀸 폰, 포르투갈 갬빗, 야둘: 1.e4 d5 2.exd5 Nf6 3.d4 Bg4 4.f3 Bf5 5.Bb5+ Nbd7 6.c4
            4. 스칸디나비안 디펜스, 모던 익스체인지, 더블드 퀸 폰, 포르투갈 갬빗, 멜버른 셔플: 1.e4 d5 2.exd5 Nf6 3.d4 Bg4 4.f3 Bf5 5.Bb5+ Nbd7 6.Nc3

          2. 스칸디나비안 디펜스, 모던 익스체인지, 더블드 퀸 폰, 포르투갈 갬빗, 클래시컬: 1.e4 d5 2.exd5 Nf6 3.d4 Bg4 4.Nf3
          3. 스칸디나비안 디펜스, 모던 익스체인지, 더블드 퀸 폰, 포르투갈 갬빗, 엘보우: 1.e4 d5 2.exd5 Nf6 3.d4 Bg4 4.Bb5+ c6
          4. 스칸디나비안 디펜스, 모던 익스체인지, 더블드 퀸 폰, 포르투갈 갬빗, 루소포브: 1.e4 d5 2.exd5 Nf6 3.d4 Bg4 4.Bb5+ Nbd7 5.Be2
          5. 스칸디나비안 디펜스, 모던 익스체인지, 더블드 퀸 폰, 포르투갈 갬빗, 부스: 1.e4 d5 2.exd5 Nf6 3.d4 Bg4 4.Be2

        2. 스칸디나비안 디펜스, 모던 익스체인지, 더블드 퀸 폰, 카다스 갬빗: 1.e4 d5 2.exd5 Nf6 3.d4 c6 4.dxc6 e5
        3. 스칸디나비안 디펜스, 모던 익스체인지, 더블드 퀸 폰, 리히터: 1.e4 d5 2.exd5 Nf6 3.d4 g6
          1. 스칸디나비안 디펜스, 모던 익스체인지, 더블드 퀸 폰, 리히터, 윙 갬빗: 1.e4 d5 2.exd5 Nf6 3.d4 g6 4.c4 b5

        4. 스칸디나비안 디펜스, 모던 익스체인지, 더블드 퀸 폰, 마셜: 1.e4 d5 2.exd5 Nf6 3.d4 Nxd5
          1. 스칸디나비안 디펜스, 모던 익스체인지, 더블드 퀸 폰, 마셜, 유사-퀸스 갬빗 거절: 1.e4 d5 2.exd5 Nf6 3.d4 Nxd5 4.c4
            1. 스칸디나비안 디펜스, 모던 익스체인지, 더블드 퀸 폰, 마셜, 유사-퀸스 갬빗 거절, 키엘: 1.e4 d5 2.exd5 Nf6 3.d4 Nxd5 4.c4 Nb4
            2. 스칸디나비안 디펜스, 모던 익스체인지, 더블드 퀸 폰, 마셜, 유사-퀸스 갬빗 거절, 모피: 1.e4 d5 2.exd5 Nf6 3.d4 Nxd5 4.c4 Nf6
              1. 스칸디나비안 디펜스, 모던 익스체인지, 더블드 퀸 폰, 마셜, 모피, 유사-퀸스 갬빗 거절, 핀: 1.e4 d5 2.exd5 Nf6 3.d4 Nxd5 4.c4 Nf6 5.Nf3 Bg4

          2. 스칸디나비안 디펜스, 모던 익스체인지, 더블드 퀸 폰, 마셜, 집슬리스: 1.e4 d5 2.exd5 Nf6 3.d4 Nxd5 4.Nf3 Bg4
          3. 스칸디나비안 디펜스, 모던 익스체인지, 더블드 퀸 폰, 마셜, 지연된 리히터: 1.e4 d5 2.exd5 Nf6 3.d4 Nxd5 4.Nf3 g6
          4. 스칸디나비안 디펜스, 모던 익스체인지, 더블드 퀸 폰, 마셜, 뢰벤탈: 1.e4 d5 2.exd5 Nf6 3.d4 Nxd5 4.Bc4

    4. 스칸디나비안 디펜스, 클래시컬 익스체인지: 1.e4 d5 2.exd5 Qxd5
      1. 스칸디나비안 디펜스, 클래시컬 익스체인지, 미제스-코트로크 갬빗: 1.e4 d5 2.exd5 Qxd5 3.b4
      2. 스칸디나비안 디펜스, 클래시컬 익스체인지, 퀸스 나이트: 1.e4 d5 2.exd5 Qxd5 3.Nc3
        1. 스칸디나비안 디펜스, 클래시컬 익스체인지, 퀸스 나이트, 메인: 1.e4 d5 2.exd5 Qxd5 3.Nc3 Qa5
          1. 스칸디나비안 디펜스, 클래시컬 익스체인지, 퀸스 나이트, 레온하르트 갬빗: 1.e4 d5 2.exd5 Qxd5 3.Nc3 Qa5 4.b4
          2. 스칸디나비안 디펜스, 클래시컬 익스체인지, 퀸스 나이트, 메인: 1.e4 d5 2.exd5 Qxd5 3.Nc3 Qa5 4.d4
            1. 스칸디나비안 디펜스, 클래시컬 익스체인지, 퀸스 나이트, 안데르센 카운터어택: 1.e4 d5 2.exd5 Qxd5 3.Nc3 Qa5 4.d4 e5
              1. 스칸디나비안 디펜스, 클래시컬 익스체인지, 퀸스 나이트, 안데르센 카운터어택, 정통 어택: 1.e4 d5 2.exd5 Qxd5 3.Nc3 Qa5 4.d4 e5 5.dxe5 Nc6 6.Nf3 Bb4 7.Bd2
              2. 스칸디나비안 디펜스, 클래시컬 익스체인지, 퀸스 나이트, 안데르센 카운터어택, 예테보리: 1.e4 d5 2.exd5 Qxd5 3.Nc3 Qa5 4.d4 e5 5.Nf3
                1. 스칸디나비안 디펜스, 클래시컬 익스체인지, 퀸스 나이트, 안데르센 카운터어택, 예테보리, 콜리인: 1.e4 d5 2.exd5 Qxd5 3.Nc3 Qa5 4.d4 e5 5.Nf3 Bg4

            2. 스칸디나비안 디펜스, 클래시컬 익스체인지, 퀸스 나이트, 미제스: 1.e4 d5 2.exd5 Qxd5 3.Nc3 Qa5 4.d4 Nf6
              1. 스칸디나비안 디펜스, 클래시컬 익스체인지, 퀸스 나이트, 미제스, 3-나이트: 1.e4 d5 2.exd5 Qxd5 3.Nc3 Qa5 4.d4 Nf6 5.Nf3
                1. 스칸디나비안 디펜스, 클래시컬 익스체인지, 퀸스 나이트, 미제스, 3-나이트, 클래시컬: 1.e4 d5 2.exd5 Qxd5 3.Nc3 Qa5 4.d4 Nf6 5.Nf3 Bf5
                  1. 스칸디나비안 디펜스, 클래시컬 익스체인지, 퀸스 나이트, 미제스, 3-나이트, 클래시컬, 그륀펠트: 1.e4 d5 2.exd5 Qxd5 3.Nc3 Qa5 4.d4 Nf6 5.Nf3 Bf5 6.Ne5 c6 7.g4

                2. 스칸디나비안 디펜스, 클래시컬 익스체인지, 퀸스 나이트, 미제스, 3-나이트, 라스커: 1.e4 d5 2.exd5 Qxd5 3.Nc3 Qa5 4.d4 Nf6 5.Nf3 Bg4 6.h3

        2. 스칸디나비안 디펜스, 클래시컬 익스체인지, 퀸스 나이트, 구빈스키-멜츠: 1.e4 d5 2.exd5 Qxd5 3.Nc3 Qd6
          1. 스칸디나비안 디펜스, 클래시컬 익스체인지, 퀸스 나이트, 구빈스키-멜츠, 메인 라인: 1.e4 d5 2.exd5 Qxd5 3.Nc3 Qd6 4.d4
            1. 스칸디나비안 디펜스, 클래시컬 익스체인지, 퀸스 나이트, 구빈스키-멜츠, 실러-피텔: 1.e4 d5 2.exd5 Qxd5 3.Nc3 Qd6 4.d4 c6
            2. 스칸디나비안 디펜스, 클래시컬 익스체인지, 퀸스 나이트, 구빈스키-멜츠, 브론스타인: 1.e4 d5 2.exd5 Qxd5 3.Nc3 Qd6 4.d4 Nf6 5.Nf3 a6

        3. 스칸디나비안 디펜스, 클래시컬 익스체인지, 퀸스 나이트, 발렌시안: 1.e4 d5 2.exd5 Qxd5 3.Nc3 Qd8
          1. 스칸디나비안 디펜스, 클래시컬 익스체인지, 퀸스 나이트, 발렌시안, 일룬다인: 1.e4 d5 2.exd5 Qxd5 3.Nc3 Qd8, 4.d4 Nf6 5.Nf3 c6

      3. 스칸디나비안 디펜스, 클래시컬 익스체인지, 핀: 1.e4 d5 2.exd5 Qxd5 3.Nf3 Bg4

  3. 스칸디나비안 디펜스, 클로즈드: 1.e4 d5 2.Nc3
    1. 스칸디나비안 디펜스, 클로즈드, 그륀펠트: 1.e4 d5 2.Nc3 dxe4 3.Nxe4 e5

  4. 스칸디나비안 디펜스, 테니슨 갬빗: 1.e4 d5 2.Nf3
    1. 스칸디나비안 디펜스, 테니슨 갬빗, 파리: 1.e4 d5 2.Nf3 dxe4 3.Ng5 Bf5
13. B02 알레킨 디펜스: 1.e4 Nf6
  1. 알레킨 디펜스, 존 트레이시 갬빗: 1.e4 Nf6 2.Nf3
  2. 알레킨 디펜스, 크레이치크: 1.e4 Nf6 2.Bc4
    1. 알레킨 디펜스, 크레이치크 갬빗: 1.e4 Nf6 2.Bc4 Nxe4 3.Bxf7+

  3. 알레킨 디펜스, 마로치: 1.e4 Nf6 2.d3
    1. 알레킨 디펜스, 마로치, 러시아: 1.e4 Nf6 2.d3 c5 3.f4
      1. 알레킨 디펜스, 마로치, 러시아, 라디쉬 갬빗: 1.e4 Nf6 2.d3 e5 3.f4 Bc4

    2. 알레킨 디펜스, 마로치, 더블 킹-피앙케토: 1.e4 Nf6 2.d3g6 3.g3 Bg7 4.Bg7

  4. 알레킨 디펜스, 스칸디나비안 셋업: 1.e4 Nf6 2.Nc3 d5
    1. 알레킨 디펜스, 스칸디나비안 셋업, 마이어스 갬빗: 1.e4 Nf6 2.Nc3 d5 3.d3 dxe4 4.Bg5
    2. 알레킨 디펜스, 스칸디나비안 셋업, 메인: 1.e4 Nf6 2.Nc3 d5 3.e5
      1. 알레킨 디펜스, 스칸디나비안 셋업, 한햄: 1.e4 Nf6 2.Nc3 d5 3.e5 d4 4.exf6 dxc3
      2. 알레킨 디펜스, 스칸디나비안 셋업, 스피엘만 갬빗: 1.e4 Nf6 2.Nc3 d5 3.e5 Nfd7 4.e6
      3. 알레킨 디펜스, 스칸디나비안 셋업, 모스크바:1.e4 Nf6 2.Nc3 d5 3.e5 Ne4 Nce2

    3. 알레킨 디펜스, 스칸디나비안 셋업, 노아 갬빗: 1.e4 Nf6 2.Nc3 d5 3.exd5
      1. 알레킨 디펜스, 스칸디나비안 셋업, 노아 갬빗 수락: 1.e4 Nf6 2.Nc3 d5 3.exd5 Nd5
      2. 알레킨 디펜스, 스칸디나비안 셋업, 노아 갬빗, 게셰프 갬빗: 1.e4 Nf6 2.Nc3 d5 3.exd5 c6

  5. 알레킨 디펜스, 어드밴스: 1.e4 Nf6 2.e5
    1. 알레킨 디펜스, 어드밴스, 모켈레 음벰베: 1.e4 Nf6 2.e5 Ne4
      1. 알레킨 디펜스, 어드밴스, 모켈레 음벰베, 바브라 디펜스: 1.e4 Nf6 2.e5 Ne4 3.d4 e6
      2. 알레킨 디펜스, 어드밴스, 모켈레 음벰베, 모던: 1.e4 Nf6 2.e5 Ne4 3.d4 f6

    2. 알레킨 디펜스, 어드밴스, 브루클린 바리에이션: 1.e4 Nf6 2.e5 Ng8
      1. 알레킨 디펜스, 어드밴스, 브루클린 바리에이션, 에버글레이즈 바리에이션: 1.e4 Nf6 2.e5 Ng8 3.d4 f5

    3. 알레킨 디펜스, 어드밴스, 메인: 1.e4 Nf6 2.e5 Nd5
      1. 알레킨 디펜스, 어드밴스, 웰링: 1.e4 Nf6 2.e5 Nd5 3.b3
      2. 알레킨 디펜스, 어드밴스, 크모흐: 1.e4 Nf6 2.e5 Nd5 3.Bc4 Nb6 4.Bb3 c5 5.d3
      3. 알레킨 디펜스, 어드밴스, 투 폰즈 어택: 1.e4 Nf6 2.e5 Nd5 3.c4
        1. 알레킨 디펜스, 어드밴스, 투 폰즈 어택, 브론스타인: 1.e4 Nf6 2.e5 Nd5 3.c4 Nb4
        2. 알레킨 디펜스, 어드밴스, 투 폰즈 어택, 테이트: 1.e4 Nf6 2.e5 Nd5 3.c4 Nb6 4.a4
        3. 알레킨 디펜스, 어드밴스, 투 폰즈 어택, 메인: 1.e4 Nf6 2.e5 Nd5 3.c4 Nb6
          1. 알레킨 디펜스, 어드밴스, 투 폰즈 어택, 스타이너: 1.e4 Nf6 2.e5 Nd5 3.c4 Nb6 4.b3
          2. 알레킨 디펜스, 어드밴스, 투 폰즈 어택, 라스커: 1.e4 Nf6 2.e5 Nd5 3.c4 Nb6 4.c5
            1. 알레킨 디펜스, 어드밴스, 투 폰즈 어택, 라스커, 마추케비치 갬빗: 1.e4 Nf6 2.e5 Nd5 3.c4 Nb6 4.c5 Nd5 5.Nc3 Nxc3 6.dxc3 d6 7.Bg5
            2. 알레킨 디펜스, 어드밴스, 투 폰즈 어택, 라스커, 헌트: 1.e4 Nf6 2.e5 Nd5 3.c4 Nb6 4.c5 Nd5 5.Bc4 e6 6.Nc3
              1. 알레킨 디펜스, 어드밴스, 투 폰즈 어택, 라스커, 헌트, 미케나스: 1.e4 Nf6 2.e5 Nd5 3.c4 Nb6 4.c5 Nd5 5.Bc4 e6 6.Nc3 d6
                1. 알레킨 디펜스, 어드밴스, 투 폰즈 어택, 라스커, 헌트, 미케나스 갬빗: 1.e4 Nf6 2.e5 Nd5 3.c4 Nb6 4.c5 Nd5 5.Bc4 e6 6.Nc3 d6 7.Nxd5 exd5 8.Bxd5

        4. 알레킨 디펜스, 어드밴스, 투 폰즈 어택, 스쿼럴 또는 마졸레니: 1.e4 Nf6 2.e5 Nd5 3.c4 Nf4

      4. 알레킨 디펜스, 어드밴스, 버클리: 1.e4 Nf6 2.e5 Nd5 3.Na3
      5. 알레킨 디펜스, 어드밴스, 사미시: 1.e4 Nf6 2.e5 Nd5 3.Nc3
      6. B03: 알레킨 디펜스, 어드밴스, 메인: 1.e4 Nf6 2.e5 Nd5 3.d4
        1. 알레킨 디펜스, 어드밴스, 오설리반 갬빗: 1.e4 Nf6 3.d4 b5
        2. 알레킨 디펜스, 어드밴스, 모던 인비테이션: 1.e4 Nf6 2.e5 Nd5 3.d4
          1. 알레킨 디펜스, 어드밴스, 모던 인비테이션, 헌트: 1.e4 Nf6 2.e5 Nd5 3.d4 d6 4.c4 Nb6 5.c5
          2. 알레킨 디펜스, 어드밴스, 모던 인비테이션, 익스체인지: 1.e4 Nf6 2.e5 Nd5 3.d4 d6 4.c4 Nb6 5.exd6 cxd6
            1. 알레킨 디펜스, 어드밴스, 모던 인비테이션, 익스체인지, 메인: 1.e4 Nf6 2.e5 Nd5 3.d4 d6 4.c4 Nb6 5.exd6 cxd6 6.Nc3 g6
              1. 알레킨 디펜스, 어드밴스, 모던 인비테이션, 익스체인지, 카르포프: 1.e4 Nf6 2.e5 Nd5 3.d4 d6 4.c4 Nb6 5.exd6 cxd6 6.Nc3 g6 7.h3 Bg7 8.Nf3 0-0 9.Be2 Nc6 10.0-0 Bf5 11.Bf4
              2. 알레킨 디펜스, 어드밴스, 모던 인비테이션, 익스체인지, 보로네시: 1.e4 Nf6 2.e5 Nd5 3.d4 d6 4.c4 Nb6 5.exd6 cxd6 6.Nc3 g6 7.Be3 Bg7 8.Rc1 0-0 9.b3

          3. 알레킨 디펜스, 모던 인비테이션, 어드밴스, 알레킨 갬빗: 1.e4 Nf6 2.e5 Nd5 3.d4 d6 4.c4 Nb6 5.Nf3 Bg4 6.Be2
          4. 알레킨 디펜스, 어드밴스, 모던 인비테이션, 로크벤츠: 1.e4 Nf6 2.e5 Nd5 3.d4 d6 4.f4
          5. 알레킨 디펜스, 어드밴스, 모던 인비테이션, 발로그: 1.e4 Nf6 2.e5 Nd5 3.d4 d6 4.Bc4
          6. 알레킨 디펜스, 어드밴스, 모던 인비테이션, 4-폰: 1.e4 Nf6 2.e5 Nd5 3.d4 d6 4.c4 Nb6 5.f4
            1. 알레킨 디펜스, 어드밴스, 모던 인비테이션, 4-폰, 익스체인지: 1.e4 Nf6 2.e5 Nd5 3.d4 d6 4.c4 Nb6 5.f4 dxe5 6.fxe5
              1. 알레킨 디펜스, 어드밴스, 모던 인비테이션, 4-폰, 익스체인지, 메인 인비테이션: 1.e4 Nf6 2.e5 Nd5 3.d4 d6 4.c4 Nb6 5.f4 dxe5 6.fxe5 Nc6
                1. 알레킨 디펜스, 어드밴스, 모던 인비테이션, 4-폰, 익스체인지, 일린-젠브스키: 1.e4 Nf6 2.e5 Nd5 3.d4 d6 4.c4 Nb6 5.f4 dxe5 6.fxe5 Nc6 7.Nf3 Bg4 8.e6 fxe6 9.c5
                2. 알레킨 디펜스, 어드밴스, 모던 인비테이션, 4-폰, 익스체인지, 메인: 1.e4 Nf6 2.e5 Nd5 3.d4 d6 4.c4 Nb6 5.f4 dxe5 6.fxe5 Nc6 7.Be3
                  1. 알레킨 디펜스, 어드밴스, 모던 인비테이션, 4-폰, 익스체인지, 타르타코워: 1.e4 Nf6 2.e5 Nd5 3.d4 d6 4.c4 Nb6 5.f4 dxe5 6.fxe5 Nc6 7.Be3 Bf5 8.Nc3 e6 9.Nf3 Qd7 10.Be2 0-0-0 11.0-0 Be7

              2. 알레킨 디펜스, 어드밴스, 모던 인비테이션, 4-폰, 익스체인지, 코르치노이: 1.e4 Nf6 2.e5 Nd5 3.d4 d6 4.c4 Nb6 5.f4 dxe5 6.fxe5 Bf5 7.Nc3 e6 8.Nf3 Be7 9.Be2 0-0 10.0-0 f6

          7. B04: 알레킨 디펜스, 어드밴스, 모던: 1.e4 Nf6 2.e5 Nd5 3.d4 d6 4.Nf3
            1. 알레킨 디펜스, 어드밴스, 모던, 마일스: 1.e4 Nf6 2.e5 Nd5 3.d4 d6 4.Nf3 4.Nf3 c6
            2. 알레킨 디펜스, 어드밴스, 모던, 라르센/켄기스: 1.e4 Nf6 2.e5 Nd5 3.d4 d6 4.Nf3 4.Nf3 dxe5
            3. 알레킨 디펜스, 어드밴스, 모던, 알버트: 1.e4 Nf6 2.e5 Nd5 3.d4 d6 4.Nf3 4.Nf3 g6
              1. 알레킨 디펜스, 어드밴스, 모던, 알버트, 케레스: 1.e4 Nf6 2.e5 Nd5 3.d4 d6 4.Nf3 4.Nf3 g6 5.Bc4 Nb6 6.Bb3 Bg7 7.a4

            4. 알레킨 디펜스, 어드밴스, 모던, 로타르 슈미드: 1.e4 Nf6 2.e5 Nd5 3.d4 d6 4.Nf3 4.Nf3 Nb6
            5. 알레킨 디펜스, 어드밴스, 모던, 라르센-하커트: 1.e4 Nf6 2.e5 Nd5 3.d4 d6 4.Nf3 4.Nf3 Nc6
            6. 알레킨 디펜스, 어드밴스, 모던, 타라시: 1.e4 Nf6 2.e5 Nd5 3.d4 d6 4.Nf3 4.Nf3 Bf4
            7. B05: 알레킨 디펜스, 어드밴스, 모던, 메인: 1.e4 Nf6 2.e5 Nd5 3.d4 d6 4.Nf3 Bg4
              1. 알레킨 디펜스, 어드밴스, 모던, 알레킨: 1.e4 Nf6 2.e5 Nd5 3.d4 d6 4.Nf3 Bg4 5.c4
                1. 알레킨 디펜스, 어드밴스, 모던, 알레킨, 비톨린스 어택: 1.e4 Nf6 2.e5 Nd5 3.d4 d6 4.Nf3 Bg4 5.c4 Nb6 6.d5

              2. 알레킨 디펜스, 어드밴스, 모던, 파노프: 1.e4 Nf6 2.e5 Nd5 3.d4 d6 4.Nf3 Bg4 5.h3
              3. 알레킨 디펜스, 어드밴스, 모던, 예이츠: 1.e4 Nf6 2.e5 Nd5 3.d4 d6 4.Nf3 Bg4 5.Bc4
              4. 알레킨 디펜스, 어드밴스, 모던, 플로르: 1.e4 Nf6 2.e5 Nd5 3.d4 d6 4.Nf3 Bg4 5.Be2 c6

        3. 알레킨 디펜스, 어드밴스, 모던 인비테이션, 피앙케토: 1.e4 Nf6 2.e5 Nd5 5.d4 g6
        4. 알레킨 디펜스, 어드밴스, 모던, 인비테이션, 케임브리지 갬빗: 1.e4 Nf6 2.e5 Nd5 5.d4 g5
        5. 알레킨 디펜스, 어드밴스, 모던 인비테이션, 트라이푸노비치: 1.e4 Nf6 2.e5 Nd5 5.d4 Bf5
        6. 알레킨 디펜스, 어드밴스, 모던 인비테이션, 웨스터니넨: 1.e4 Nf6 2.e5 Nd5 3.d4 Nb6
        7. 알레킨 디펜스, 어드밴스, 모던 인비테이션, 파인: 1.e4 Nf6 2.e5 Nd5 3.d4 Nc6
14. B06 로바츠 또는 모던: 1.e4 g6
  1. 모던 디펜스, 비숍 어택: 1.e4 g6 2.Bc4
    1. 모던 디펜스, 비숍 어택, 몽키스 범: 1.e4 g6 2.Bc4 Bg7 3.Qf3 e6 4.d4 Bxd4

  2. 모던 디펜스, 메인: 1.e4 g6 2.d4
    1. 모던 디펜스, 리자드: 1.e4 g6 2.d4 d6
      1. 모던 디펜스, 랫 디펜스: 가속 구르제니제: 1.e4 g6 2.d4 d6 3.Nc3 c6

    2. 모던 디펜스: 피앙케토 갬빗: 1.e4 g6 2.d4 f5
    3. 모던 디펜스: 노르웨이 디펜스: 1.e4 g6 2.d4 Nf6
      1. 모던 디펜스: 노르웨이 디펜스, 노르웨이 갬빗: 1.e4 g6 2.d4 Nf6 3.e5 Nh5 4.Be2 d6
      2. 모던 디펜스, 프테로닥틸 디펜스: 오스트리아, 그랑프리 프테로닥틸: 1.e4 g6 2.Nc3 Bg7 3.f4 c5 4.Nf3 Qa5

    4. 모던 디펜스, 델마르: 1.e4 g6 2.d4 Nh6
      1. 모던 디펜스, 델마르, 마수르 갬빗: 1.e4 g6 3.Nc3 f5 4.Bh6 Bh6 5.ef5 0-0

    5. 모던 디펜스, 피앙케토: 1.e4 g6 2.d4 Bg7
      1. 모던 디펜스, 3-폰, 시실리안 1.e4 g6 2.d4 Bg7 3.c4
        1. 모던 디펜스, 3-폰, 시실리안, 바르델레벤: 1.e4 g6 2.d4 Bg7 3.c4
          1. 모던 디펜스, 프테로닥틸, 베노니 케찰코아틀루스: 2.d4 Bg7 3.c4 c5 4.d5 d6 5.Nc3 Qa5
          2. 모던 디펜스, 프테로닥틸, 케찰코아틀루스 갬빗: 2.d4 Bg7 3.c4 c5 4.Nc3 d6 5.dxc5 Qa5
          3. 모던 디펜스, 세미-아베르바흐: 1.e4 g6 2.d4 Bg7 3.c4 c5 4.Nf3 d6 5.Be2 Qa5+
          4. 모던 디펜스, 프테로닥틸, 안항게라: 1.e4 g6 2.d4 Bg7 3.c4 c5 4.Nc3 d6 5.Be3 Qa5

        2. 모던 디펜스, 시실리안, 던워시: 1.e4 g6 2.d4 Bg7 3.c4 d5 4.exd5 c6 5.dxc6 Bxd4

      2. 모던 디펜스, 3-폰: 1.e4 g6 2.d4 Bg7 3.f4
        1. 모던 디펜스, 3-폰, 바르델레벤: 1.e4 g6 2.d4 Bg7 3.f4 c5
          1. 모던 디펜스, 3-폰, 바르델레벤, 오스트리아: 1.e4 g6 2.d4 Bg7 3.f4 c5 4.c3 Qa5
          2. 모던 디펜스, 3-폰, 바르델레벤, 오스트리아닥틸러스 웨스턴: 1.e4 g6 2.d4 Bg7 3.f4 c5 4.Nf3 Qa5+

      3. 모던 디펜스, 피앙케토, 람포린쿠스: 1.e4 g6 2.d4 Bg7 3.g3 c5 4.dxc5 Qa5+
      4. 모던 디펜스, 피앙케토, 킹 프테로닥틸: 1.e4 g6 2.d4 Bg7 3.g3 c5 4.Nf3 Qa5+
      5. 모던 디펜스, 사보: 1.e4 g6 2.d4 Bg7 3.h4
      6. 모던 디펜스, 몽그레디앙: 1.e4 g6 2.d4 Bg7 3.Nc3 b6
      7. 모던 디펜스, 구르제니제: 1.e4 g6 2.d4 Bg7 3.Nc3 c6 4.f4 d5 5.e5 h5
      8. 모던 디펜스, 서틀스: 1.e4 g6 2.d4 Bg7 3.Nc3 c6 4.Nf3 d6
      9. 모던 디펜스, 안티-모던: 1.e4 g6 2.d4 Bg7 3.Nc3 c6 4.Bc4 d6 5.Qe2
      10. 모던 디펜스, 모던 프테로닥틸: 1.e4 g6 2.d4 Bg7 3.Nc3 c5
        1. 모던 디펜스, 모던 프테로닥틸, 람포린쿠스: 1.e4 g6 2.d4 Bg7 3.Nc3 c5 4.dxc5
        2. → → 프테라노돈: 1.e4 g6 2.d4 Bg7 3.Nc3 c5 4.dxc5 Bxc3+ 5.bxc3 Qa5 → → 프테로닥틸: 1.e4 g6 2.d4 Bg7 3.Nc3 c5 4.dxc5 Qa5
        3. 모던 디펜스, 모던 프테로닥틸, 베노니 프테라노돈: 1.e4 g6 2.d4 Bg7 3.Nc3 c5 4.d5 Bxc3+ 5.bxc3 Qa5
        4. 모던 디펜스, 모던 프테로닥틸, 시실리안: 1.e4 g6 2.d4 Bg7 3.Nc3 c5 4.Nf3
          1. 모던 디펜스, 모던 프테로닥틸, 시실리안, 시로코프테릭스: 1.e4 g6 2.d4 Bg7 3.Nc3 c5 4.Nf3 Qa5 5.Bc4
          2. 모던 디펜스, 모던 프테로닥틸, 시실리안, 케찰코아틀루스: 1.e4 g6 2.d4 Bg7 3.Nc3 c5 4.Nf3 Qa5 5.Be2 d6

        5. 모던 디펜스, 모던 프테로닥틸, 이스턴, 안항게라: 1.e4 g6 2.d4 Bg7 3.Nc3 c5 4.Be3

      11. 모던 디펜스, 비숍: 1.e4 g6 2.d4 Bg7 3.Bc4
        1. 모던 디펜스, 비숍, 뷔커 갬빗: 1.e4 g6 2.d4 Bg7 3.Nc3 c5 3.Bc4 b5

      12. 모던 디펜스, 웨스터만 갬빗: 1.e4 g6 2.d4 Bg7 3.Bd2
      13. 모던 디펜스, 윈드 갬빗: 1.e4 g6 2.d4 Bg7 3.Bd3
      14. 모던 디펜스, 블라트니: 1.e4 g6 2.d4 Bg7 3.Be2
      15. 모던 디펜스, 리자드 디펜스, 미텐베르거 갬빗: 1.e4 g6 2.d4 Bg7 3.Nc3 d5
      16. 모던 디펜스: 스탠다드 디펜스: 1.e4 g6 2.d4 Bg7 3.Nc3 d6
        1. 모던 디펜스: 유사-오스트리아 어택: 1.e4 g6 2.d4 Bg7 3.Nc3 d6 4.f4
          1. 모던 디펜스: 투 나이트 바리에이션: 1.e4 g6 2.d4 Bg7 3.Nc3 d6 4.Nf3
            1. 모던 디펜스: 투 나이트 바리에이션, 서틀스 바리에이션, 탈 갬빗: 1.e4 g6 2.d4 Bg7 3.Nc3 d6 4.Nf3 c6 5.Bg5 Qb6 6.Qd2 Qxb2

      17. 모던 디펜스: 몽그레디앙 디펜스, Nf3 사용: 1.e4 g6 2.d4 Bg7 3.Nf3 b6
      18. 모던 디펜스, 프테로닥틸 디펜스: 웨스턴, 안항게라: 1.e4 g6 2.d4 Bg7 3.Nf3 c5 4.Be3 Qa5+
      19. 모던 디펜스, 프테로닥틸 디펜스: 웨스턴, 시로코프테릭스: 1.e4 g6 2.Nf3 Bg7 3.d4 c5 4.Bc4 cxd4 5.Nxd4 Qa5+
      20. 모던 디펜스: 겔러스 시스템: 1.e4 g6 2.d4 Bg7 3.Nf3 d6 4.c3
15. B07 피르크 디펜스: 1.e4 d6
  1. 킹스 폰 오프닝: 마로치 디펜스: 1.e4 d6 2.d4 e5
  2. 체코 디펜스: 1.e4 d6 2.d4 Nf6 3.Nc3 c6
  3. 피르크 디펜스: 1.e4 d6 2.d4 Nf6 3.Nc3 g6
  4. 피르크 디펜스: 콜모프 시스템: 1.e4 d6 2.d4 Nf6 3.Nc3 g6 4.Bc4
  5. 피르크 디펜스: 차이니즈 바리에이션: 1.e4 d6 2.d4 Nf6 3.Nc3 g6 4.Be2 Bg7 5.g4
  6. 피르크 디펜스: 바요넷 어택: 1.e4 d6 2.d4 Nf6 3.Nc3 g6 4.Be2 Bg7 5.h4
  7. 피르크 디펜스: 150 어택, 스베시니코프-얀샤 어택: 1.e4 d6 2.d4 Nf6 3.Nc3 g6 4.Be3 c6 5.h3
  8. 피르크 디펜스: 150 어택: 1.e4 d6 2.d4 Nf6 3.Nc3 g6 4.Be3 c6 5.Qd2
    1. 피르크 디펜스: 150 어택, 이너 돌 디펜스: 1.e4 d6 2.d4 Nf6 3.Nc3 g6 4.Be3 c6 5.Qd2 Bg4

  9. 피르크 디펜스: 번 바리에이션: 1.e4 d6 2.d4 Nf6 3.Nc3 g6 4.Bg5
  10. 피르크 디펜스: 스베시니코프 시스템: 1.e4 d6 2.d4 Nf6 3.Nc3 g6 4.g3
  11. 라이언 디펜스: 안티-필리도르: 1.e4 d6 2.d4 Nf6 3.Nc3 Nbd7 4.f4
    1. 라이언 디펜스: 안티-필리도르, 라이언스 케이브: 1.e4 d6 2.d4 Nf6 3.Nc3 Nbd7 4.f4 e5
      1. 라이언 디펜스: 안티-필리도르, 라이언스 케이브, 라이언 클로 갬빗: 1.e4 d6 2.d4 Nf6 3.Nc3 Nbd7 4.f4 e5 5.Nf3 exd4 6.Qxd4 c6 7.Bc4 d5

  12. 라이언 디펜스: 바요넷 어택: 1.e4 d6 2.d4 Nf6 3.Nc3 Nbd7 4.g4
  13. B08 피르크, 클래시컬 (투 나이트) 시스템: 1.e4 d6 2.d4 Nf6 3.Nc3 g6 4.Nf3
  14. 피르크 디펜스: 클래시컬 바리에이션: 1.e4 d6 2.d4 Nf6 3.Nc3 g6 4.Nf3 Bg7
  15. 피르크 디펜스: 클래시컬 바리에이션, 콰이어트 시스템: 1.e4 d6 2.d4 Nf6 3.Nc3 g6 4.Nf3 Bg7 5.Be2
    1. 피르크 디펜스: 클래시컬 바리에이션, 콰이어트 시스템, 파르마 디펜스: 1.e4 d6 2.d4 Nf6 3.Nc3 g6 4.Nf3 Bg7 5.Be2 0-0 6.0-0 Bg4
    2. 피르크 디펜스: 클래시컬 바리에이션, 콰이어트 시스템, 체코 디펜스: 1.e4 d6 2.d4 Nf6 3.Nc3 g6 4.Nf3 Bg7 5.Be2 0-0 6.0-0 c6
    3. 피르크 디펜스: 클래시컬 바리에이션, 콰이어트 시스템, 치고린 라인: 1.e4 d6 2.d4 Nf6 3.Nc3 g6 4.Nf3 Bg7 5.Be2 0-0 6.0-0 Nc6

  16. 피르크 디펜스: 클래시컬 바리에이션, 슐레히터 바리에이션: 1.e4 d6 2.d4 Nf6 3.Nc3 g6 4.Nf3 Bg7 5.h3
  17. B09 피르크, 오스트리아 어택: 1.e4 d6 2.d4 Nf6 3.Nc3 g6 4.f4
  18. 피르크 디펜스: 오스트리아 어택, 류보예비치 바리에이션: 1.e4 d6 2.d4 Nf6 3.Nc3 g6 4.f4 Bg7 5.Bc4
  19. 피르크 디펜스: 오스트리아 어택, 드래곤 포메이션: 1.e4 d6 2.d4 Nf6 3.Nc3 g6 4.f4 Bg7 5.Nf3 c5
  20. 피르크 디펜스: 오스트리아 어택: 1.e4 d6 2.d4 Nf6 3.Nc3 g6 4.f4 Bg7 5.Nf3 0-0
  21. 피르크 디펜스: 오스트리아 어택, 바이스 바리에이션: 1.e4 d6 2.d4 Nf6 3.Nc3 g6 4.f4 Bg7 5.Nf3 0-0 6.Bd3
  22. 피르크 디펜스: 오스트리아 어택, 쿠라이치카 바리에이션: 1.e4 d6 2.d4 Nf6 3.Nc3 g6 4.f4 Bg7 5.Nf3 0-0 6.Be3
  23. 피르크 디펜스: 오스트리아 어택, 운지커 어택: 1.e4 d6 2.d4 Nf6 3.Nc3 g6 4.f4 Bg7 5.Nf3 0-0 6.e5
    1. 피르크 디펜스: 오스트리아 어택, 운지커 어택, 브론스타인 바리에이션: 1.e4 d6 2.d4 Nf6 3.Nc3 g6 4.f4 Bg7 5.Nf3 0-0 6.e5 Nfd7 7.h4
16. B10 카로-칸 디펜스: 1.e4 c6
  1. 카로-칸 디펜스: 위베 어택: 1.e4 c6 2.b3
  2. 카로-칸 디펜스: 라반 어택: 1.e4 c6 2.b4
    1. 카로-칸 디펜스: 라반 어택, 더블 갬빗: 1.e4 c6 2.b4 d5 3.b5
    2. 카로-칸 디펜스: 라반 어택, 폴란드 바리에이션: 1.e4 c6 2.b4 e5 3.Bb2

  3. 카로-칸 디펜스: 힐빌리 어택: 1.e4 c6 2.Bc4
    1. 카로-칸 디펜스: 힐빌리 어택, 셰퍼 갬빗: 1.e4 c6 2.Bc4 d5 3.Bb3 dxe4 4.Qh5

  4. 카로-칸 디펜스: 가속 파노프 어택: 1.e4 c6 2.c4
    1. 카로-칸 디펜스: 가속 파노프 어택: 1.e4 c6 2.c4 d5
    2. 카로-칸 디펜스: 가속 파노프 어택, 반 위어셀 어택: 1.e4 c6 2.c4 d5 3.cxd5 cxd5 4.Qb3
    3. 카로-칸 디펜스: 토이카넨 갬빗: 1.e4 c6 2.c4 d5 3.e5
    4. 카로-칸 디펜스: 가속 파노프 어택, 모던 바리에이션: 1.e4 c6 2.c4 d5 3.exd5 cxd5 4.cxd5 Nf6
    5. 카로-칸 디펜스: 가속 파노프 어택, 유사-스칸디나비안: 1.e4 c6 2.c4 d5 3.exd5 Qxd5
    6. 카로-칸 디펜스: 가속 파노프 어택, 오픈 바리에이션: 1.e4 c6 2.c4 e5

  5. 카로-칸 디펜스: 브레예르 바리에이션: 1.e4 c6 2.d3
    1. 카로-칸 디펜스: 브레예르 바리에이션, 스타인 어택: 1.e4 c6 2.d3 d5 3.Nd2 g6 4.Ngf3 Bg7 5.g3 e5 6.Bg2 Ne7 7.0-0 0-0 8.b4

  6. 카로-칸 디펜스: 스파이크 바리에이션: 1.e4 c6 2.g4
    1. 카로-칸 디펜스: 스파이크 바리에이션, 스콜피온-그롭 갬빗: 1.e4 c6 2.g4 d5 3.Nc3 dxe4 4.d3

  7. 카로-칸 디펜스: 1.e4 c6 2.Nc3
    1. 카로-칸 디펜스: 1.e4 c6 2.Nc3 d5
    2. 카로-칸 디펜스: 스콜피온-호루스 갬빗: 1.e4 c6 2.Nc3 d5 3.d3 dxe4 4.Bg5
    3. 카로-칸 디펜스: 세인트 패트릭스 어택: 1.e4 c6 2.Nc3 d5 3.h3
    4. 카로-칸 디펜스: 투 나이트 어택: 1.e4 c6 2.Nc3 d5 3.Nf3
      1. B11 카로-칸 디펜스: 투 나이트 어택, 민데노 바리에이션: 1.e4 c6 2.Nc3 d5 3.Nf3 Bg4
        1. 카로-칸 디펜스: 투 나이트 어택, 민데노 바리에이션, 리트리트 라인: 1.e4 c6 2.Nc3 d5 3.Nf3 Bg4 4.h3 Bh5
        2. 카로-칸 디펜스: 투 나이트 어택, 민데노 바리에이션, 익스체인지 라인: 1.e4 c6 2.Nc3 d5 3.Nf3 Bg4 4.h3 Bxf3

    5. 카로-칸 디펜스: 헥터 갬빗: 1.e4 c6 2.Nc3 d5 3.Nf3 dxe4 4.Ng5
    6. 카로-칸 디펜스: 골드만 바리에이션: 1.e4 c6 2.Nc3 d5 3.Qf3
    7. 카로-칸 디펜스: 엔드게임 오퍼: 1.e4 c6 2.Nf3 d5 3.d3
    8. 카로-칸 디펜스: 엔드게임 바리에이션: 1.e4 c6 2.Nf3 d5 3.d3 dxe4 4.dxe4 Qxd1+ 5.Kxd1
    9. 카로-칸 디펜스: 아포칼립스 어택: 1.e4 c6 2.Nf3 d5 3.exd5 cxd5 4.Ne5

  8. B12 카로-칸 디펜스: 1.e4 c6 2.d4
    1. 카로-칸 디펜스: 1.e4 c6 2.d4 d5
      1. 카로-칸 디펜스: 미제스 어택, 란다우 갬빗: 1.e4 c6 2.d4 d5 3.Bd3 Nf6 4.e5 Nfd7 5.e6
      2. 카로-칸 디펜스: 미제스 갬빗: 1.e4 c6 2.d4 d5 3.Be3
      3. 카로-칸 디펜스: 어드밴스 바리에이션: 1.e4 c6 2.d4 d5 3.e5
        1. 카로-칸 디펜스: 어드밴스 바리에이션, 프린스 어택: 1.e4 c6 2.d4 d5 3.e5 Bf5 4.b4
        2. 카로-칸 디펜스: 어드밴스, 쇼트 바리에이션: 1.e4 c6 2.d4 d5 3.e5 Bf5 4.c3 e6 5.Be2
        3. 카로-칸 디펜스: 어드밴스 바리에이션, 바요넷 어택: 1.e4 c6 2.d4 d5 3.e5 Bf5 4.g4
        4. 카로-칸 디펜스: 어드밴스 바리에이션, 탈 바리에이션: 1.e4 c6 2.d4 d5 3.e5 Bf5 4.h4
        5. 카로-칸 디펜스: 어드밴스 바리에이션, 반 데르 위엘 어택: 1.e4 c6 2.d4 d5 3.e5 Bf5 4.Nc3
          1. 카로-칸 디펜스: 어드밴스 바리에이션, 반 데르 위엘 어택: 1.e4 c6 2.d4 d5 3.e5 Bf5 4.Nc3 e6 5.g4 Bg6 6.Nge2 c5 7.h4
          2. 카로-칸 디펜스: 어드밴스 바리에이션, 반 데르 위엘 어택, 드레예프 디펜스: 1.e4 c6 2.d4 d5 3.e5 Bf5 4.Nc3 Qb6

        6. 카로-칸 디펜스: 어드밴스 바리에이션, 브론스타인 바리에이션: 1.e4 c6 2.d4 d5 3.e5 Bf5 4.Ne2
        7. 카로-칸 디펜스: 어드밴스 바리에이션, 쇼트 바리에이션: 1.e4 c6 2.d4 d5 3.e5 Bf5 4.Nf3
        8. 카로-칸 디펜스: 어드밴스 바리에이션, 보트비닉-카를스 디펜스: 1.e4 c6 2.d4 d5 3.e5 c5

      4. 카로-칸 디펜스: 마로치 바리에이션: 1.e4 c6 2.d4 d5 3.f3
        1. 카로-칸 디펜스: 마로치 바리에이션, 마로치 갬빗: 1.e4 c6 2.d4 d5 3.f3 dxe4 4.fxe4 e5 5.Nf3 exd4 6.Bc4

      5. 카로-칸 디펜스: 모던 바리에이션: 1.e4 c6 2.d4 d5 3.Nd2
        1. 카로-칸 디펜스: 에든버러 바리에이션: 1.e4 c6 2.d4 d5 3.Nd2 Qb6
        2. 카로-칸 디펜스: 메인 라인: 1.e4 c6 2.d4 d5 3.Nd2 dxe4 4.Nxe4
          1. 카로-칸 디펜스: 핀란드 바리에이션: 1.e4 c6 2.d4 d5 3.Nd2 dxe4 4.Nxe4 h6
          2. B17 카로-칸, 카르포프 바리에이션, 스미슬로프 시스템: 1.e4 c6 2.d4 d5 3.Nd2 dxe4 4.Nxe4 Nd7
            1. 카로-칸 디펜스: 카르포프 바리에이션, 스미슬로프 바리에이션: 1.e4 c6 2.d4 d5 3.Nd2 dxe4 4.Nxe4 Nd7 5.Bc4 Ngf6 6.Ng5 e6 7.Qe2 Nb6
            2. 카로-칸 디펜스: 카르포프 바리에이션, 스미슬로프 바리에이션, 메인 라인: 1.e4 c6 2.d4 d5 3.Nd2 dxe4 4.Nxe4 Nd7 5.Bc4 Ngf6 6.Ng5 e6 7.Qe2 Nb6 8.Bb3
            3. 카로-칸 디펜스: 카르포프 바리에이션, 티비아코프-피셔 어택: 1.e4 c6 2.d4 d5 3.Nd2 dxe4 4.Nxe4 Nd7 5.Bc4 Ngf6 6.Nxf6+ Nxf6
            4. 카로-칸 디펜스: 카르포프 바리에이션, 모던 바리에이션: 1.e4 c6 2.d4 d5 3.Nd2 dxe4 4.Nxe4 Nd7 5.Ng5
            5. 카로-칸 디펜스: 카르포프 바리에이션, 모던 바리에이션, 이반추크 디펜스: 1.e4 c6 2.d4 d5 3.Nd2 dxe4 4.Nxe4 Nd7 5.Ng5 Ndf6
            6. 카로-칸 디펜스: 카르포프 바리에이션, 모던 메인 라인: 1.e4 c6 2.d4 d5 3.Nd2 dxe4 4.Nxe4 Nd7 5.Ng5 Ngf6 6.Bd3 e6 7.N1f3 Bd6 8.Qe2 h6 9.Ne4 Nxe4 10.Qxe4

          3. B18 카로-칸, 클래시컬 바리에이션: 1.e4 c6 2.d4 d5 3.Nd2 dxe4 4.Nxe4 Bf5
            1. 카로-칸 디펜스: 클래시컬 바리에이션, 마로치 어택: 1.e4 c6 2.d4 d5 3.Nd2 dxe4 4.Nxe4 Bf5 5.Ng3 Bg6 6.f4
            2. 카로-칸 디펜스: 클래시컬 바리에이션, 메인 라인: 1.e4 c6 2.d4 d5 3.Nd2 dxe4 4.Nxe4 Bf5 5.Ng3 Bg6 6.h4
            3. 카로-칸 디펜스: 클래시컬 바리에이션, 플로르 바리에이션: 1.e4 c6 2.d4 d5 3.Nd2 dxe4 4.Nxe4